# Église Saint-Georges d'Ully-Saint-Georges
L'église Saint-Georges est une église catholique paroissiale située à Ully-Saint-Georges (Oise), en France. C'est un vaste édifice assez complexe, qui se compose de parties issues, pour l'essentiel, de trois époques distinctes, à savoir la période romane tardive (années 1130 / 1140) ; la période gothique rayonnante (autour de 1265) ; et la période gothique flamboyante (second quart du XVIe siècle). Hormis deux pans de mur en opus spicatum qui remontent potentiellement au XIe siècle, les parties les plus anciennes sont le transept et la première travée des deux bas-côtés du chœur. Le maître d'œuvre a fait appel à une technique de construction novatrice, le voûtement d'ogives, avec des nervures retombant sur des piliers cantonnés, qui préfigurent le style gothique. Ainsi, l'église Saint-Georges fait partie des quarante églises du département qui possèdent des voûtes d'ogives antérieures au milieu du XIIe siècle. À Ully-Saint-Georges, ces voûtes sont au nombre de cinq ; en effet, les absidioles et le vaisseau central du chœur sont reconstruites pour une seconde fois au XIIIe siècle. Mais dans un premier temps, le clocher reçoit son étage de beffroi, au début du XIIIe siècle, et la nef est pourvue d'un nouveau portail abrité sous un porche voûté d'ogives. Ensuite, vers 1265, les parties orientales sont rebâties selon un plan ambitieux, avec trois absides à pans coupés qui se côtoient au chevet. Les absides des bas-côtés ne sont peut-être achevées que bien plus tard, au XIVe siècle voire au XVe siècle. À la fin de la période gothique, au second quart du XVIe siècle, la nef est refaite, et munie d'une nouvelle charpente et d'un collatéral au sud, dont la dernière clé de voûte affiche la date de 1545. Des modifications mineures interviennent encore à la Renaissance et à l'époque moderne. L'église classée aux monuments historiques assez tardivement par arrêté du 28 février 1951. Elle est aujourd'hui affiliée à la paroisse Sainte-Claire de Mouy, et les messes dominicales n'y sont plus célébrées que trois ou quatre fois par an, toujours le samedi à 18 h 30.

## Localisation
L'église Saint-Georges est située en France, en région Hauts-de-France et dans le département de l'Oise, au pays de Thelle, sur la commune d'Ully-Saint-Georges, au centre du village, place de l'Église. La façade occidentale est précédée d'un parvis, qui donne sur la rue de Noailles (RD 44), et l'élévation méridionale donne sur la place, qui est une grande pelouse engazonnée. Il s'agit de l'ancien cimetière, transféré à son emplacement actuel en dehors du village sous le Second Empire ou peu avant. La grange dîmière du XVe siècle jouxte le parvis au nord. L'élévation septentrionale et le chevet sont enclavés dans deux propriétés privées, et non visibles depuis le domaine public. Plusieurs bâtiments de la ferme au nord de l'église sont presque mitoyens de celle-ci. Parmi eux, il y avait l'ancienne prison de la seigneurie. Selon Maryse Bideault et Claudine Lautier, « l'intérêt qu'offre l'édifice est accru par la présence, au côté nord, de divers bâtiments qui appartenaient jadis au manoir seigneurial, dont l'implantation contribue à l'évocation de l'activité économique d'une seigneurie ecclésiastique à la fin du Moyen Âge ». La grange aux dîmes a été inscrite aux monuments historiques par arrêté du 6 juin 1933.

## Histoire

### Histoire de la paroisse

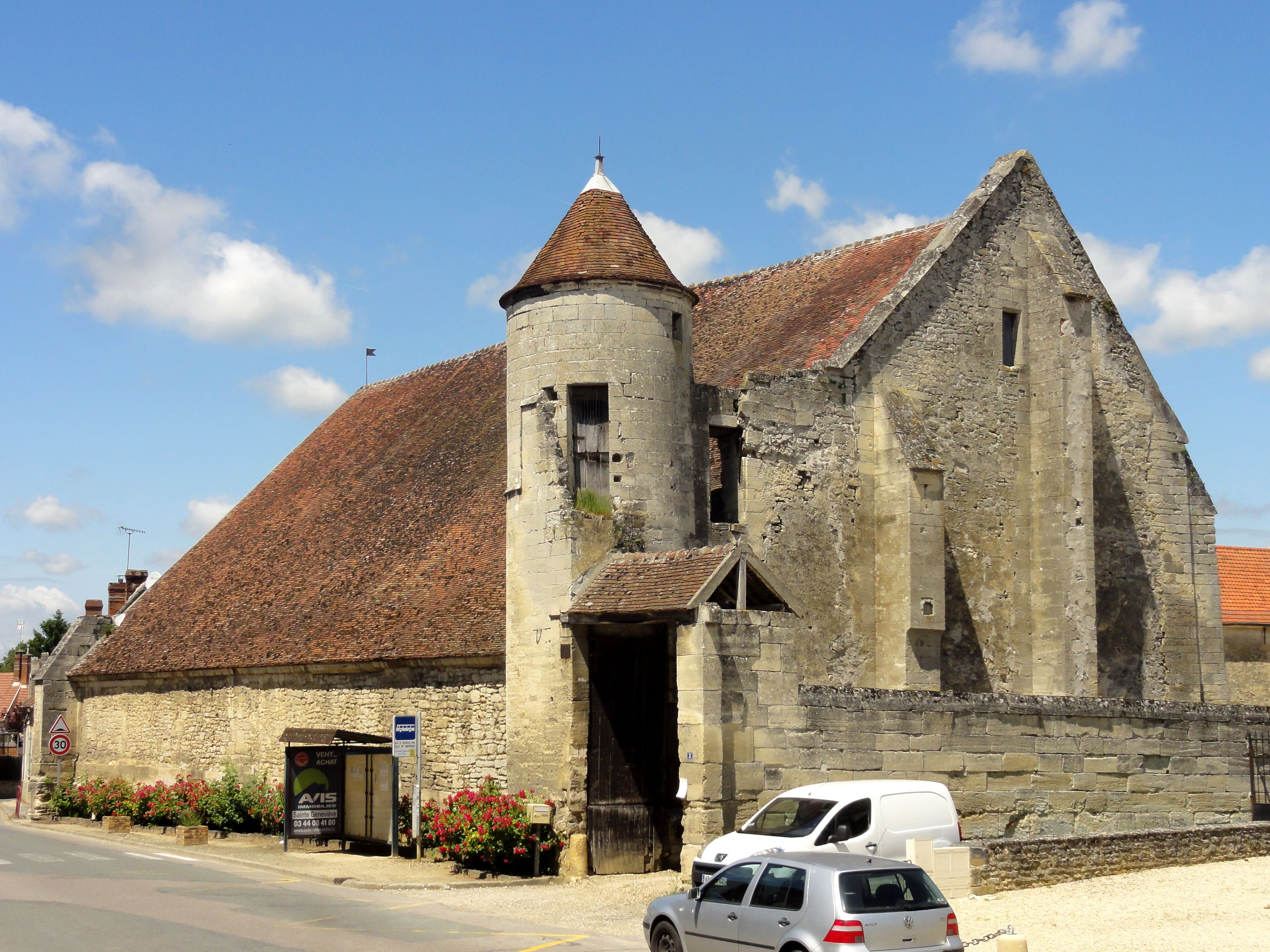
Grange dîmière de l'abbaye de Saint-Denis, vue depuis le sud-ouest.

Sous l'Ancien Régime, Ully-Saint-Georges est un lieu important du bailliage de Senlis, et considéré comme bourg bien avant la Révolution française. Jusqu'au XIIIe siècle, la seigneurie appartient aux comtes de Beaumont-sur-Oise. Vers 1213, le comte vend les terres d'Ully-Saint-Georges en avouerie à l'abbaye de Saint-Denis. Elle reste le seigneur du village jusqu'en 1692, quand le roi Louis XIV donne l'ensemble des possessions de l'abbaye à la maison royale de Saint-Louis, à Saint-Cyr-l'École. La dîme est partagée entre le seigneur et le curé. La paroisse est placée sous le vocable de saint Georges. Sur le plan ecclésiastique, Ully-Saint-Georges relève du doyenné de Mouchy-le-Châtel, de l'archidiaconé Clermont et du diocèse de Beauvais. Le collateur de la cure est l'abbé de Saint-Denis. La tradition orale transcrite au XVIIIe siècle veut que le service paroissial soit primitivement assuré par un religieux de saint Denis, mais c'est impossible à prouver, et impliquerait l'existence d'un prieuré à Ully-Saint-Georges. Le premier curé dont l'on connaisse le nom est un certain Guillon, cité en 1184. Un presbytère n'est mentionné qu'en 1584, mais existe sans doute depuis bien plus longtemps,,.
Les registres paroissiaux commencent en 1654, et fournissent certains renseignements sur la vie de la paroisse. Elle compte alors un millier d'habitants. Chaque année, le curé doit communiquer à l'évêché le nombre des communions pascales. Il s'élève à cinq cents en 1692, ce qui indique qu'une partie des habitants ne fréquentent pas la messe, sans tenir compte des jeunes enfants, des malades et des vieillards. Le curé fait périodiquement interdire aux cabaretiers de servir à boire pendant les offices, mais apparemment, sans grand succès. Les enfants sont généralement baptisés au plus tard à l'âge de deux jours, pour tenir compte de la mortalité infantile élevée. Les naissances illégitimes ne sont pas rares, mais sont généralement régularisées par un mariage, sauf dans les rares cas que l'enquête « innocente » le père supposé. Les mariages sont généralement célébrés peu de temps après les fiançailles. Le curé essaie d'éviter la consanguinité entre les époux. En effet, les mariages entre cousins sont fréquents, puisque l'on se marie toujours sur place ou dans les villages voisins. Mais dans la pratique, l'évêque accorde presque systématiquement une dispense. Le presbytère est décrit dans un texte des alentours de 1730. C'est une maison cossue, « composée d'un corps de logis appliqué à une cuisine, d'une chambre, d'une salle, d'un fournil, de cabinets, de chambres hautes avec grenier dessus, couvert de tuiles, écurie, hangar couvert de chaume, cour close de murs ». Le terrain représente environ 5 000 m2, séparé de l'église par une ruelle dite anciennement Rue-au-Prêtre. Le vicaire est logé dans une autre maison, rue du Moutier.

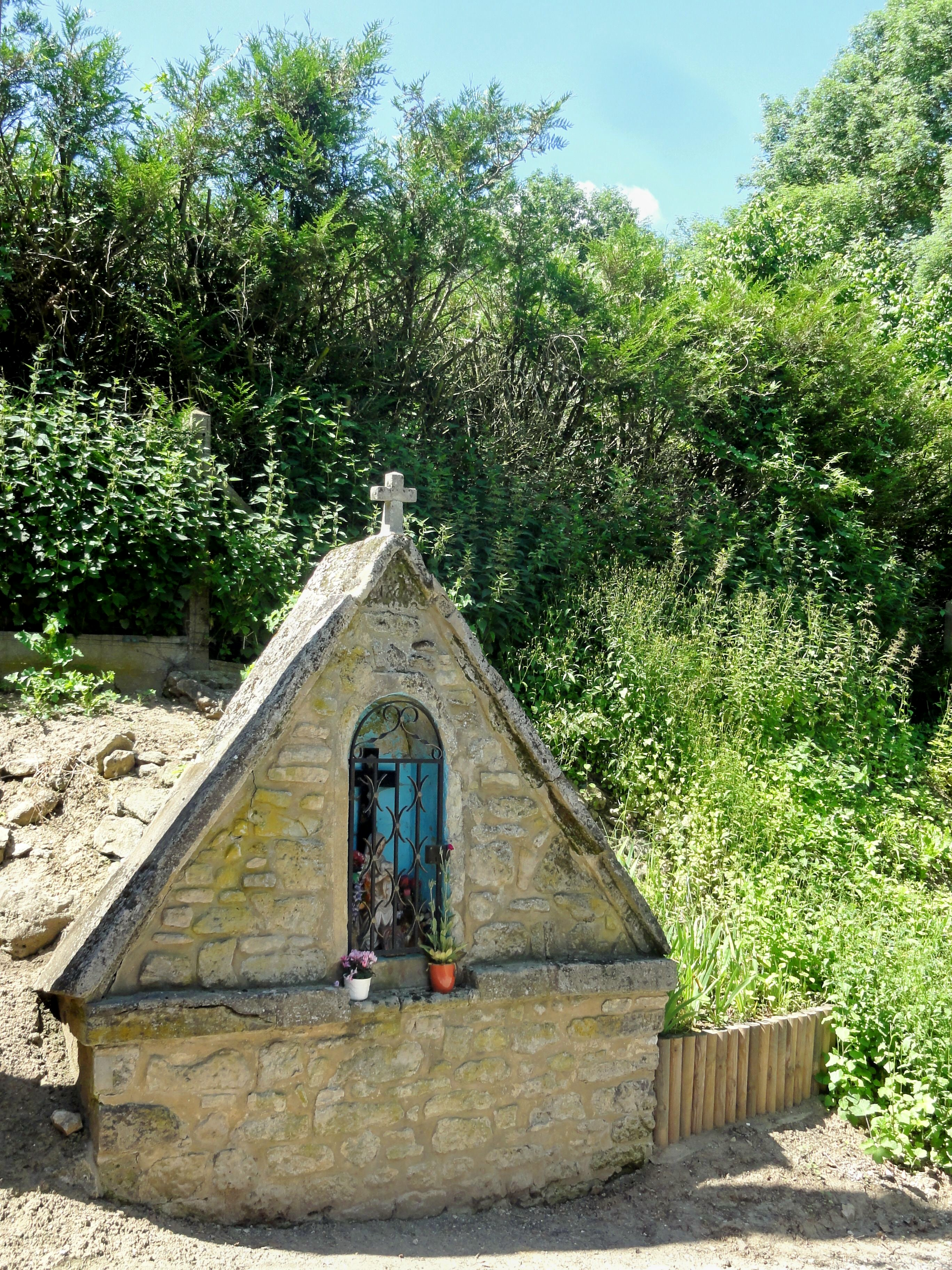
Notre-Dame-de-Pitié.

L'église Saint-Georges n'est pas l'unique édifice religieux de la paroisse. Le plan terrier de 1710 / 1713 parle d'une chapelle ancienne couverte de tuiles, dans une petite cour transformée en jardin, près du manoir seigneurial. Si l'échelle s'avère juste, elle doit mesurer environ 10 m de longueur pour 5 m de largeur. Selon un devis de réparations daté du 7 mai 1706, un versant du toit avait été détruit, et sa couverture est à refaire. La chapelle figure encore sur un plan du manoir de 1767. L'on ignore les circonstances de sa disparition, son style architectural, et même son vocable. En outre, l'ancienne ferme seigneuriale comporte un bâtiment d'une architecture très soignée, désigné sur les plans anciens comme pressoir. Le rez-de-chaussée montre quatre arcades bouchées en arc brisé, et l'étage, deux fenêtres à meneaux de la Renaissance. Des vestiges d'un voûtement d'ogives subsistent à l'intérieur. Les dimensions intérieures sont importantes : 22 m de longueur pour 8 m de largeur. Jean Perrot pense qu'il devrait s'agir du bâtiment conventuel d'un potentiel prieuré de l'abbaye Saint-Denis, qui aurait assez tôt perdu sa vocation initiale. En dehors du bourg, les hameaux de Cavillon et Coussenicourt possèdent des chapelles à l'usage des habitants, dédiées respectivement à Saint-Cyr-et-Sainte-Julitte, et à Saint-Sulpice-et-Saint-Antoine-l'Ermite. La première est située en pleins champs, près du chemin conduisant de Châteaurouge (commune de Cauvigny) à Dieudonné. Elle est déjà citée dans une bulle pontificale d'Alexandre III datée de 1170, et appartient à l'abbaye Saint-Martin de Pontoise. Elle évoque par ses dimensions une petite église, mais il est en principe interdit d'y faire célébrer des messes, ce qui n'est pas toujours respecté. Vendue comme bien national en 1794, elle tombe petit à petit en ruine, et ses dernières traces disparaissent au début du XXe siècle. Bien plus modeste, la seconde chapelle dépend directement du curé d'Ully-Saint-Georges, qui y dit la messe une fois par an. En 1785, les dames de Saint-Cyr accordent au curé une aide financière pour sa restauration, tout en insistant sur ce fait que rien ne les y oblige : c'est une précaution nécessaire afin d'éviter des procès en justice dans l'avenir. Enfin, restent à mentionner un oratoire dit chapelle du Dieu-de-Pitié, au milieu du carrefour entre la rue des Forges et la rue Jean-Érard, et un oratoire du titre de Notre-Dame-de-Pitié, rue de la Vierge, au hameau de Coupin. Ce dernier subsiste à ce jour, et a même été restauré.
En 1789, les habitants de chaque village adressent leur cahier de doléances au roi. Les habitants du hameau de Moulincourt, qui vont habituellement à la messe à Lachapelle-Saint-Pierre, et dépendent du bailliage de Beaumont, alors que le reste de la paroisse relève du bailliage de Senlis, rédigent un cahier à part. C'est le seul d'Ully-Saint-Georges qui s'est conservé. Dans le premier chapitre, les rédacteurs déplorent que la religion catholique soit attaquée depuis plusieurs années par « des ouvrages ténébreux et abominables », et attirent l'attention du roi sur la pénible condition des curés de campagne, dont les revenus ne suffisent pas pour soulager les malheureux comme il le faudrait. En effet, le curé peine souvent à recouvrir les menues dîmes, et renonce parfois à sa propre part. Les habitants de Moulincourt font part de leur souhait de pouvoir former une paroisse avec les hameaux voisins de Bois-Morel et Cavillon, demandent la permission de construire une église, et promettent de verser à leur futur curé l'équivalent de la dîme actuelle (soit un tiers de la dîme totale de l'ensemble de la paroisse). Ces vœux ne se réalisent pas. Cependant, pendant plus de deux ans, la vie religieuse de la paroisse n'est pas affectée par la Révolution, et le curé Géruzet, assisté du vicaire Delaon, exerce son ministère comme auparavant. Sa signature apparaît pour la dernière fois à l'occasion d'un mariage, le 11 octobre 1791. Ensuite les traces des deux prêtres se perdent. De toute évidence, ils refusent de prêter serment à la constitution civile du clergé, mais l'on ignore s'ils renoncent à la prêtrise, émigrent ou sont emprisonnés et déportés. Moins d'une semaine plus tard, arrive le père Pierre-Laurent Bigot, prêtre constitutionnel, mais il démissionne à la fin de l'année 1792, devient officier public d'Ully-les-Fontaines, et se marie le 26 janvier 1794. Il est vrai que l'exercice du culte devient difficile à partir du mois de novembre 1792, quand les vases sacrés et objets liturgiques sont saisis et envoyés au district de Senlis, pour récupérer les métaux précieux. Toutes les cloches sauf une sont envoyées à la fonte. Le reste du mobilier est inventorié, mais apparemment laissé en place. Au mois de novembre 1793, le culte catholique est interdit, et le vicaire Bussy est dénoncé et arrêté. Pour retrouver la liberté, et échapper à une mort certaine, il est contraint de se marier, et se lie donc à une veuve très âgée. Les biens de la fabrique sont vendues et rapportent 27 173 livres de recettes. La chapelle Saint-Cyr de Cavillon est estimée à 430 livres, et la chapelle Saint-Antoine de Coussenicourt à 300 livres.
L'histoire de la paroisse depuis le rétablissement de la liberté du culte n'a pas encore fait l'objet d'une publication. Le concordat de 1801 apporte l'intégration de l'ensemble des paroisses du département de l'Oise dans le diocèse d'Amiens. En 1822, le diocèse de Beauvais est restauré dans ses limites définies par la Révolution française, et correspond désormais au territoire du département de l'Oise. Aujourd'hui, Ully-Saint-Georges fait partie de la paroisse Sainte-Claire de Mouy. La vie spirituelle, quasiment éteinte, se limite à trois messes dominicales anticipées célébrées certains samedis à 18 h 30, pendant la période d'avril à octobre. S'y ajoutent quelques célébrations particulières.

### Histoire de l'église

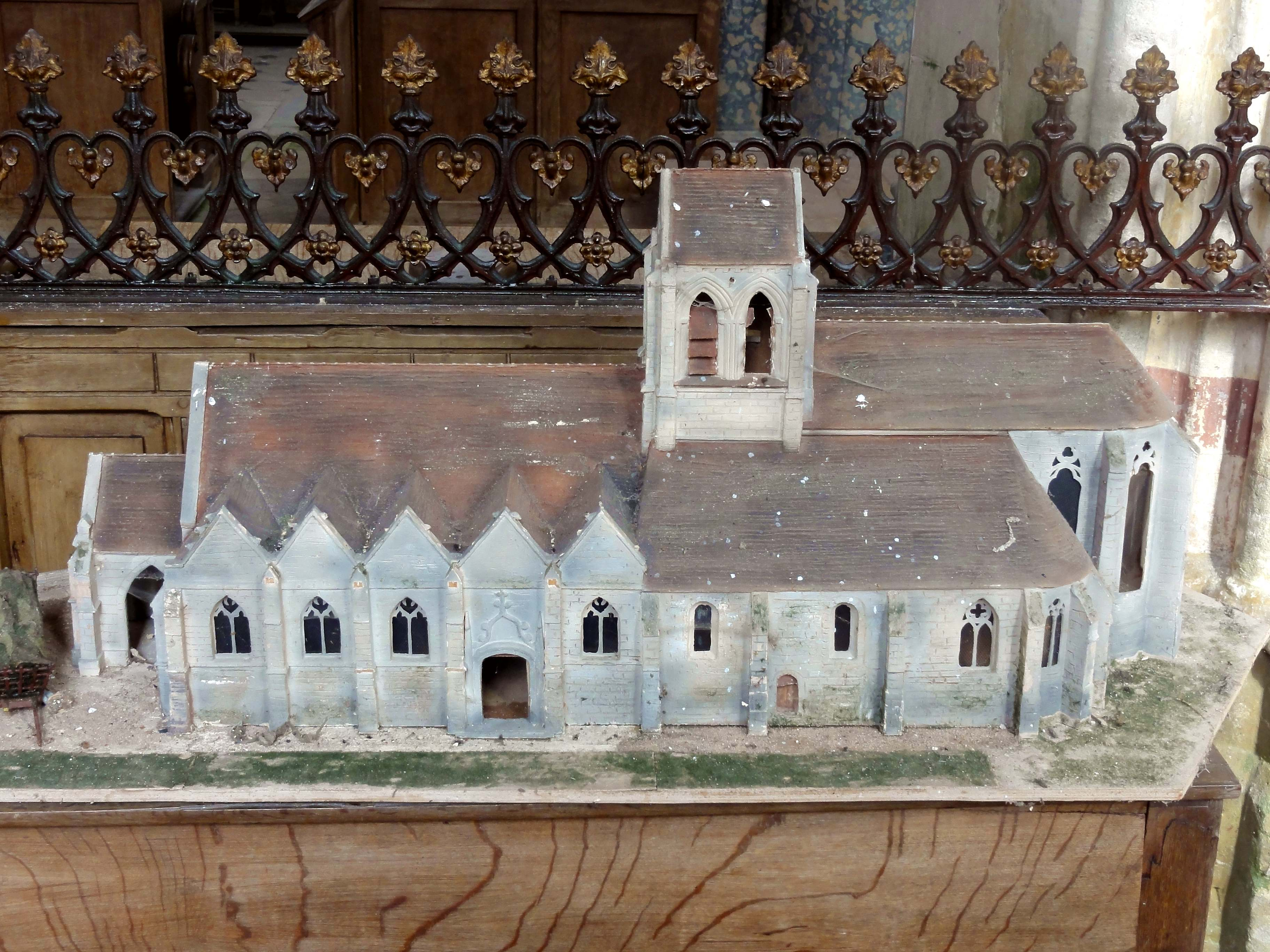
Maquette réalisée par des élèves.

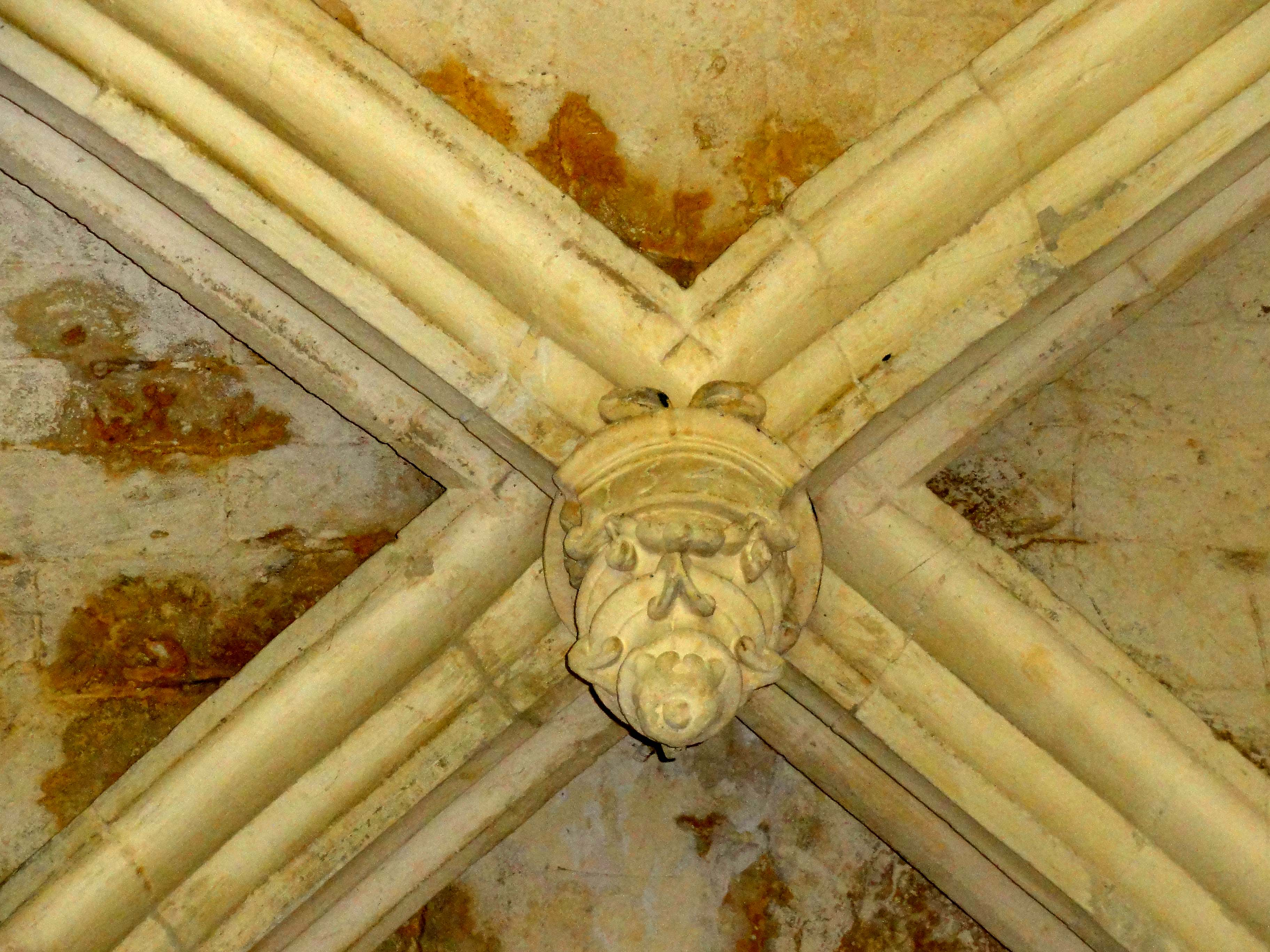
Le millésime 1545 se lit sur la clé de voûte de la 5e travée du collatéral de la nef.

Les documents d'archives sur la construction de l'église et les travaux de restauration anciens font pratiquement défaut, et l'édifice n'a pas fait l'objet d'une étude approfondie jusqu'à ce jour. L'église Saint-Georges est un vaste édifice assez complexe, qui se compose de parties issues, pour l'essentiel, de trois époques différentes, à savoir la période romane tardive, années 1130 / 1140 ; la période gothique rayonnante, autour de 1265 ; et la période gothique flamboyante, second quart du XVIe siècle. L'église actuelle a probablement été précédée par une église du XIe siècle, dont devraient subsister deux pans de mur en opus spicatum de part et d'autre du portail occidental de la nef. Le premier édifice devait être à nef unique. Si les dimensions de sa nef devraient correspondre à la nef actuelle, l'on ignore tout sur ses parties orientales, mais elles devaient comporter une base du clocher et une abside. À partir des années 1130 environ, le transept et le chœur sont reconstruits en employant une technique de construction novatrice, le voûtement d'ogives, et des piliers cantonnés préfigurant le style gothique. Ainsi, l'église Saint-Georges fait partie du groupe de quarante églises et chapelles possédant des voûtes d'ogives antérieures au milieu du XIIe siècle à l'échelle du département de l'Oise. À Ully-Saint-Georges, ces voûtes sont au nombre de cinq ; en effet, les absidioles et le vaisseau central du chœur sont reconstruits pour une seconde fois au XIIIe siècle. Mais dans un premier temps, le clocher reçoit son étage de beffroi, au début du XIIIe siècle, et la nef est pourvue d'un nouveau portail abrité sous un porche voûté d'ogives. Ensuite, vers 1265, les parties orientales sont rebâties selon un plan ambitieux, avec trois absides à pans coupés qui se côtoient au chevet. Les absides des bas-côtés ne sont peut-être achevées que bien plus tard, au XIVe siècle voire au XVe siècle. À la fin de la période gothique, au second quart du XVIe siècle, la nef est refaite, et munie d'une nouvelle charpente et d'un collatéral au sud, dont la dernière clé de voûte affiche la date de 1545,,,.
Des modifications mineures interviennent encore à la Renaissance et à l'époque moderne : reprise des deux premiers piliers libres du chœur, aménagement d'un autel avec retable dans le croisillon nord, et repercement de certaines fenêtres. — À l'issue du XVIe siècle, l'église Saint-Georges est riche en vitraux historiés. Des travaux sont réalisés aux vitraux du chœur de l'église entre 1689 et 1694, pendant cinq ans. À partir du siècle suivant, divers contretemps détruisent la majeure partie, dont notamment un orage en 1706 et un autre en 1788. Le premier anéantit quatre verrières, et le second fait disparaître deux verrières et endommage sérieusement deux autres, situées derrière le maître-autel. Aux débuts de la Troisième République, la commune demande le classement de l'église aux monuments historiques pour y effectuer des réparations urgentes. L'architecte diocésain Paul Selmersheim est chargé d'une enquête, et au mois de novembre 1873, parvient à la conclusion que l'édifice n'offre que peu d'intérêt. Sans doute, des raisons financières ne sont-elles pas étrangères à cette conclusion. Philippe Bonnet-Laborderie formule un avis fort différent sur le monument : « Ainsi bien que fort composite, l'architecture de l'église d'Ully-Saint-Georges forme un ensemble remarquable, par sa finesse comme par son aptitude à concilier des styles pourtant bien différents »''.
Lors de son excursion du 24 avril 1932, la Société archéologique et historique de Clermont-de-l'Oise trouve l'église Saint-Georges dans un triste état de délabrement, tout comme sa voisine de Cauvigny, à présent restaurée. L'abbé Paillard fait référence à la devise « HIC DEUM ADORA » (Ici, adore Dieu) sur le tympan du portail occidental de Cauvigny, et dit : « Hélas ! il est à croire que cette exhortation n'est guère réalisée à Cauvigny, à en juger par l'état délabré de l'église, pourtant si intéressant déjà au simple point de vue de l'art et de l'histoire. On peut en dire autant d'Ully-Saint-Georges […] malheureusement, la pierre disparaît sous une couche verdâtre lamentable, causée par la pluie que laisse filtrer la toiture négligée. C'est vraiment « la grande pitié des églises » en ces quelques pays de France où l'indolence, sinon l'hostilité, laissent se détériorer ainsi les monuments qui donnent pourtant, aux localités, leur cachet le plus remarquable ». Le premier entrait de la nef cède en 1946. L'église est classée aux monuments historiques tardivement par arrêté du 28 février 1951, dix-huit ans après l'inscription de la grange dîmière. Sous la direction de l'architecte en chef des monuments historiques, Jean-Pierre Paquet, la charpente de la nef et la couverture du bas-côté sud sont réparées entre 1952 et 1954, et en 1961. Sinon l'église ne bénéficie que de quelques restaurations mineures, et la restauration complète de l'édifice se fait toujours attendre. Le Comité de sauvegarde de l'église et du patrimoine d'Ully-Saint-Georges s'engage pour changer cette situation et obtenir les financements nécessaires.

## Description

### Aperçu général

Plan de l'église.

Régulièrement orientée, avec une légère déviation de l'axe de l'édifice vers le nord-est du côté du chevet, l'église mesure 41,60 m de longueur dans l'œuvre, et répond à un plan cruciforme qui n'est symétrique qu'à partir du transept. L'église se compose d'un porche devant la façade ; d'une nef non voûtée accompagnée d'un unique collatéral de cinq travées au sud ; d'un transept non débordant ; d'un chœur comportant trois travées droites et une abside à cinq pas ; et de deux collatéraux du chœur, qui se terminent également par des absides à cinq pans. Ces trois vaisseaux parallèles sont de largeur comparable, à savoir 5,80 m pour le vaisseau central et un peu plus pour les collatéraux. Comme particularité, une travée supplémentaire dans l'angle entre nef et croisillon nord permet de passer directement de la nef vers le croisillon. C'est la chapelle sainte Marguerite, qui a servi de sacristie jusque dans les années 1980. Le clocher en bâtière s'élève au-dessus de la croisée du transept. Une tourelle d'escalier intérieure flanque la pile sud-ouest du clocher. Il n'y a pas de sacristie. À l'exception de la nef, qui est à charpente apparente, l'ensemble de l'église est voûté d'ogives, y compris le porche. Il est à noter que la profondeur des trois travées droites du chœur diminue successivement. Les collatéraux possèdent deux travées droites de la même profondeur que les travées adjacentes du vaisseau central. La troisième travée est l'abside à cinq pans. L'église possède trois portails : le portail occidental de la nef sous le porche ; le portail latéral de la quatrième travée du collatéral sud ; et une petite porte au début du collatéral sud du chœur. Les travées du collatéral de la nef sont munies de toits en bâtière perpendiculaires à l'axe de l'édifice, avec une enfilade de cinq petits pignons. Les toits des trois absides se terminent en hémicycle.

### Intérieur

#### Nef

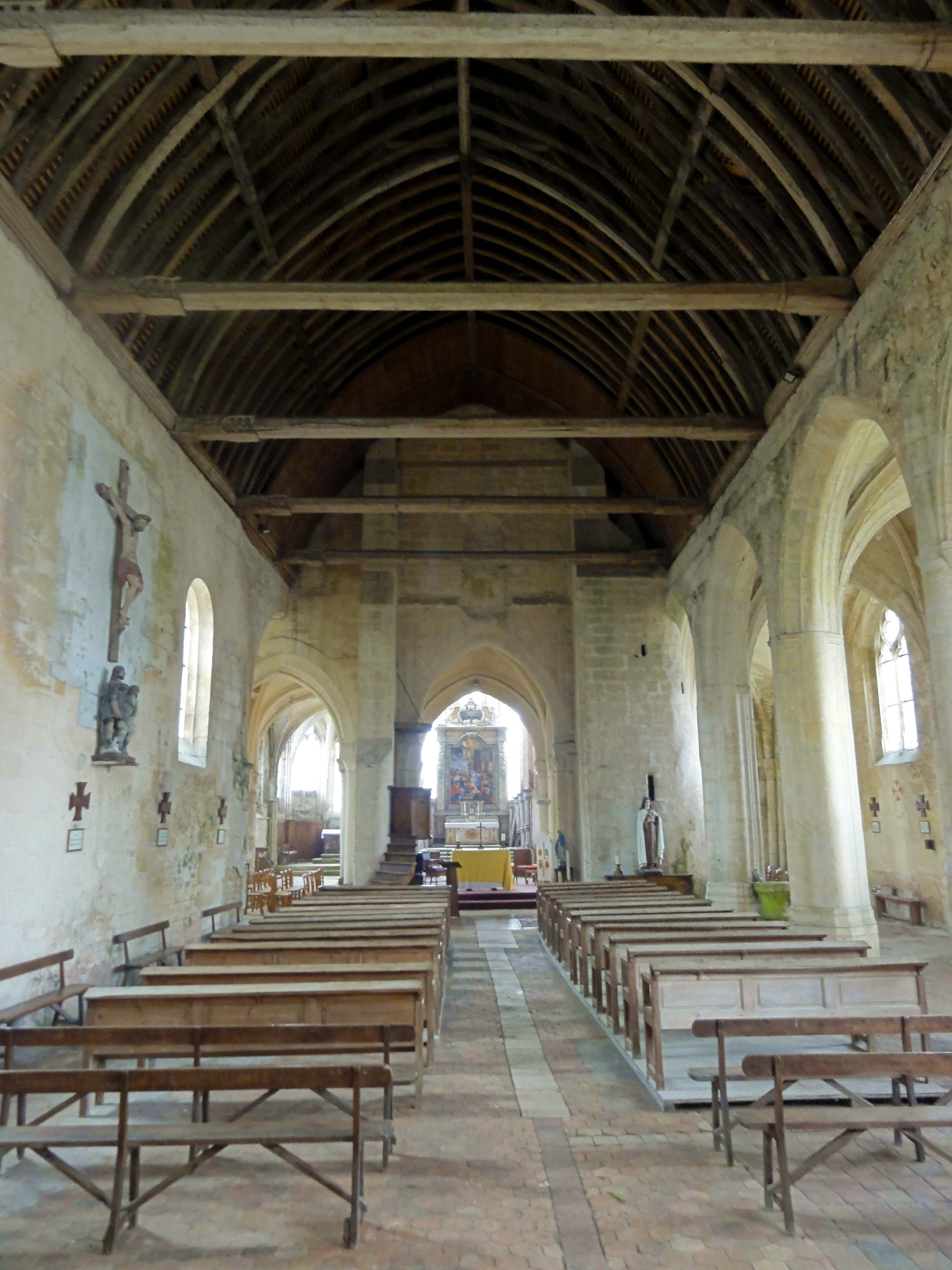
Nef, vue vers l'est.

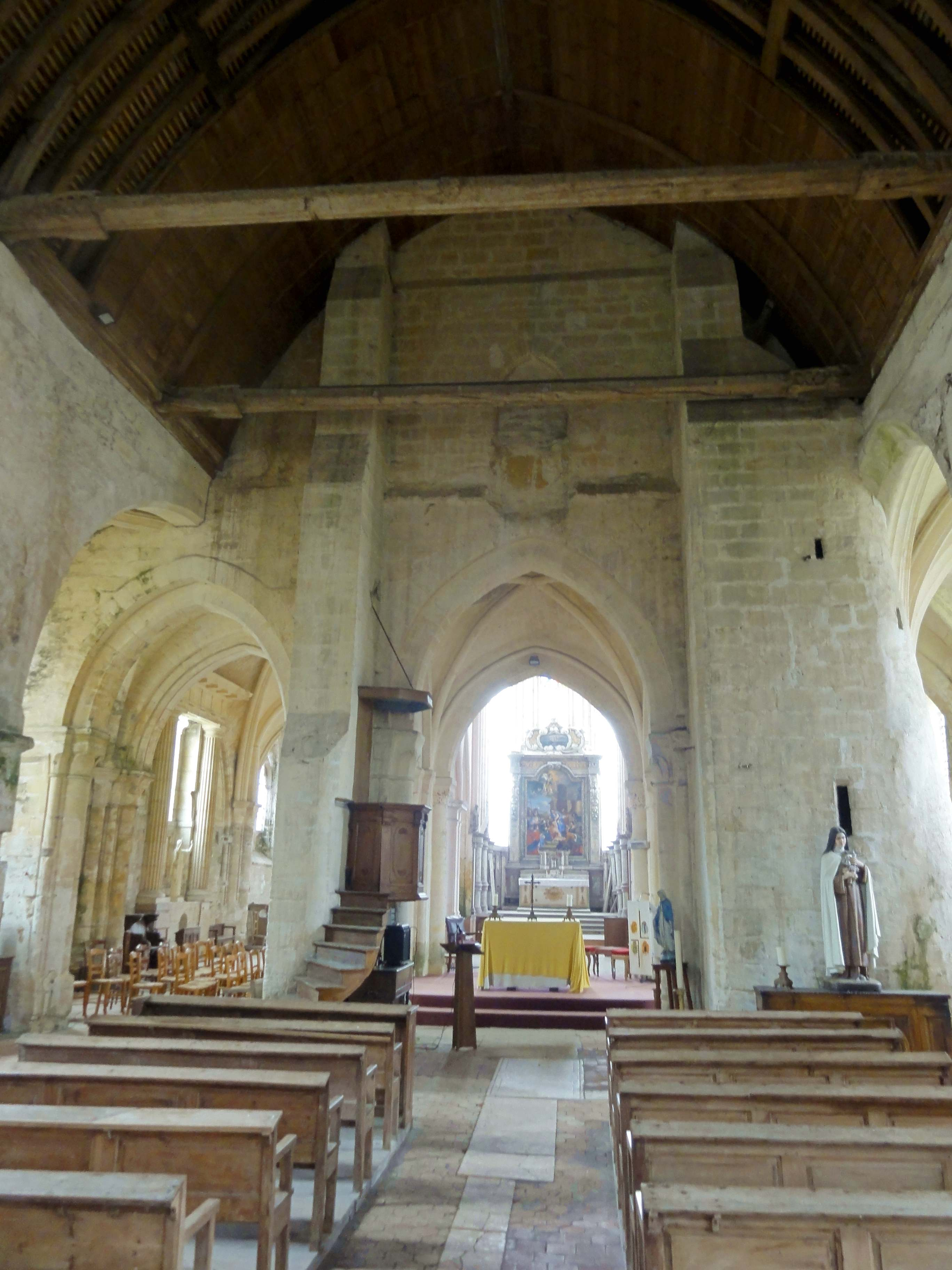
Nef, vue vers l'est.

La longueur de la nef dépasse 25 m, et sa largeur est de 8,70 m (12,50 m avec le collatéral). Ce qui est remarquable dans la nef sont les grandes arcades, qui appartiennent à la campagne de construction du bas-côté (voir ci-dessous), et la charpente apparente du XVIe siècle. Contrairement à ce que pouvait encore observer Louis Graves vers 1840, elle n'est plus lambrissée de voliges, et les tuiles sont visibles depuis la nef. Il s'agit d'une charpente en carène renversée, dont la particularité est de ne pas disposer de poinçons. Les arbalétriers et chevrons intérieurs dessinent un arc brisé. Les pannes sablières sont doubles : l'une est une simple poutre de bois, et l'autre est en partie décorée d'une frise en dents de scie. Les entraits en bois de chêne, au nombre de sept, sont terminés par des engoulants, tous identiques, ou sinon par de simples couronnes. La nef est assez spacieuse, mais comme le souligne déjà Louis Graves, plutôt sombre, et de facture rustique. La hauteur des murs gouttereaux est à peu près équivalente à la largeur du vaisseau, qui dépasse largement celle de la base du clocher et du chœur. La ligne faîtière de la charpente cumule à une hauteur qui est deux fois celle de l'arc triomphal ouvrant dans la base du clocher. Pour éclairer ce vaste espace, il n'y a que deux fenêtres au nord, où la fenêtre médiane est bouchée, et deux fenêtres à l'ouest, qui sont plus qu'à moitié bouchées. Les fenêtres du nord sont en plein cintre, et entourées d'une gorge. Les fenêtres de la façade sont situées au-dessus du portail. En arc brisé, elles sont largement ébrasées, mais non décorées intérieurement. Elles devraient dater de la première période gothique. En bas de la façade, le portail rectangulaire à double vantail s'ouvre sous un linteau de bois, et un arc de décharge en anse de panier se dessine dans l'appareil. Il s'agit là d'une réfection difficilement datable, qui pare à la perte du linteau et du tympan du début du XIIIe siècle. Ni le mur occidental, ni le mur septentrional ne présentent aucun élément de scansion ou de décoration ; ils sont bâtis en moellons noyés dans un mortier,,.
Le côté oriental est plus intéressant, mais esthétiquement discutable. De part et d'autre de l'arc triomphal, les deux contreforts à ressauts des piles occidentales du clocher font saillie dans la nef, comme à Mogneville. Les contreforts se retraitent trois fois par des glacis simples. La partie inférieure du contrefort de gauche est émoussée, remaniement de la première moitié du XVIe siècle contemporain de la construction de la cage d'escalier et du collatéral sud. La cage d'escalier s'appuie contre la pile sud-ouest du clocher, et réduit la largeur de l'arcade ouvrant dans le croisillon sud, qui a été refaite au XVIe siècle avec une largeur adaptée à celle du bas-côté édifié en même temps. L'église Saint-Pierre de Verberie offre un autre exemple de cage d'escalier intérieure adossée à une pile de la croisée du transept, et à Armancourt, une tourelle d'escalier occupe l'angle nord-ouest de la nef. À gauche de l'arc triomphal, une arcade romane aussi large que celui-ci ouvre dans le croisillon nord. Afin de permettre la communication avec la nef, la chapelle Sainte-Marguerite a été ajoutée avant cette arcade. Le sommet de l'arcade vers le croisillon est situé dans l'axe du mur gouttereau nord de la nef, si bien que l'arcade ouvrant dans la chapelle est prise dans ce mur, et rejoint le mur oriental au-dessus de l'autre arcade. Une disposition comparable existe dans l'église voisine de Cauvigny, au sud du transept, où le passage vers le croisillon est de plan triangulaire. La voûte de la chapelle est dépourvue de formerets, et la modénature méplate de ses ogives indique la seconde moitié du XVIe siècle, mais le cul-de-lampe de la forme d'une tête humaine dans l'angle nord-ouest devrait être plus ancien. Il y a deux fenêtres en arc brisé, l'une à l'ouest, et l'autre au nord. Celle à l'ouest est entourée d'une gorge à l'instar des fenêtres septentrionales de la nef, tandis que celle au nord se termine par une tête trilobée, et évoque la période flamboyante. Pour venir aux parties hautes de l'élévation orientale, l'on note que le mur du transept se retraite par un fruit au niveau du sommet du mur gouttereau de la nef, et que ce fruit est interrompu par une baie en arc brisé au-dessus de l'arc triomphal. Il pourrait s'agir de l'accès primitif au clocher, moyennant une échelle,.

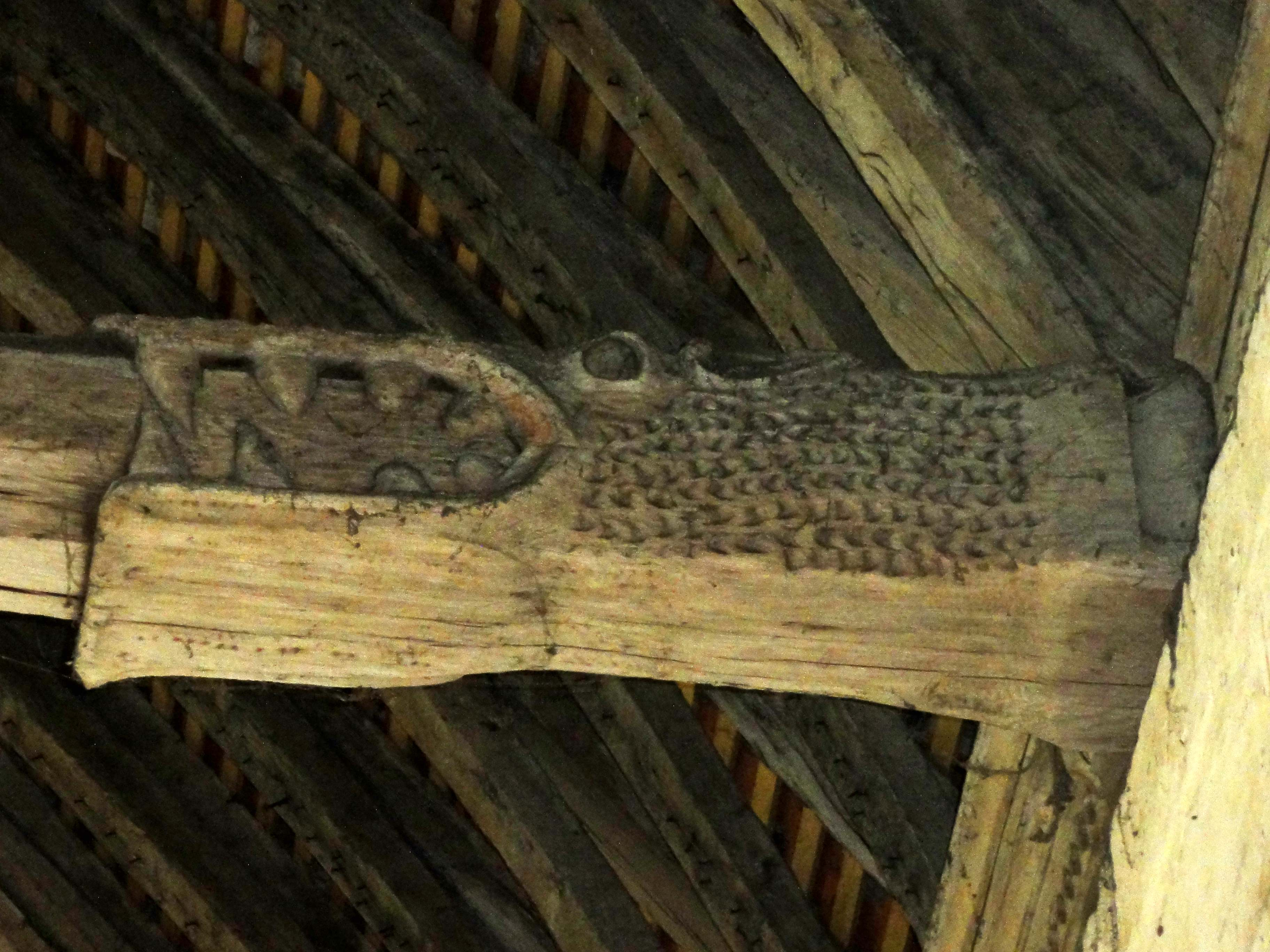
Engoulant côté nord.
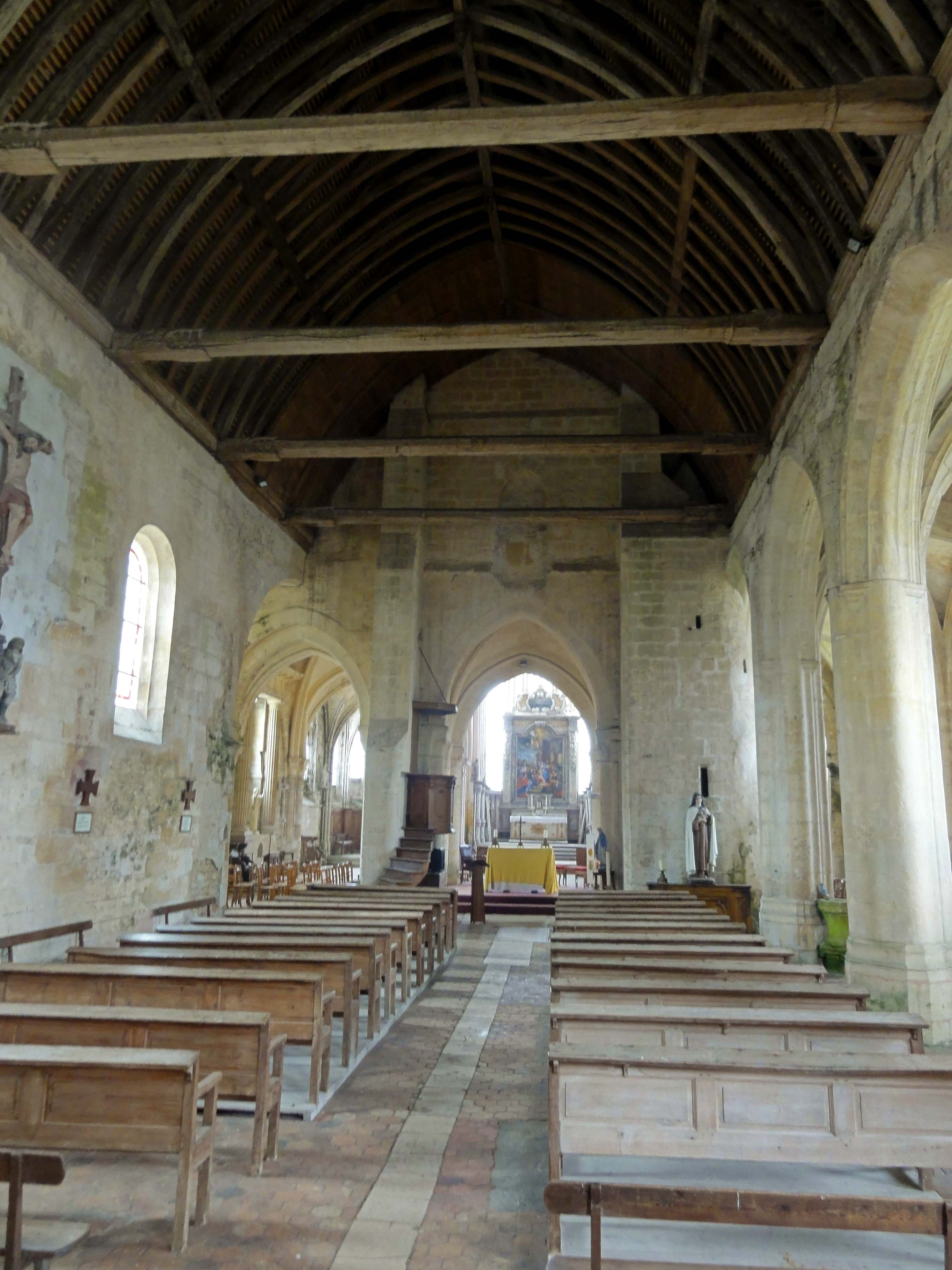
Vue vers l'est.
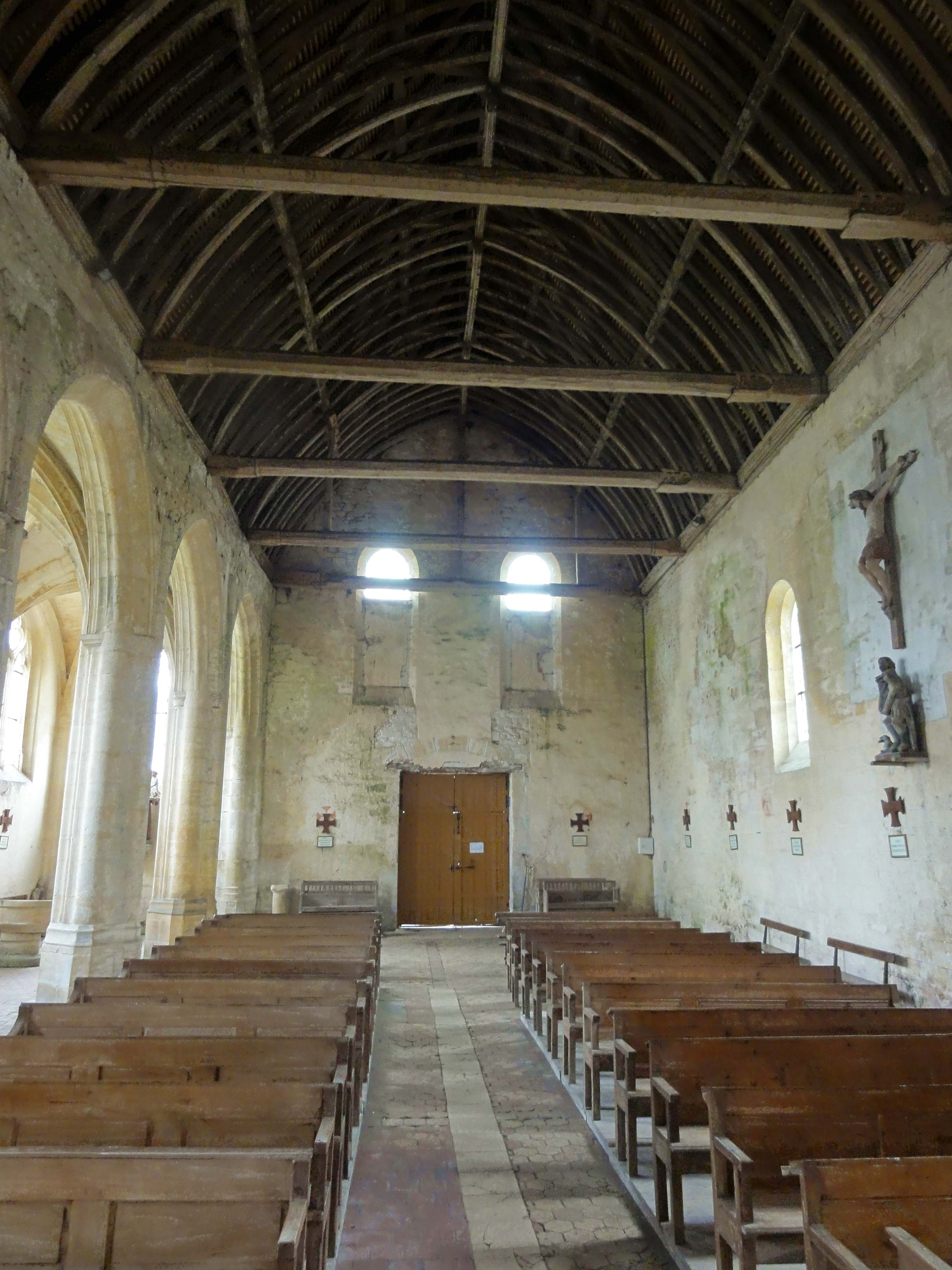
Vue vers l'ouest.
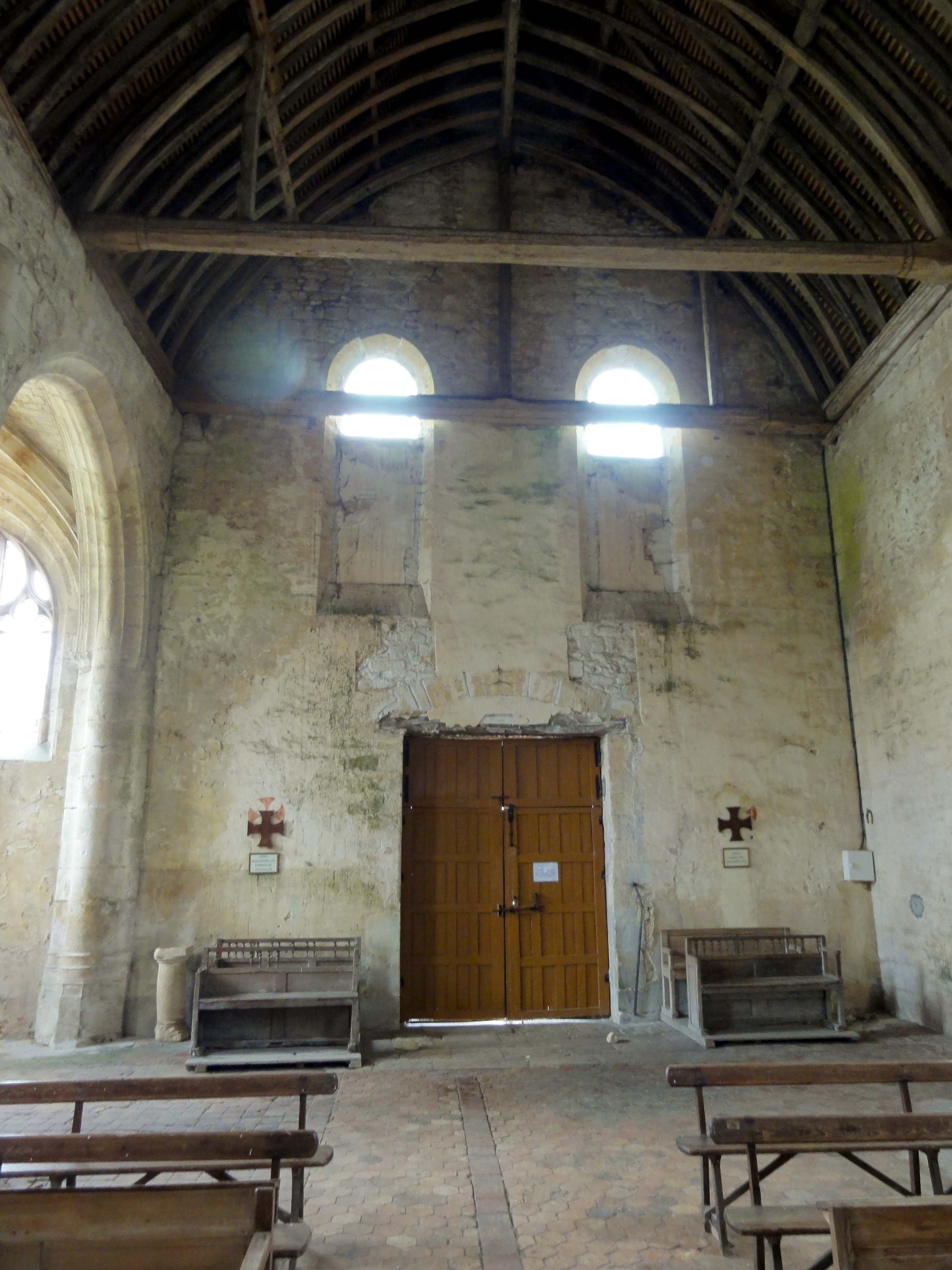
Vue vers l'ouest.
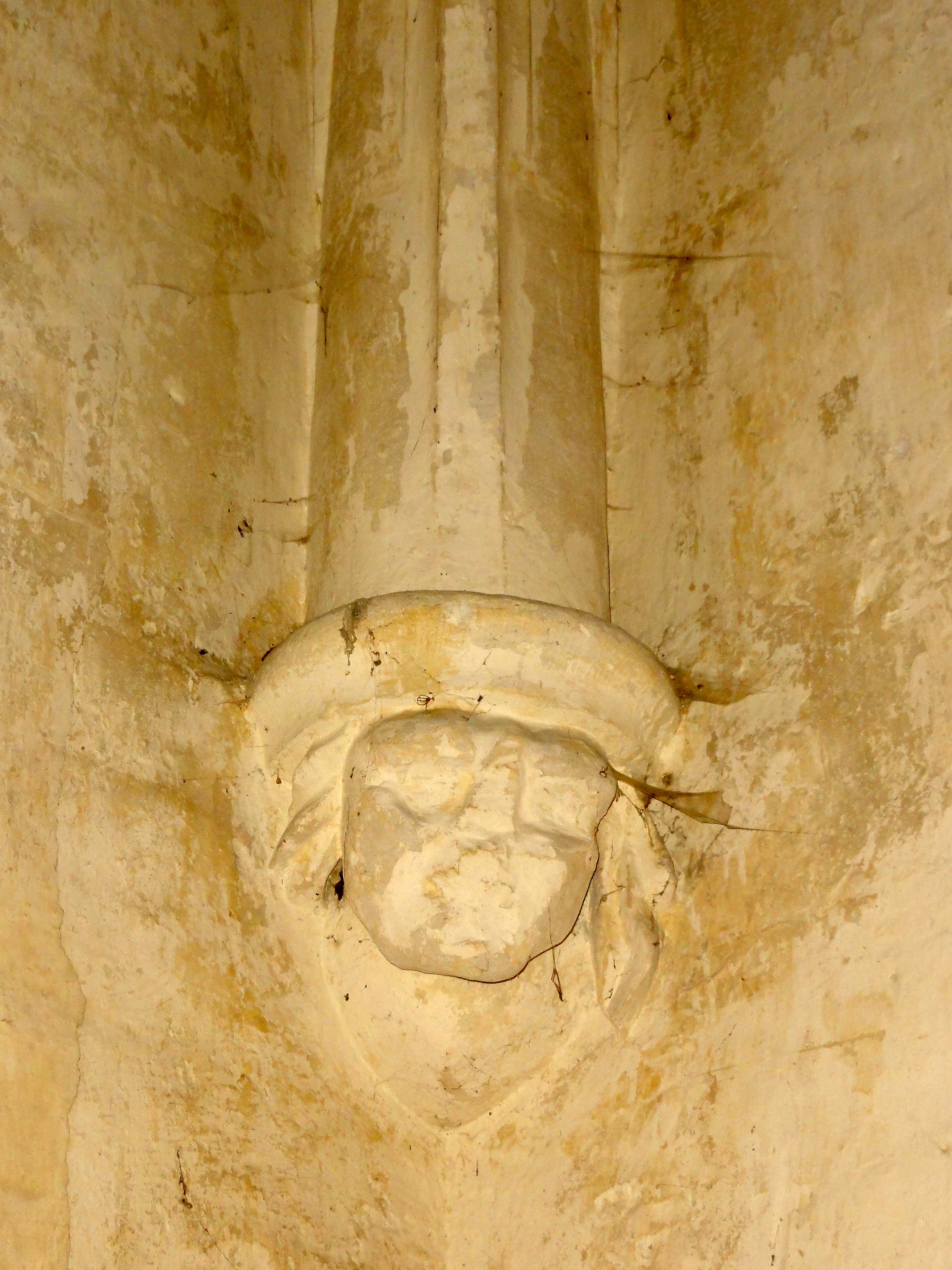
Cul-de-lampe de la chapelle.
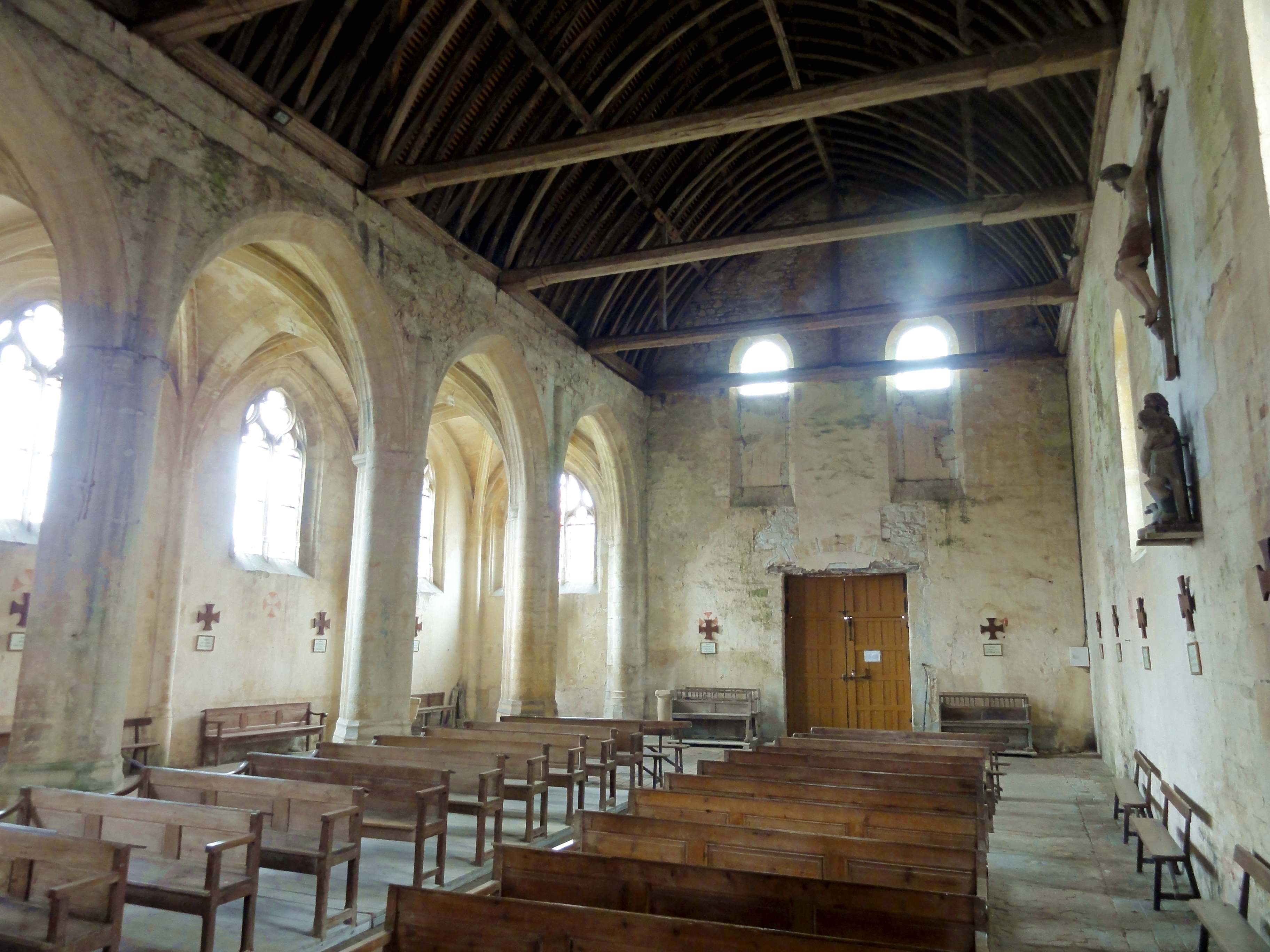
Vue vers le sud-ouest.

#### Grandes arcades et collatéral

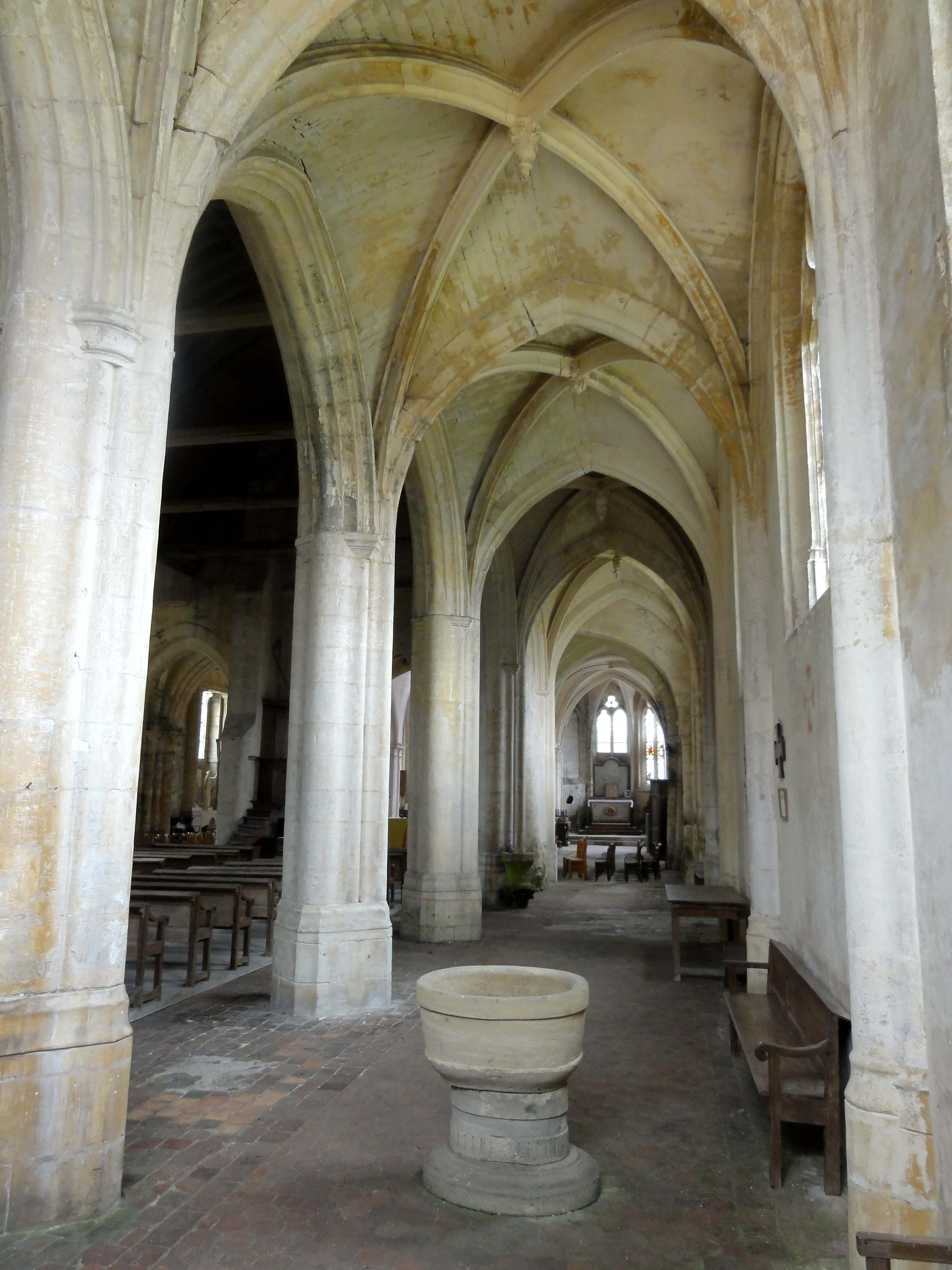
Bas-côté, vue vers l'est.

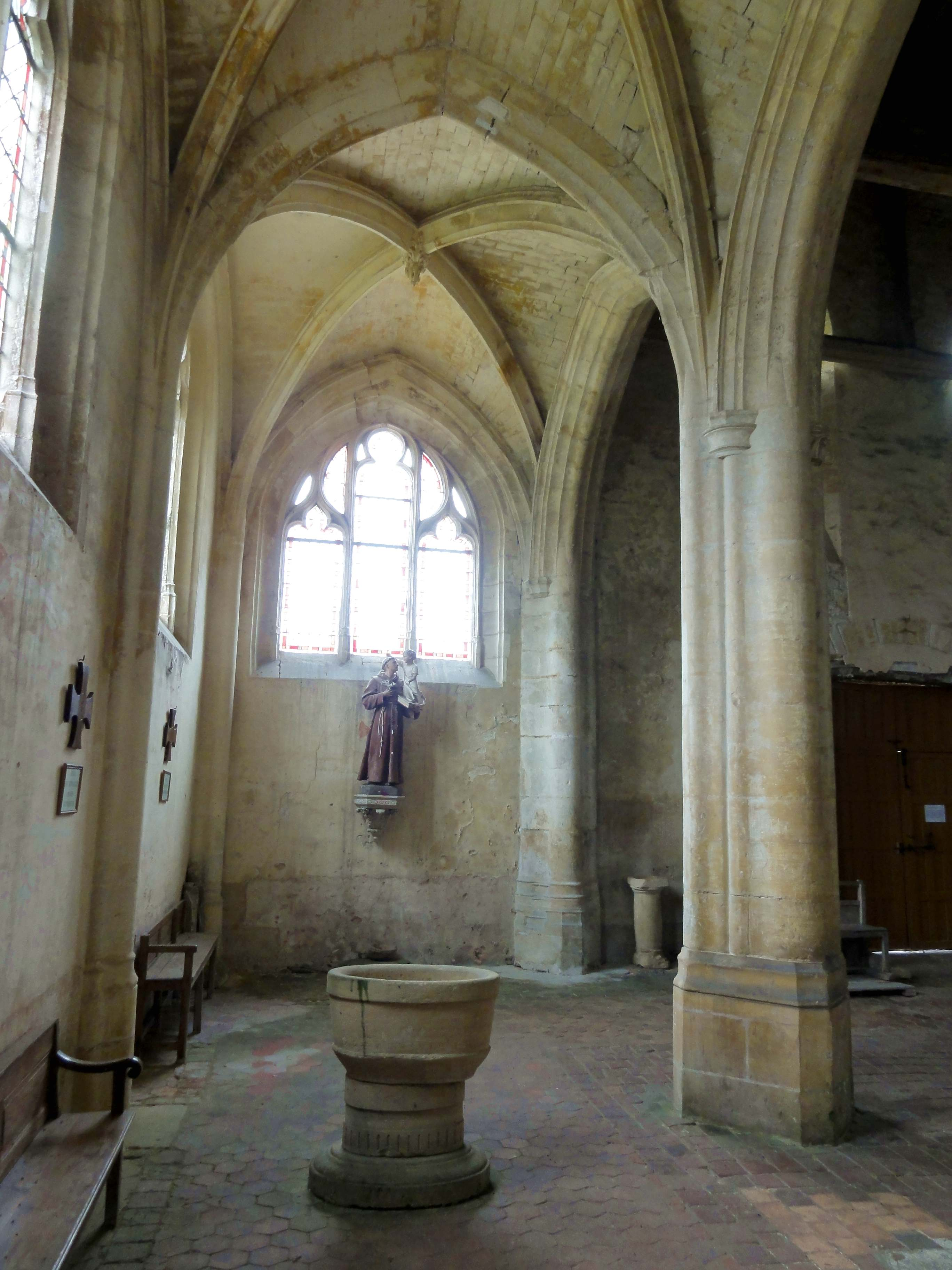
Bas-côté, vue vers l'ouest.

Selon Philippe Bonnet-Laborderie, le collatéral « donne intérieurement comme extérieurement grande allure à l'édifice ». Les grandes arcades sont au nombre de cinq et le collatéral de la nef dispose également de cinq travées. Les arcades reposent sur des piliers ondulés, comme fréquemment à la période flamboyante. Les ondulations ou renflements sont une réminiscence des fûts de colonnettes des piliers fasciculés en usage jusqu'au XIVe siècle. En l'occurrence, la conception des piliers est particulière, car ils sont différents du côté de la nef et du côté du collatéral, et les piédroits des grandes arcades sont encore différents de ces faces latérales. Depuis la nef, les piliers paraissent assez simples et semblent se composer de quatre renflements, dont trois sont visibles : deux correspondent aux grandes arcades et un à la potentielle retombée des voûtes de la nef, qui n'ont finalement jamais été réalisées. Depuis le collatéral, les piliers paraissent plus complexes, car les renflements principaux correspondant aux grandes arcades et aux arcs-doubleaux sont flanqués de petits renflements, et aux angles sud-ouest et sud-est des piliers, deux petits renflements se côtoient. Cette disposition, ainsi que la dissymétrie dans le sens nord-sud, sont rares.
À l'irrégularité des piliers, s'ajoute l'irrégularité des arcades. En regardant depuis la nef, leur profil semble se composer d'un gros boudin ou renflement entre deux gorges, que l'on rencontre aussi à Armancourt, Cauvigny, Boran-sur-Oise, Jagny-sous-Bois, Jaux, Survilliers, Vauréal et Vineuil-Saint-Firmin. En réalité, le boudin n'est pas seulement accompagné d'une large gorge côté collatéral, mais de plusieurs moulures prismatiques. Ce profil prismatique est très répandu à la période flamboyante. Seulement le boudin qui représente le rouleau inférieur des arcades, se fond directement dans les piliers. Le rouleau supérieur, soit la gorge et les moulures prismatiques, sont reçus sur des tailloirs moulurés, et le petit renflement du côté du collatéral n'est donc pas utilisé. Cette disposition témoigne d'une certaine maladresse. Il n'est pas rare qu'au cas de nervures pénétrantes, certaines nervures font exception, comme à Brie-Comte-Robert, Survilliers et Villiers-le-Bel, mais elles sont alors réceptionnées sur des culs-de-lampe sculptés plutôt que sur des tailloirs.
La retombée des doubleaux et des ogives est en revanche régulière, et ces nervures pénètrent directement dans la grande et les deux petites ondulations au sud des piliers. Quant aux bases, elles prennent la forme de plinthes moulurées et suivent la forme des bases, qui sont globalement de plan losangé, aux arêtes coupées. Les ogives et doubleaux affectent un profil prismatique aigu caractéristique de l'époque. Ils sont en tiers-point, tout comme les formerets, avec lesquels ils se fondent dans des piliers ondulés engagés dans les murs. Ces piliers sont analogues au segment des piliers des grandes arcades tourné vers le collatéral. Les clés de voûte sont de belle facture. La première et la troisième sont taillées dans la masse et sculptées d'une profusion de feuilles polylobées, auxquelles s'ajoute une figure humaine dans la troisième travée. Les trois autres clés sont pendantes et adoptent la forme du moyeu d'une roue. Elles sont décorées de motifs de la Renaissance, dont les volutes du chapiteau corinthien dans la seconde travée et des agrafes dans la quatrième travée. Le millésime de 1545 se lit sur la cinquième clé. Malgré cette date avancée, tous les autres détails de l'architecture sont pleinement flamboyants, ce qui vaut aussi pour les réseaux des fenêtres. La fenêtre occidentale est la seule à présenter un remplage à trois lancettes, qui sont à têtes trilobées. Les sommets des lancettes d'extrémité sont reliés aux flancs de la lancette médiane par des hémicycles, ce qui est assez original. Les fenêtres méridionales partagent toutes le même dessin, qui est de deux lancettes aux têtes tréflées, surmontées d'un soufflet simplifié entre deux écoinçons ajourés. La quatrième travée ne possède pas de fenêtres, en raison de la présence du portail latéral.

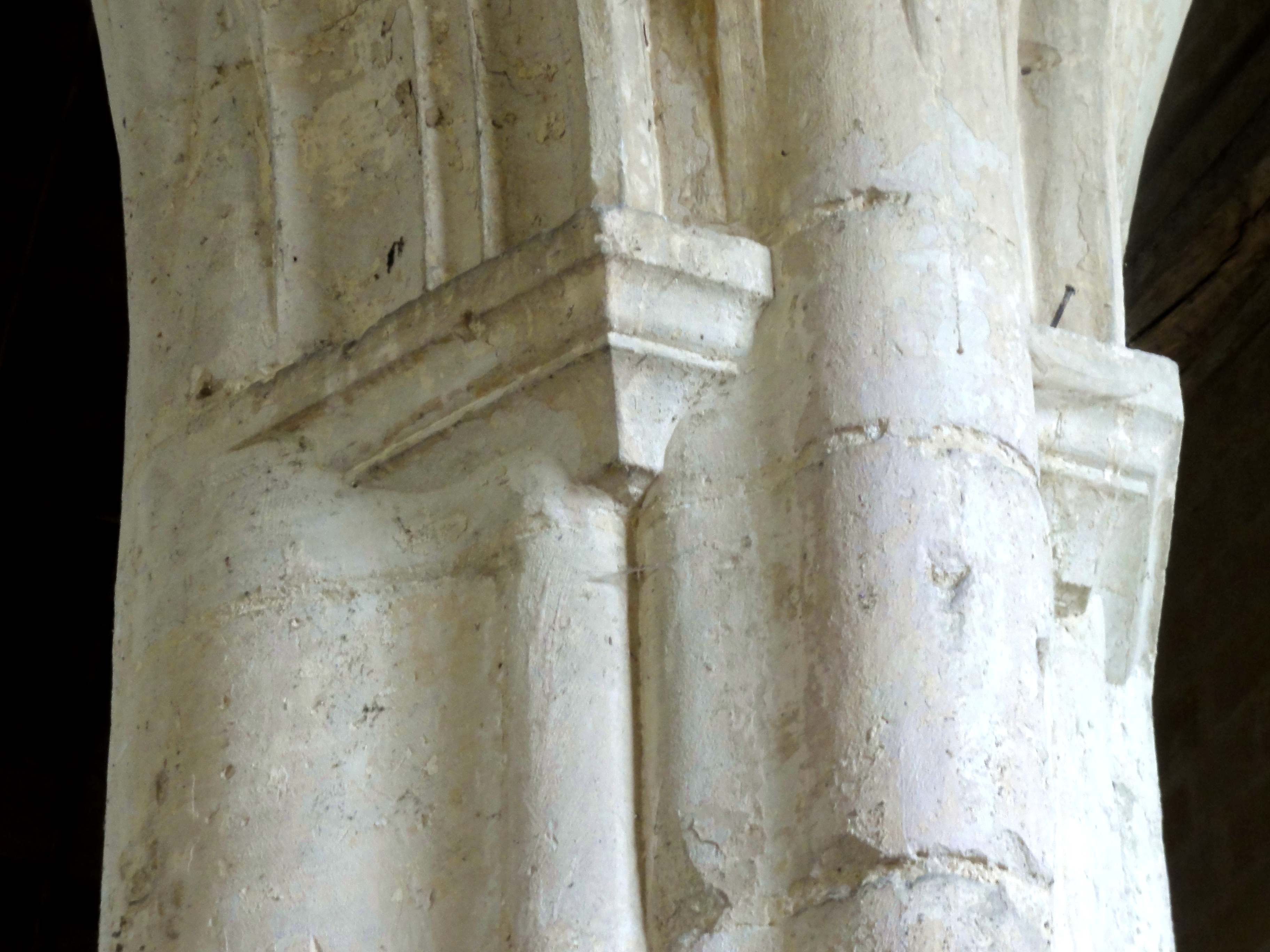
Détail des piliers, côté sud-ouest.
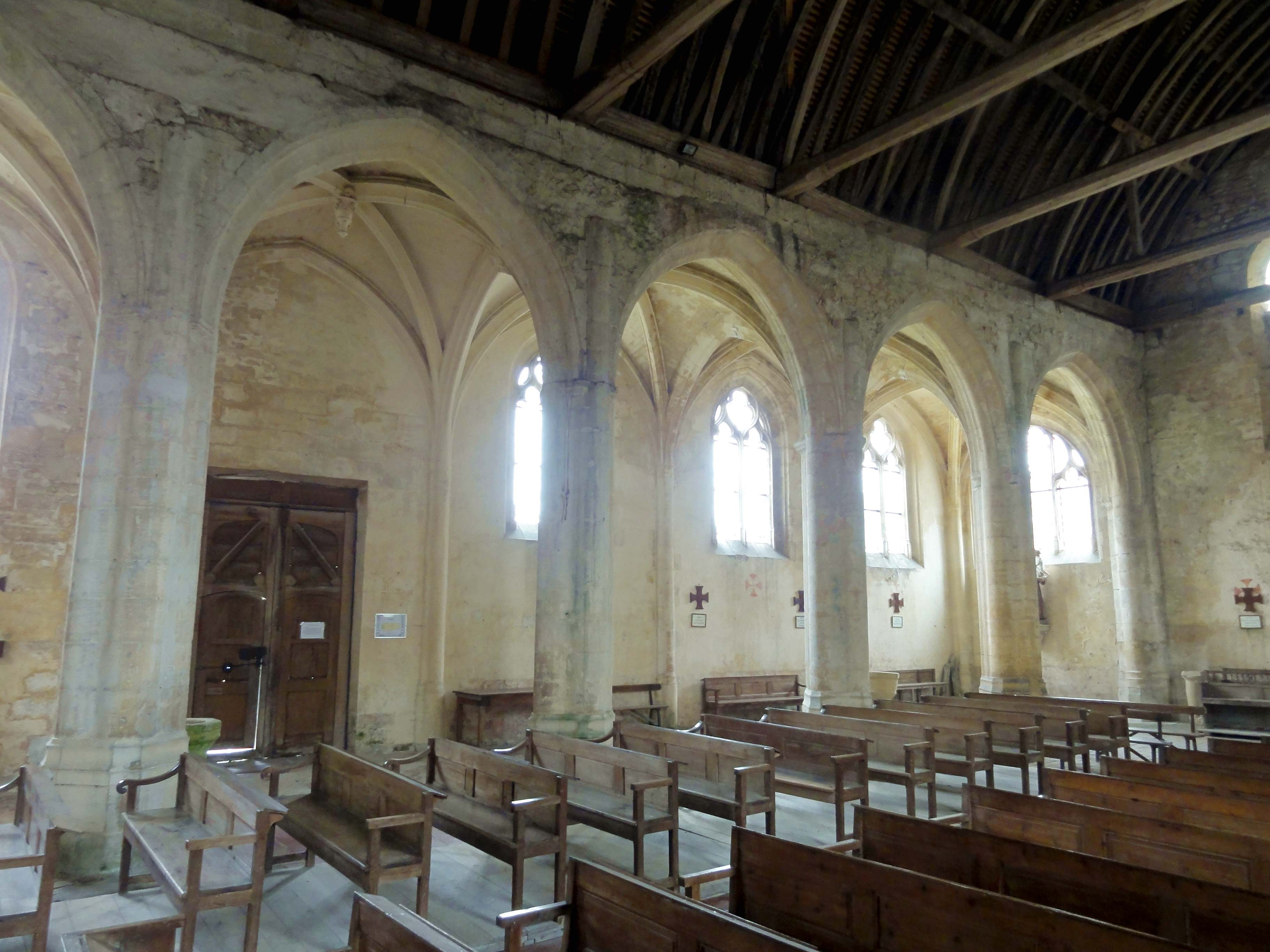
Grandes arcades.
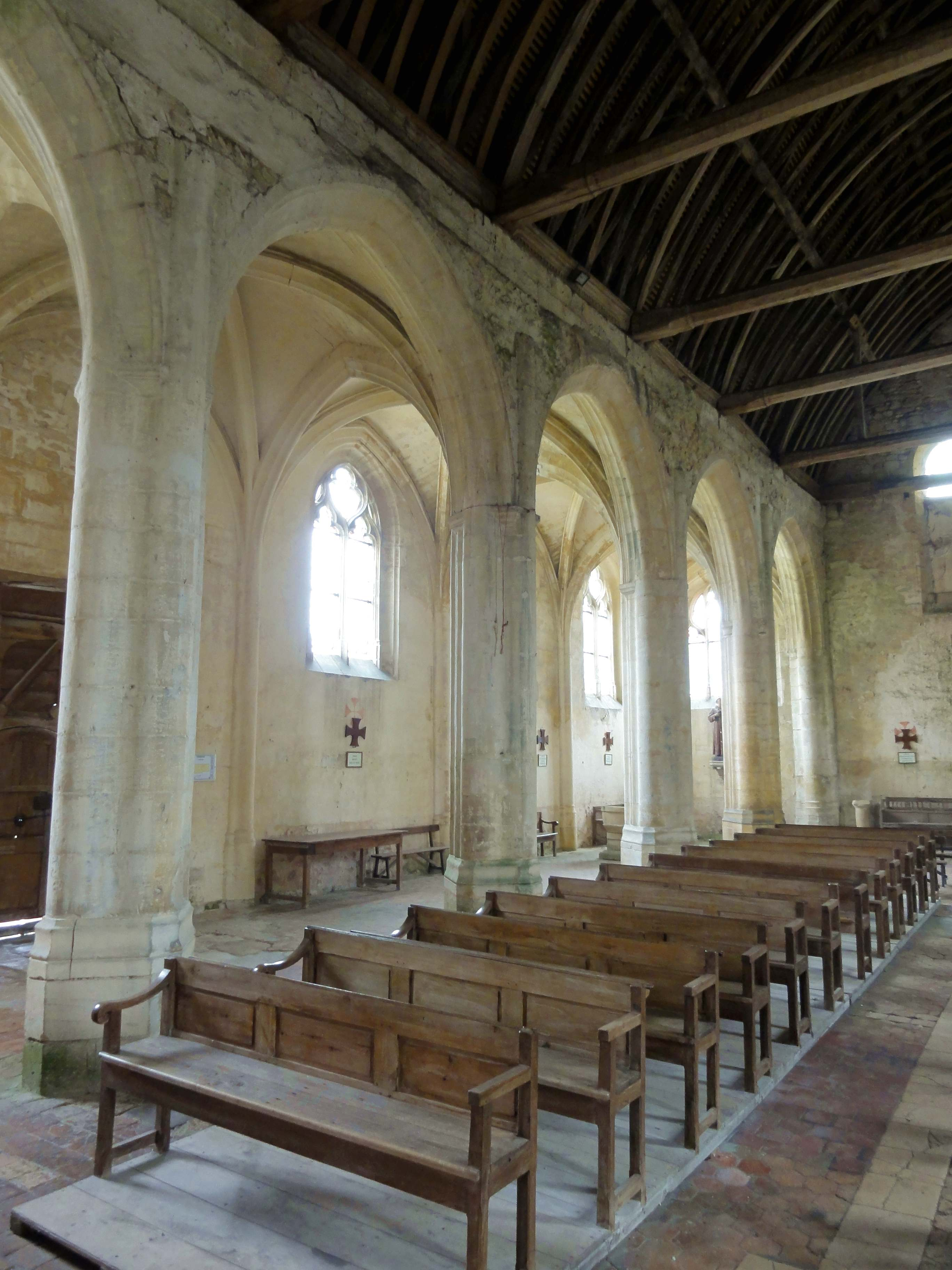
Grandes arcades.
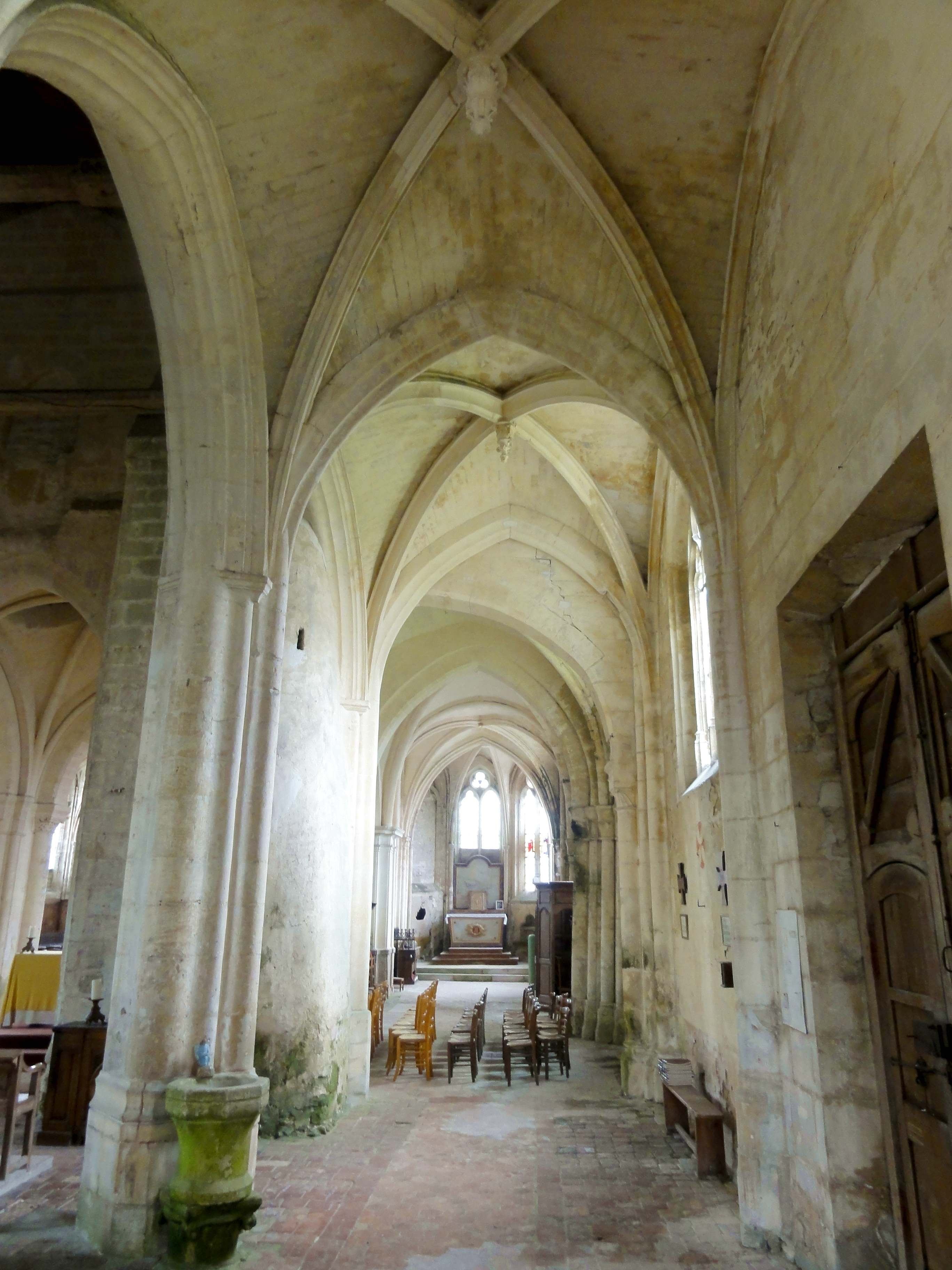
Vue vers l'est.
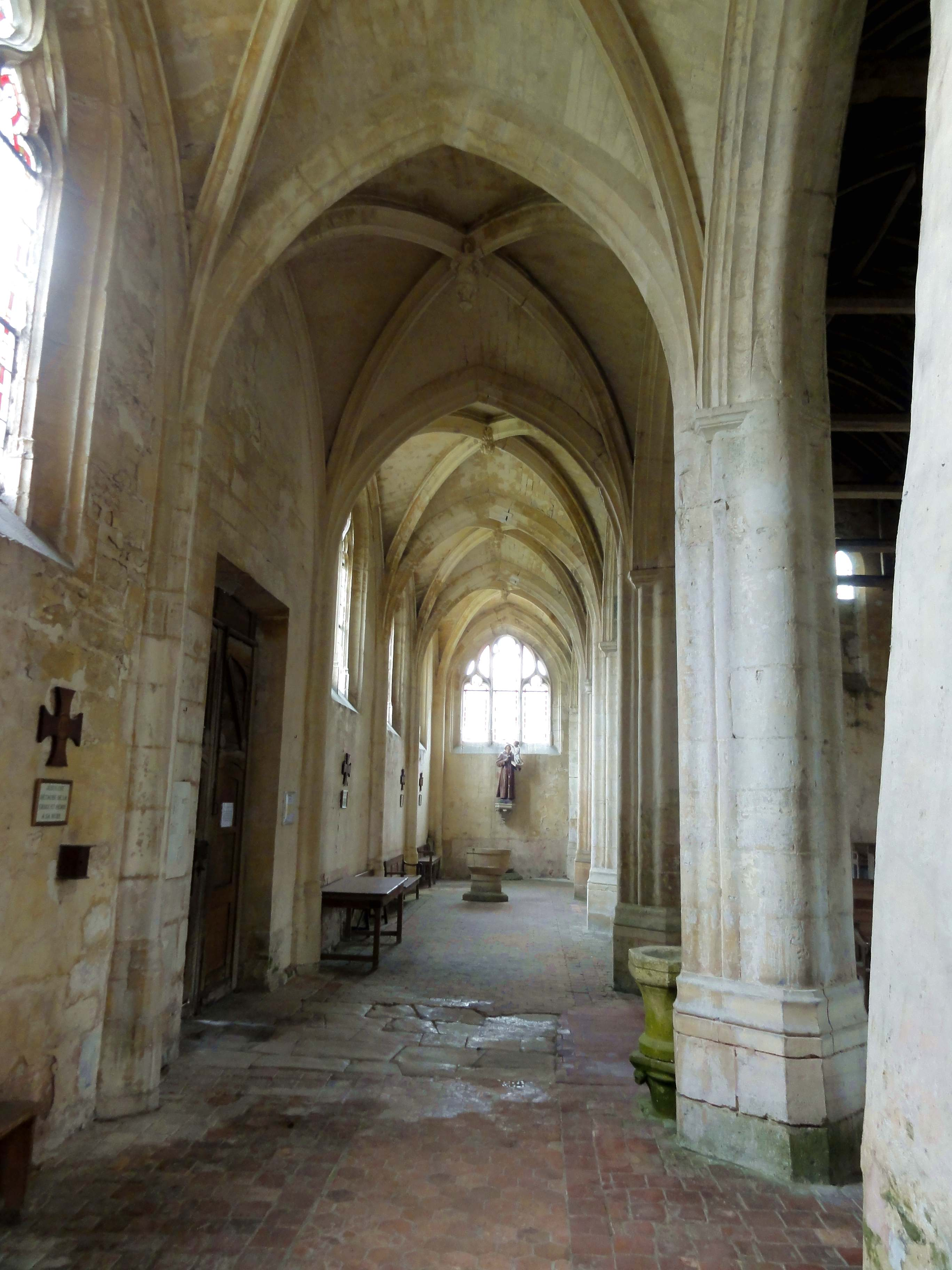
Vue vers l'ouest.
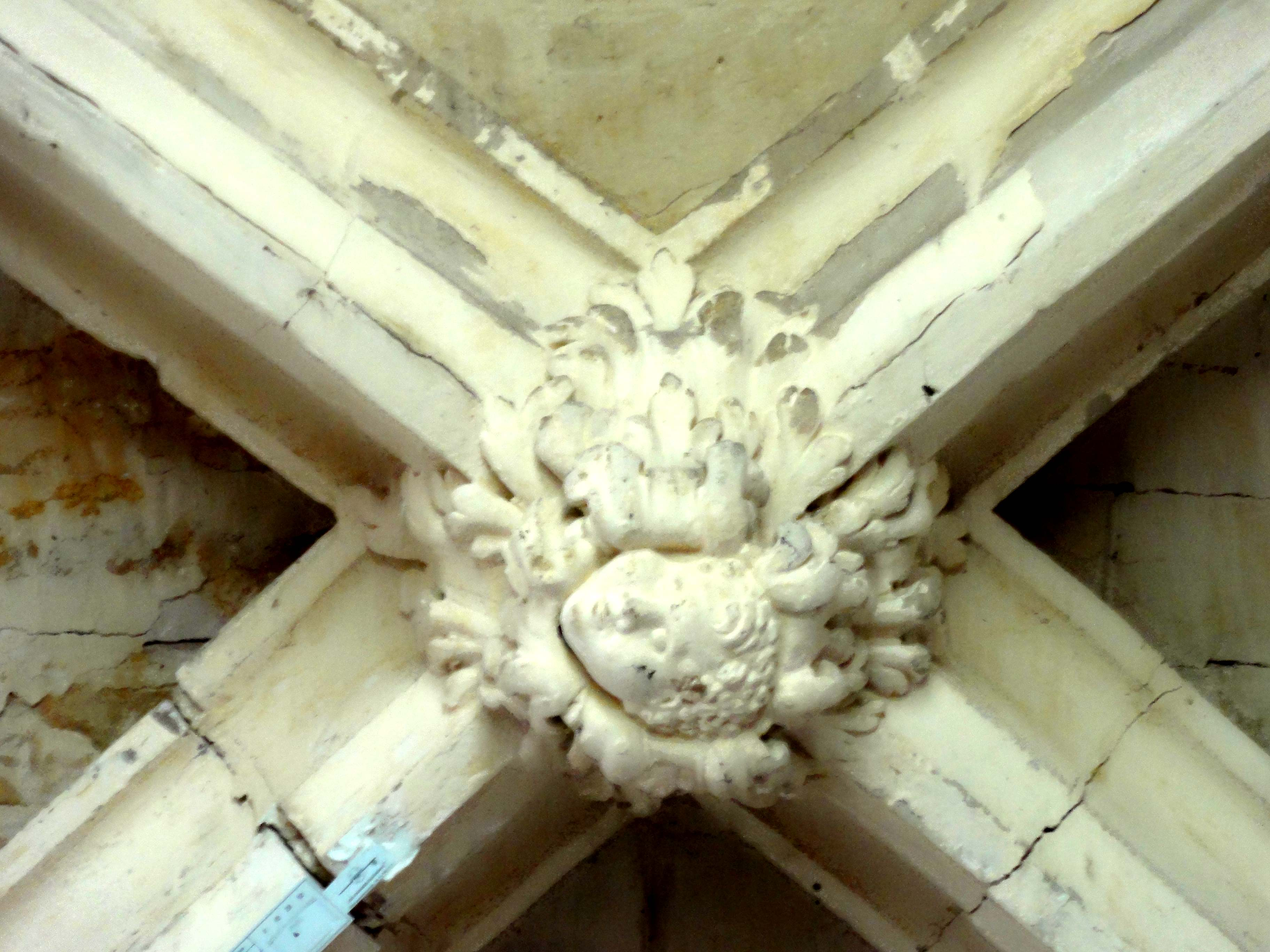
Clé de voûte de la 3e travée.

#### Base du clocher

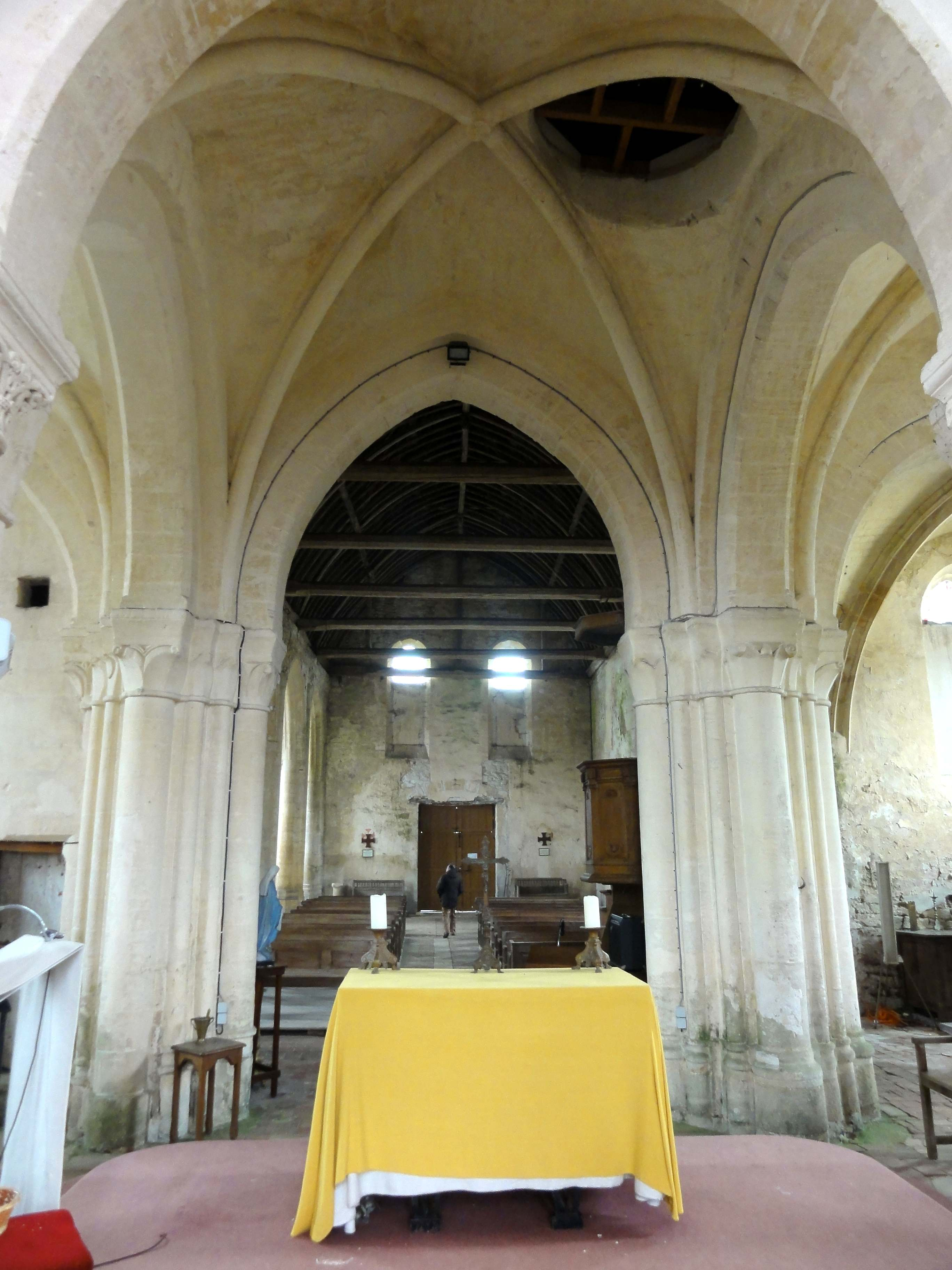
Vue vers l'ouest.

D'après Maryse Bideault et Claudine Lautier, « les parties les plus anciennes se trouvent dans la travée sous tour située dans l'axe de la nef », après le mur occidental de la nef dont l'appareil en opus spicatum permet, sans certitude, une datation du XIe siècle. La base du clocher est toutefois homogène avec les croisillons du transept. Les doubleaux en arc brisé indiquent une date non antérieure au second quart du XIIIe siècle : peu avant ou après 1130, l'arc brisé est employé pour la première fois dans la région à la nef de Villers-Saint-Paul, au transept de Rieux, et au chœur de Morienval. Les trois doubleaux nord, ouest et sud sont à double rouleau chanfreiné. La mouluration des doubleaux et arcades n'apparaît, en principe, pas avant 1145 environ, à la naissance de l'architecture gothique. Il est d'autant plus remarquable que le rouleau supérieur du doubleau oriental soit mouluré d'un tore, et ceci, des deux côtés. Ce n'est donc pas un formeret. Les ogives affichent également un profil torique, qui est connu depuis l'introduction du voûtement d'ogives dans le Beauvaisis, au début du XIIe siècle. On trouve ce profil dans le bas-côté de la nef de Cauvigny, à l'abbaye Saint-Lucien de Beauvais, à l'abside de Morienval, dans l'avant-nef de Saint-Leu-d'Esserent, et dans la troisième travée de la nef de Saint-Vaast-lès-Mello. Les tores sont dégagés d'un mince bandeau en arrière-plan, qui ne déborde pas latéralement. La clé de voûte est un petit disque, où apparaît une croix en bas-relief ; comme d'accoutumé à la période romane, son diamètre est inférieur à celui des ogives. Appareillés perpendiculairement aux arcs d'inscription, les voûtains sont légèrement bombés, car les lignes faîtières de la voûte sont imperceptiblement incurvées. Le voûtain septentrional a été percé d'un trou pour la remontée des cloches à la période moderne,.
Aucune des ogives ne possède de supports propres : elles se fondent dans les quatre angles de la travée. Près des piles nord-ouest et sud-ouest du clocher, deux ogives des croisillons n'ont pas non plus de support, mais partout ailleurs dans les travées romanes, elles sont reçues sur les tailloirs de colonnettes à chapiteaux. Les doubleaux retombent généralement sur les tailloirs de faisceaux d'une colonne et de deux colonnettes à chapiteaux, sauf le doubleau oriental, dont le rouleau supérieur est dépourvu de supports à proprement parler à l'intérieur de la croisée du transept. Des tailloirs existent toutefois à l'arrière des piédroits, en recul par rapport aux tailloirs des rangs de claveaux supérieurs des doubleaux latéraux. Le profil des tailloirs est tantôt réduit à une plate-bande et un biseau, tantôt enrichi d'un boudin. Deux chapiteaux seulement présentent des corbeilles d'un décor sophistiqué, qui est un entrelacs formé par des volutes et des palmettes de feuilles d'acanthe. Sinon, selon Dominique Vermand, la corbeille est épannelée en panneaux évoquant des feuilles lisses, s'enroulant aux angles en grosses volutes. Parfois les volutes sont perlées. Malgré leur simplicité, ces chapiteaux seraient d'un bel effet monumental. On les trouve aussi à Bury, Fitz-James, Mogneville et Saint-Leu-d'Esserent. Une tête d'angle avec des moustaches se profile toutefois dans l'angle nord-est. L'on note encore l'importante différence de diamètre entre les colonnes engagées des rouleaux inférieurs des doubleaux, et les fines colonnettes des rouleaux supérieurs.

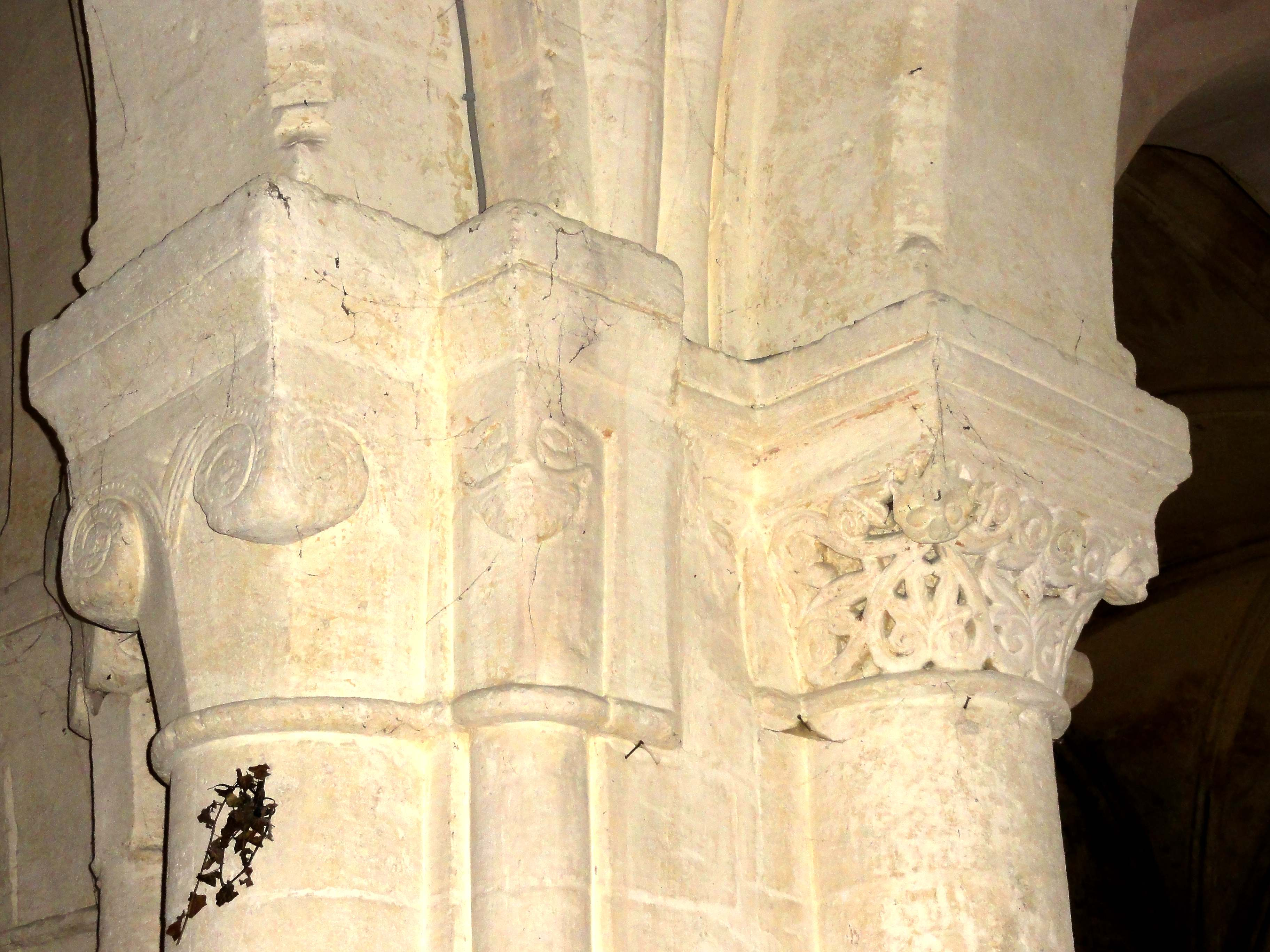
Chapiteaux dans l'angle nord-est.
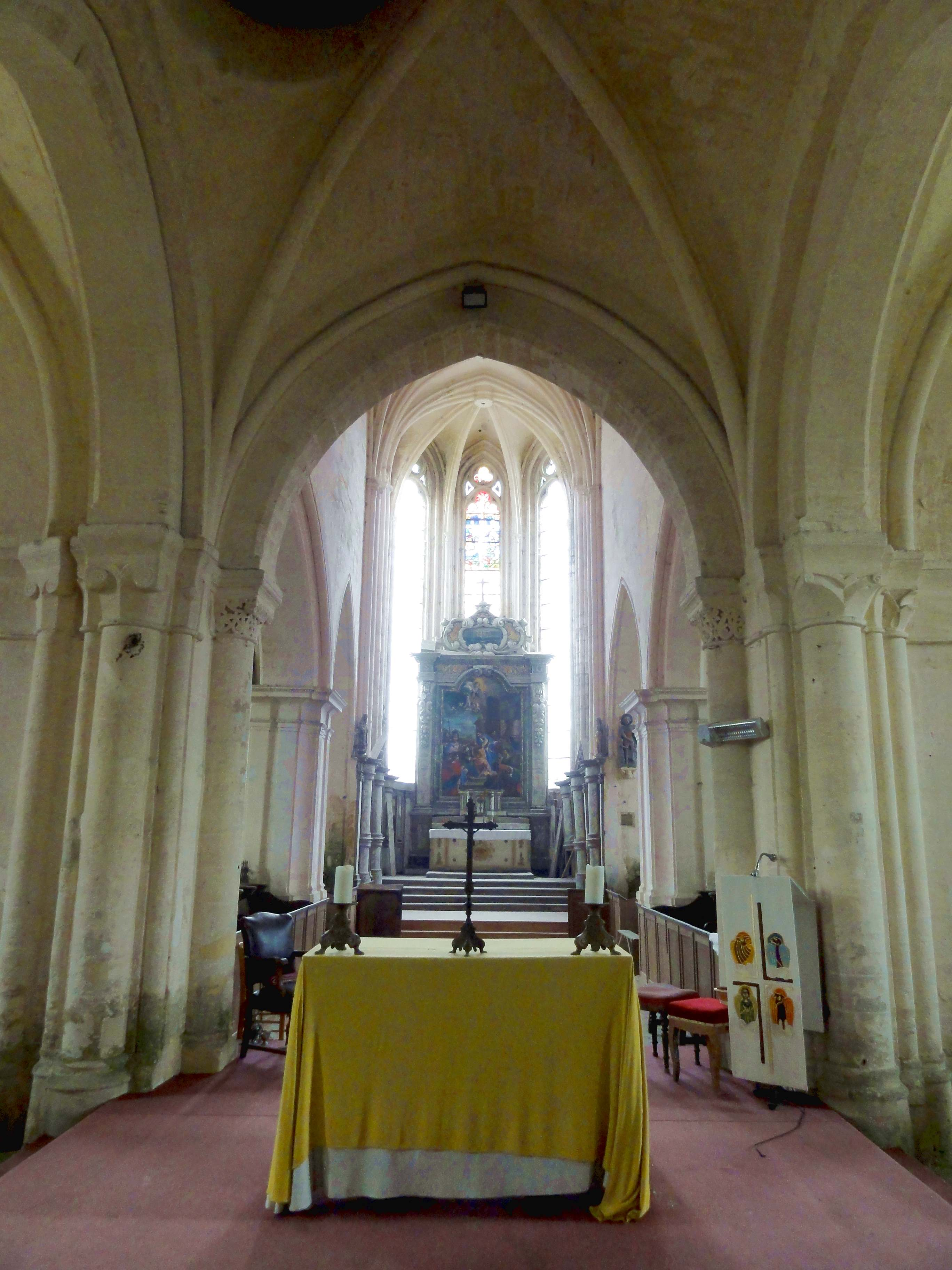
Vue vers l'est dans le chœur.
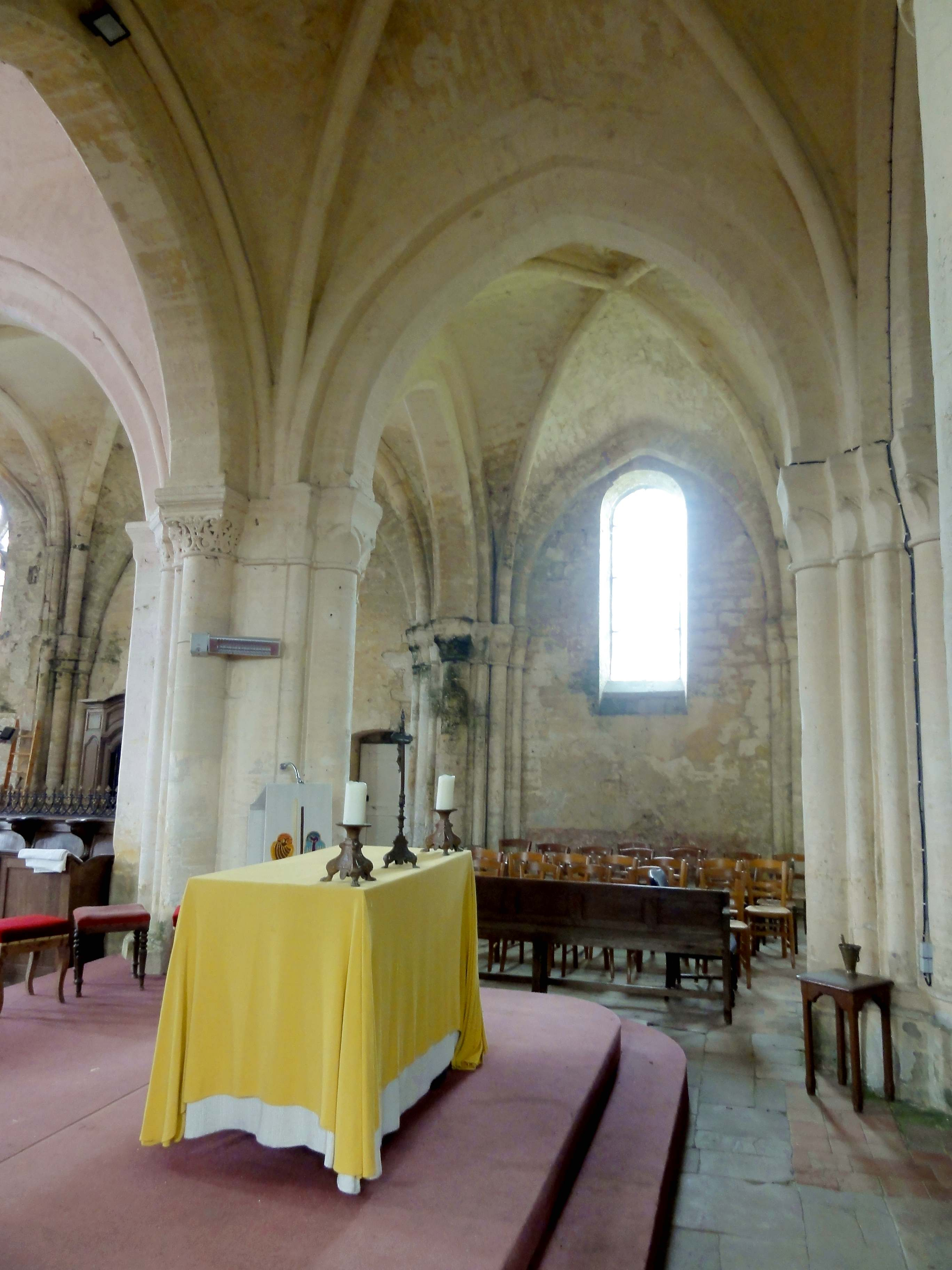
Vue vers le sud dans le croisillon.
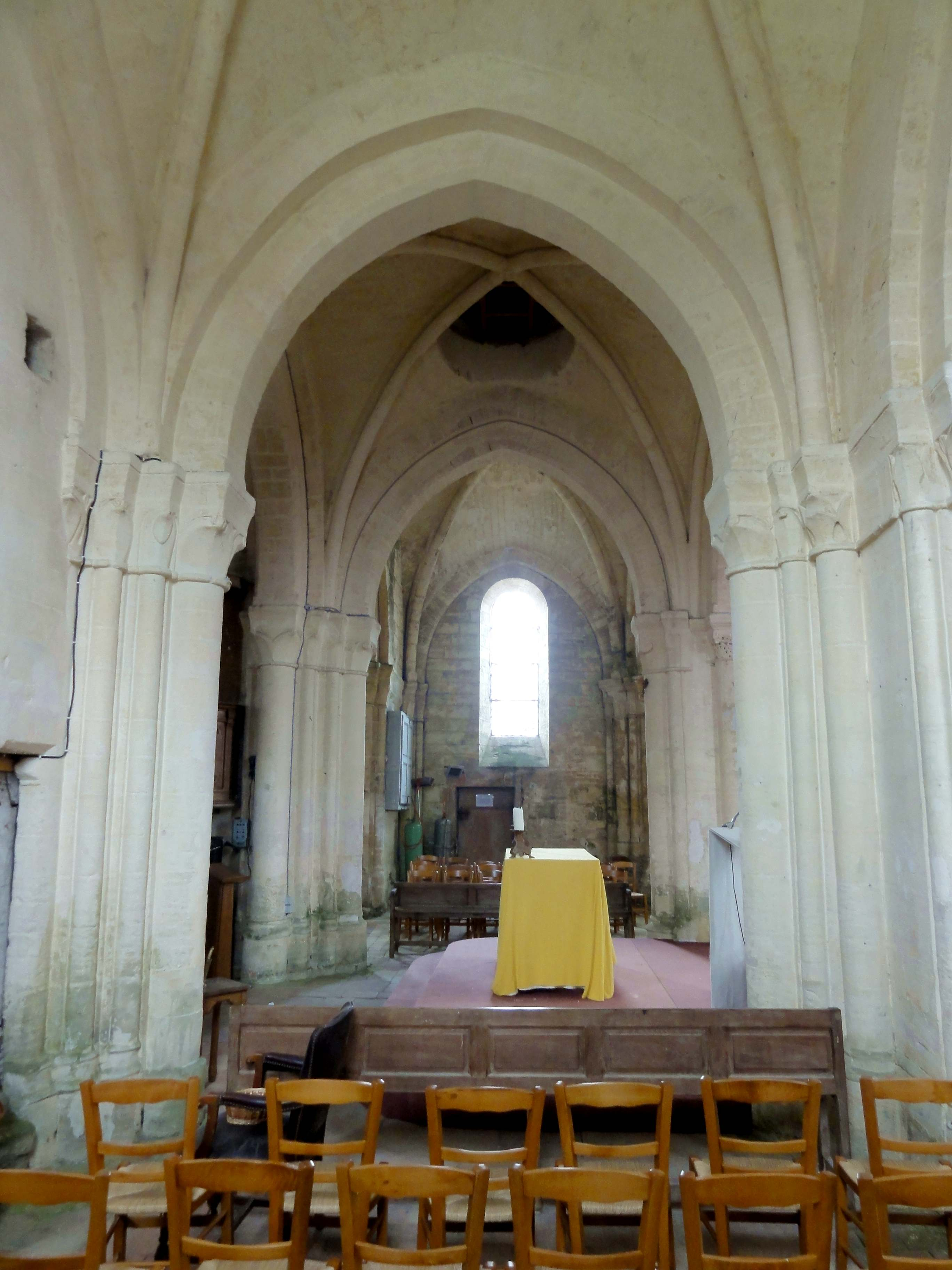
Vue depuis le croisillon sud.
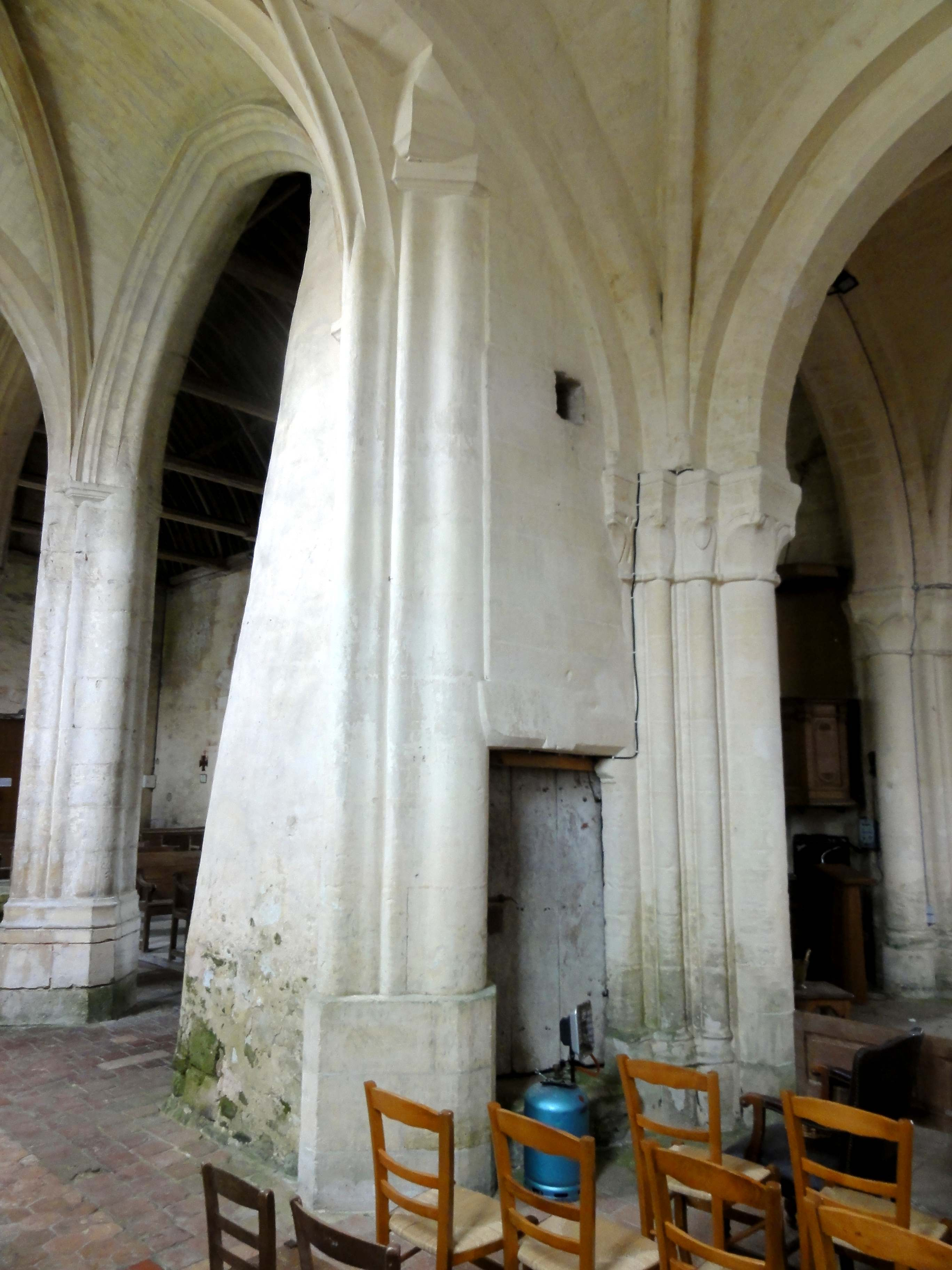
Cage d'escalier, vue depuis le croisillon sud.
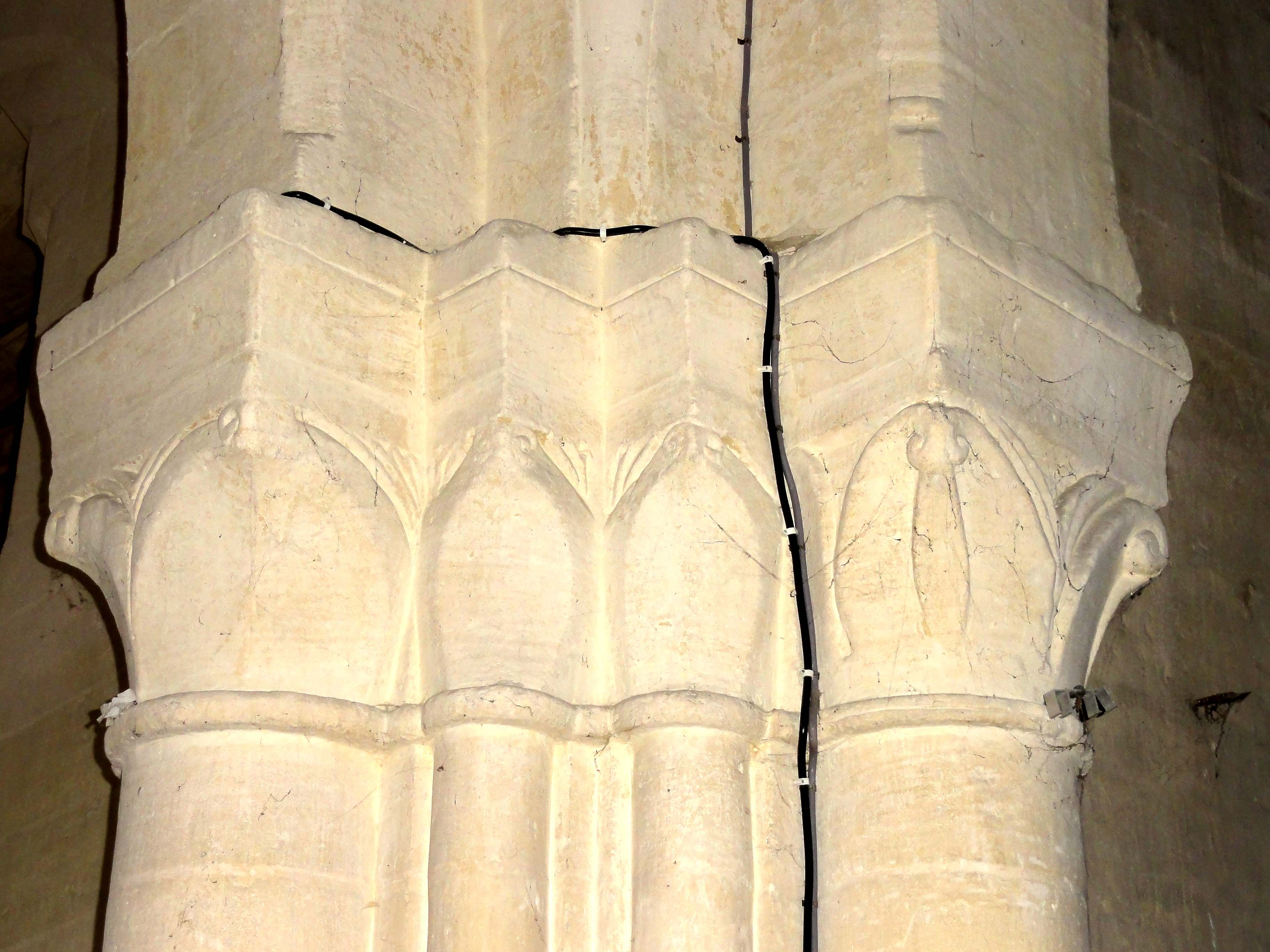
Chapiteaux dans l'angle sud-ouest.

#### Croisillons et premières travées des bas-côtés du chœur

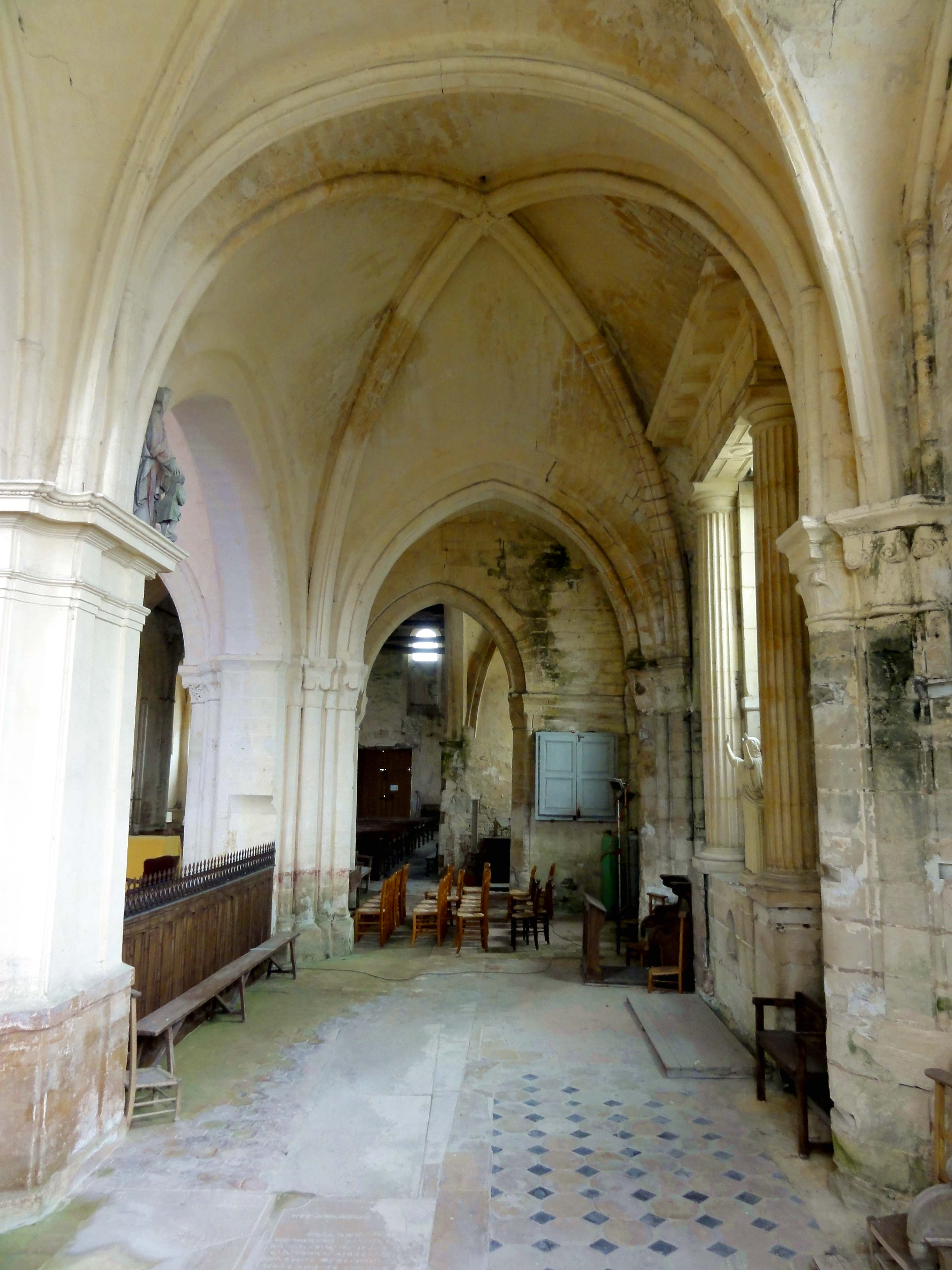
1re travée du collatéral nord, vue vers l'ouest.

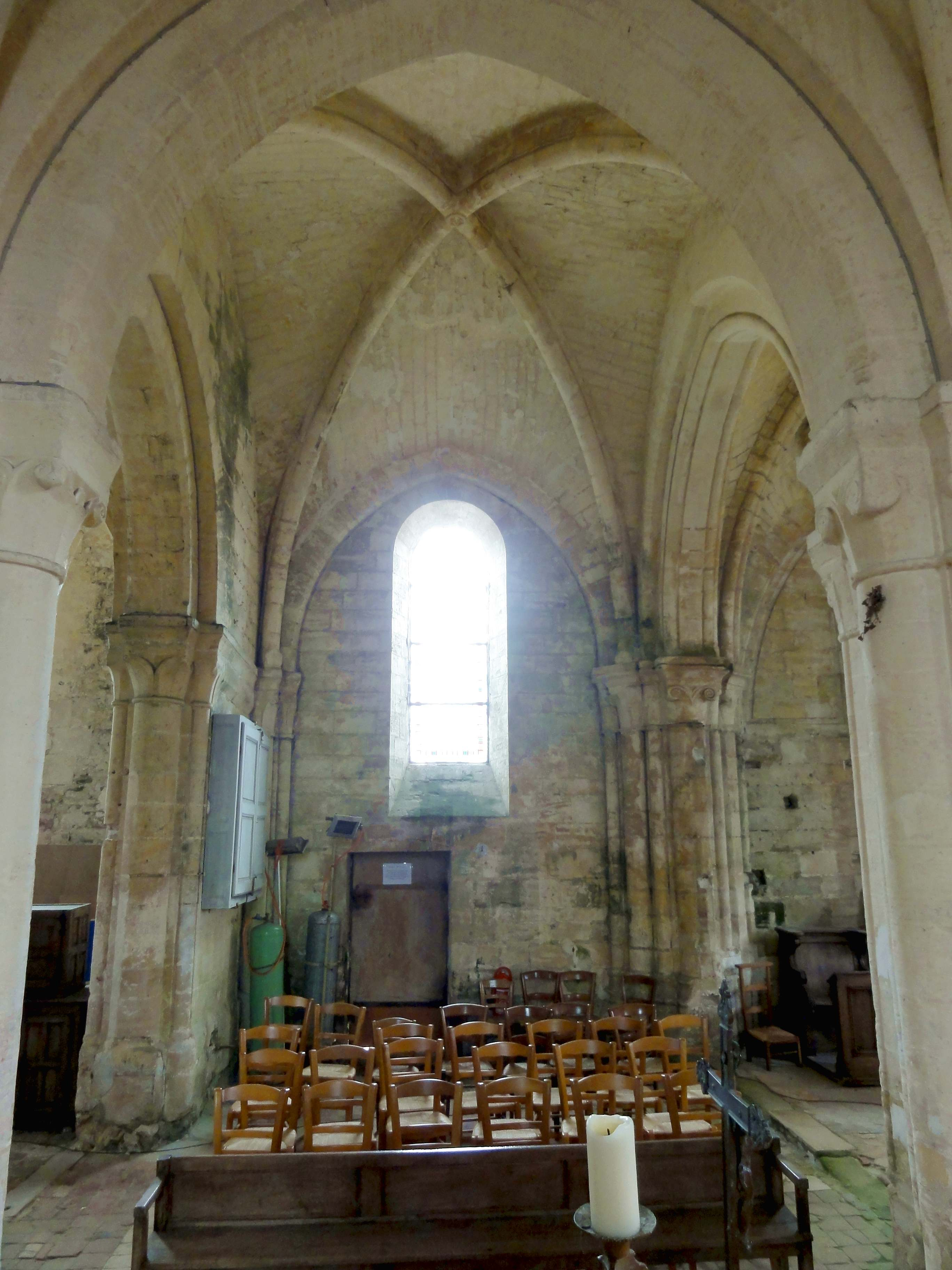
Croisillon nord, vue vers le nord.

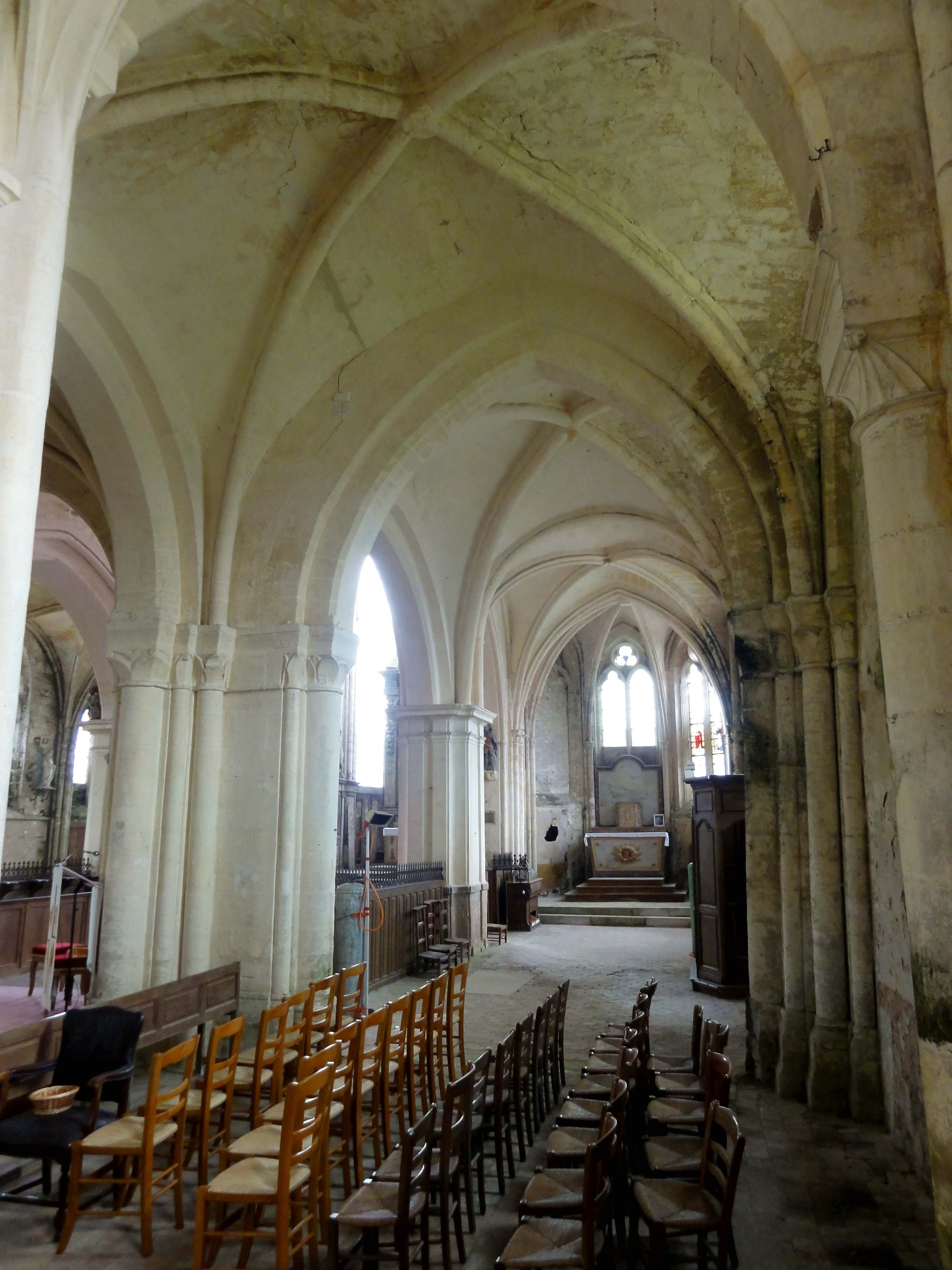
Croisillon sud, vue vers l'est.

Dominique Vermand estime que la voûte de la première travée du collatéral nord du chœur est légèrement plus ancienne que les autres voûtes d'ogives romanes de l'église. En effet, son doubleau oriental est en plein cintre et très surhaussé, c'est-à-dire qu'il comporte des sections verticales au début et à la fin : au cas de l'emploi de l'arc en plein cintre, c'est le seul moyen de répondre à une largeur nettement inférieure à la profondeur de la travée. Les bas-côtés de Saint-Étienne de Beauvais en fournissent un autre exemple. Le tracé archaïque du doubleau n'empêche pas une mouluration d'un méplat entre deux tores. D'autre part, la voûte est très bombée, nettement plus que celle de la base du clocher. Si c'est un signe d'archaïsme, ce n'est pas un indice suffisant pour établir une datation précise, car la forme bombée des voûtes peut aussi être motivée par la volonté de limiter la poussée des voûtes sur les murs. En l'occurrence, Dominique Vermand pense néanmoins qu'il faut y voir la marque de tâtonnements aussitôt rectifiés dans la construction. Contrairement à ce qu'affirme le même auteur, le formeret au droit du mur nord n'est pas en plein cintre, mais en tiers-point. Du reste, il est mouluré d'un fin tore, ce qui traduit clairement des influences novatrices. C'est également le cas de l'implantation des chapiteaux des ogives à 45°, pour faire face à celles-ci. Le profil des ogives semble également plus avancé que le profil monotorique des autres travées romanes, et chronologiquement parlant, c'est le troisième type de profil apparu dans l'actuel département de l'Oise, après 1125 au chœur de Morienval. Les autres occurrences ne sont pas antérieures à 1130. L'on peut citer Bury, Crouy-en-Thelle, Lavilletertre, Mogneville, etc. Ce profil se compose d'une arête entre deux tores, et connaît une large diffusion à la première période gothique. La clé de voûte arbore quatre minuscules fleurs de lys reliées les unes aux autres par des quarts-de-cercle, qui inscrivent une rosace encore plus petite,.
En ce qui concerne les supports, le maître d'œuvre a pris le parti de prévoir autant de supports que d'éléments à supporter, et comme déjà souligné, les ogives disposent de colonnettes à chapiteau dédiées. Les formerets disposent de colonnettes, mais pas de chapiteaux à proprement parler. L'arcade et le doubleau vers le croisillon étant (au moins) à double rouleau, l'on trouve ainsi trois fûts de colonnette dans les angles, sans compter les gros fûts des rangs de claveaux inférieurs. Il y a trois diamètres différents, celui correspondant aux ogives étant le diamètre intermédiaire. L'arcade vers le vaisseau central du chœur ne subsiste plus dans sa forme d'origine : le pilier à l'intersection avec la travée suivante a été repris en sous-œuvre à la fin du XVIe siècle, et le rouleau inférieur a perdu ses supports du côté ouest. Le doubleau vers le croisillon est, à vrai dire, à triple rouleau. L'intrados est mouluré d'un méplat entre deux tores, à l'instar du doubleau en cintre surhaussé du côté est. La diversité des formes est donc considérable dans la première travée du bas-côté nord du chœur. Sans tenir compte du manque de cohérence avec l'architecture romane, Guy François Hébert, seigneur de Becquerel, y fait aménager sa chapelle particulière par l'entrepreneur Passot, vers 1770. Deux colonnes doriques supportant un entablement sont plaquées devant le mur extérieur. Les stylobates sur lesquels elles reposent encadrent les vestiges d'un autel démantelé depuis, dont la niche à reliques est désormais visible. Fait remarquable, la fenêtre entre les colonnes du retable n'est pas bouchée. Elle est en plein cintre, et ses dimensions importantes donnent à penser qu'elle fut repercée à la période moderne. — Pour venir au croisillon nord, une particularité est que l'arcade orientale ne touche pas directement à la pile du clocher, ce qui explique sans doute que l'ogive dispose d'une colonnette à chapiteau dédiée dans l'angle sud-est, alors que dans l'angle sud-ouest en face, l'on trouve la même disposition que dans la base du clocher. L'arcade occidentale vers la chapelle servant de passage vers la nef est moins large que la travée elle-même, et ressemble sinon au doubleau vers la base du clocher. Le formeret est un simple rang de claveaux faiblement saillant, sans aucune mouluration. La clé de voûte est un petit médaillon affichant une fleur à quatre pétales toute simple. Partout dans les autres travées romanes de l'église, l'on voit du reste les mêmes chapiteaux à feuilles plates que dans la base du clocher, et les voûtes sont également analogues,.
Le croisillon sud est, à l'origine, largement identique au croisillon nord. La principale différence est que les trois colonnettes à chapiteaux réservées aux ogives ne sont pas orientés à 45° face aux ogives, et l'on est donc revenu vers une disposition plus archaïque que les premières travées romanes du côté nord ne montrent pas. L'implantation orthogonale des chapiteaux des ogives demeure en usage dans une minorité des églises de la première période gothique de la région, dont Gouvieux, et s'impose même à la période rayonnante, grâce à des tailloirs polygonaux ou à bec. Côté sud, le chapiteau de l'intrados de l'arcade occidentale a été remplacé à la période gothique, comme le montre sa corbeille à feuilles striées. Lors de la construction du bas-côté de la nef, l'arcade a été modifiée pour une seconde fois, en réduisant son ouverture par la cage d'escalier près de la pile sud-ouest du clocher. L'angle de la cage d'escalier prend la forme d'un pilier ondulé. La clé de voûte du croisillon sud arbore une croix, dont les branches sont de longueur égale et terminées en trilobe. Des volutes évoquant le style baroque agrémentent les angles entre deux branches. Dans la première travée du bas-côté du chœur, la clé est fruste. Ici, l'on retrouve des caractéristiques de la travée la plus ancienne en face au nord, mais aussi du transept. Le doubleau en cintre surhaussé côté est renvoie au bas-côté nord du chœur, tandis que l'implantation orthogonale des chapiteaux des ogives renvoie au croisillon sud. Le formeret plat, les ogives monotoriques et les chapiteaux sont analogues au transept. L'arcade vers le vaisseau central du chœur a été remaniée de la même façon que son homologue en face au nord. En somme, les parties romanes de l'église Saint-Georges montrent un certain nombre de caractéristiques qui imposent le rapprochement avec la nef et les bas-côtés de Bury ; la nef, les bas-côtés et le transept de Cambronne-lès-Clermont ; l'église de Foulangues ; les parties orientales de Mogneville ; et, dans un certain sens, la nef de Saint-Vaast-lès-Mello. Il s'agit des piliers fasciculés, des chapiteaux, de l'appareillage des voûtains et des ogives au profil d'une arête entre deux tores. Ces cinq églises ont sans doute été bâties par une même équipe de base. Ceci n'exclut pas des différences, comme les atlantes à Bury et Cambronne, et les bâtons brisés à Bury, Foulangues et Saint-Vaast. Parmi les églises de cette famille, Ully-Saint-Georges est celle dont les chapiteaux sont de la facture la plus simple,.

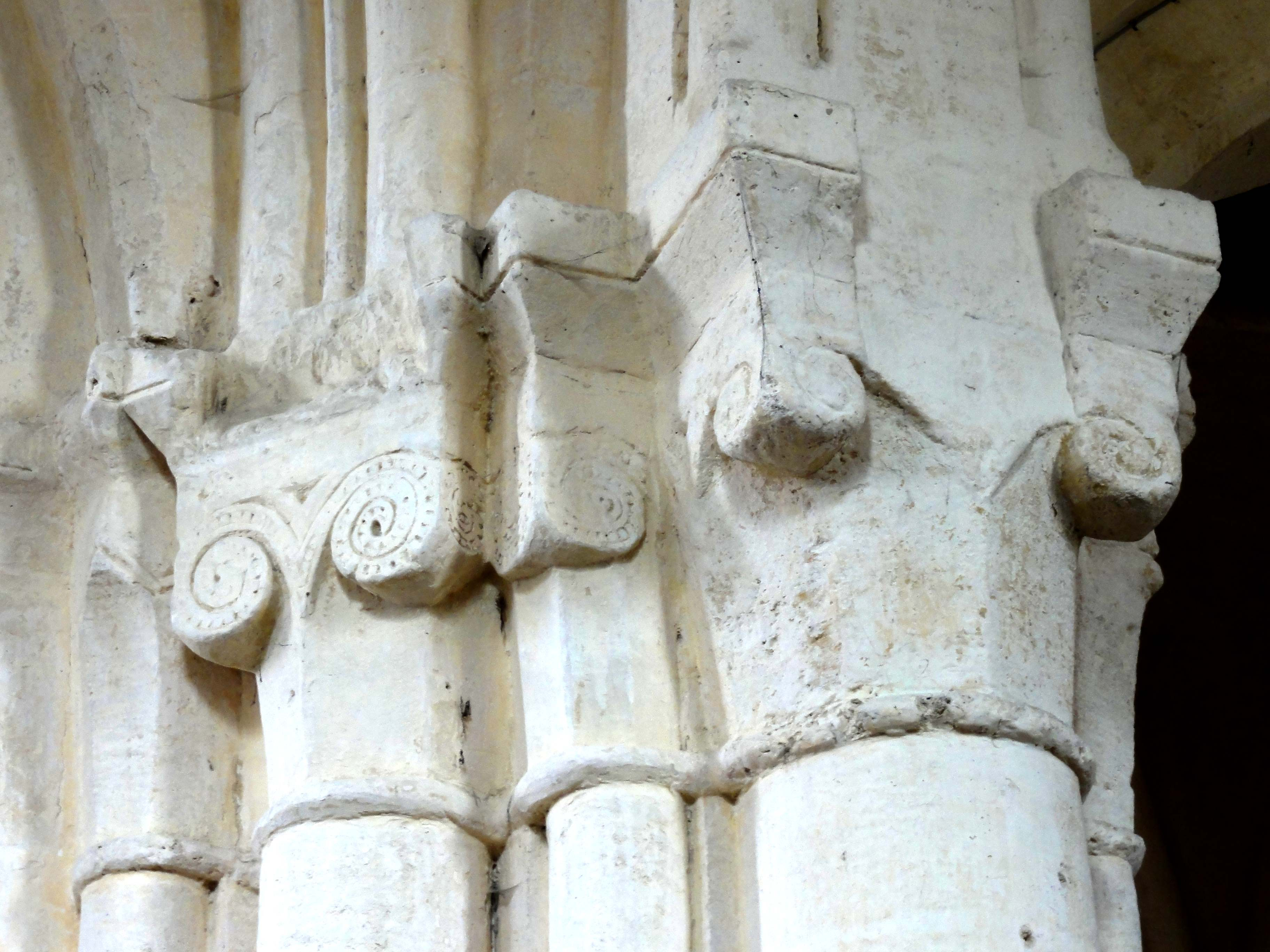
Bas-côté nord du chœur, 1re travée, chapiteaux dans l'angle sud-ouest.
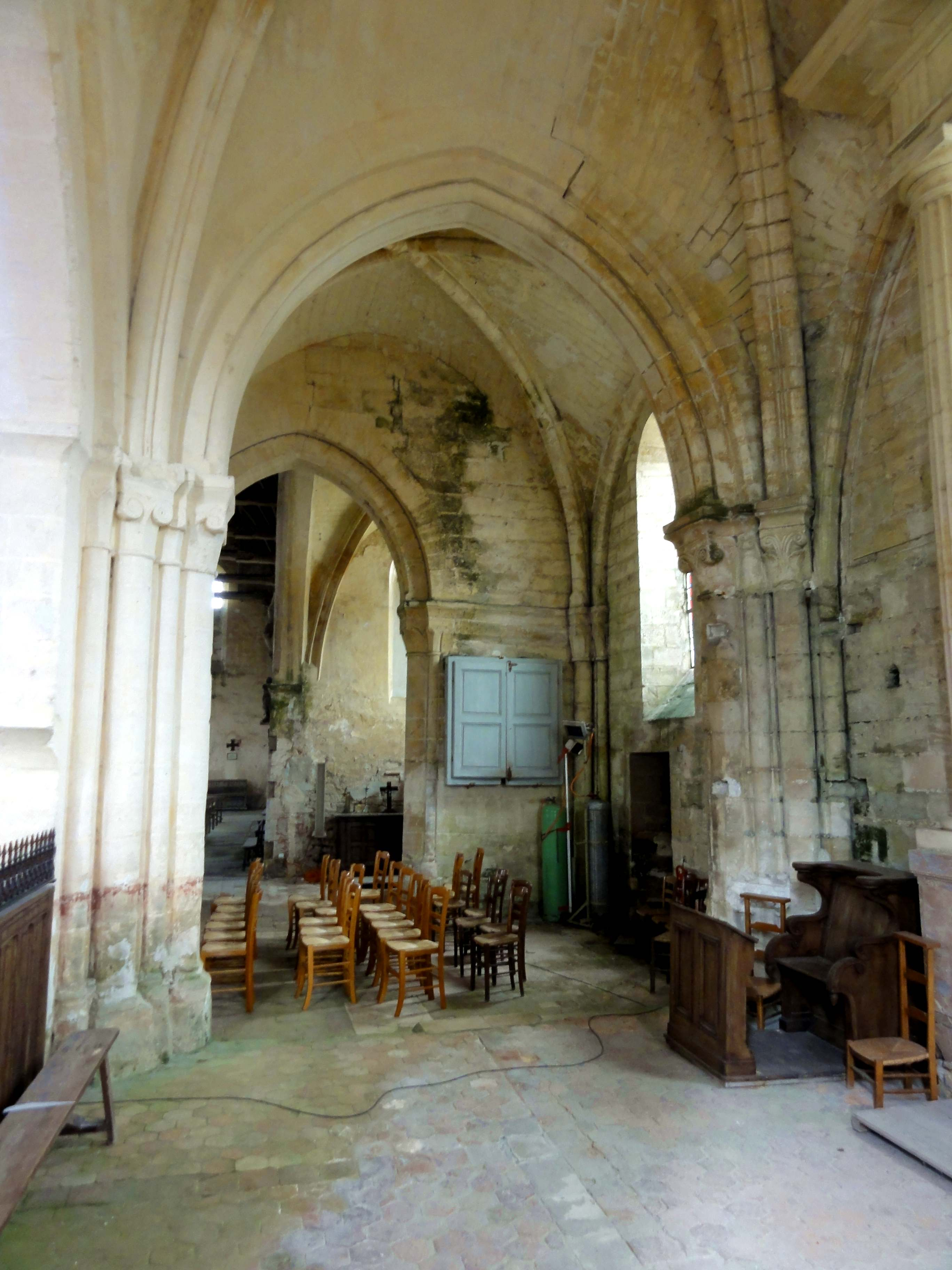
Bas-côté nord du chœur, 1re travée, vue vers l'ouest dans le croisillon.
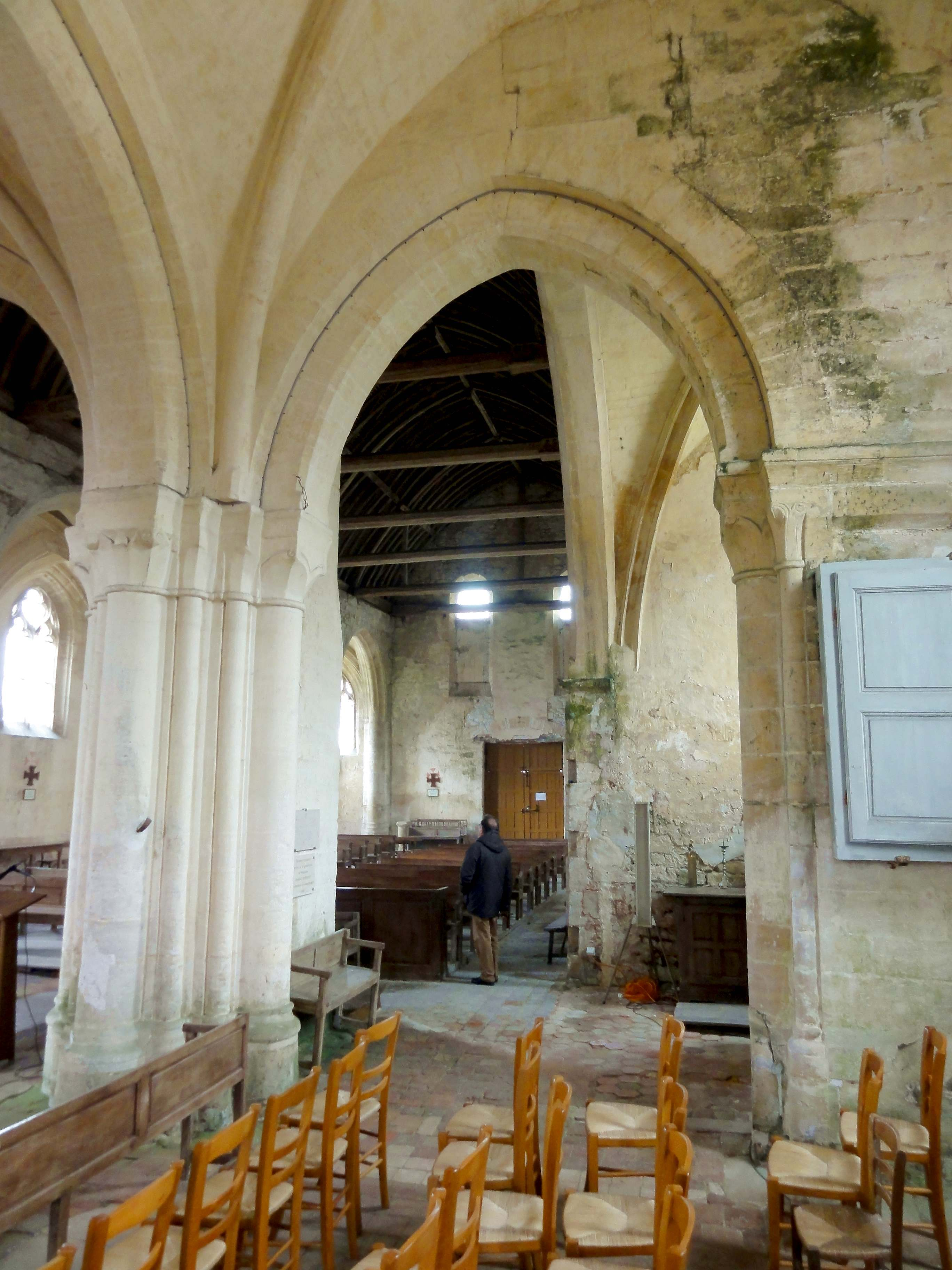
Croisillon nord, vue vers l'ouest dans la chapelle servant de passage.
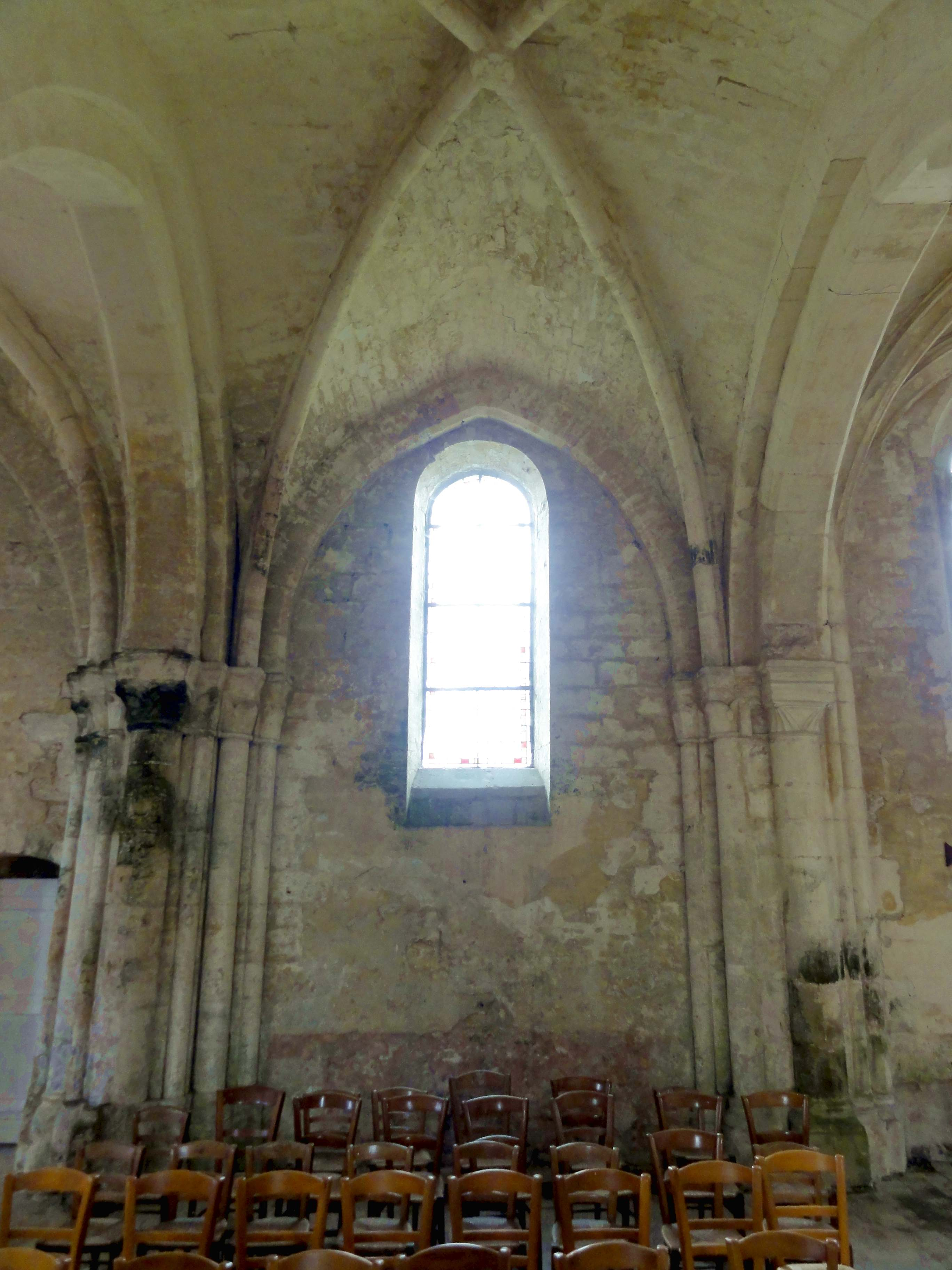
Croisillon sud, vue vers le sud.
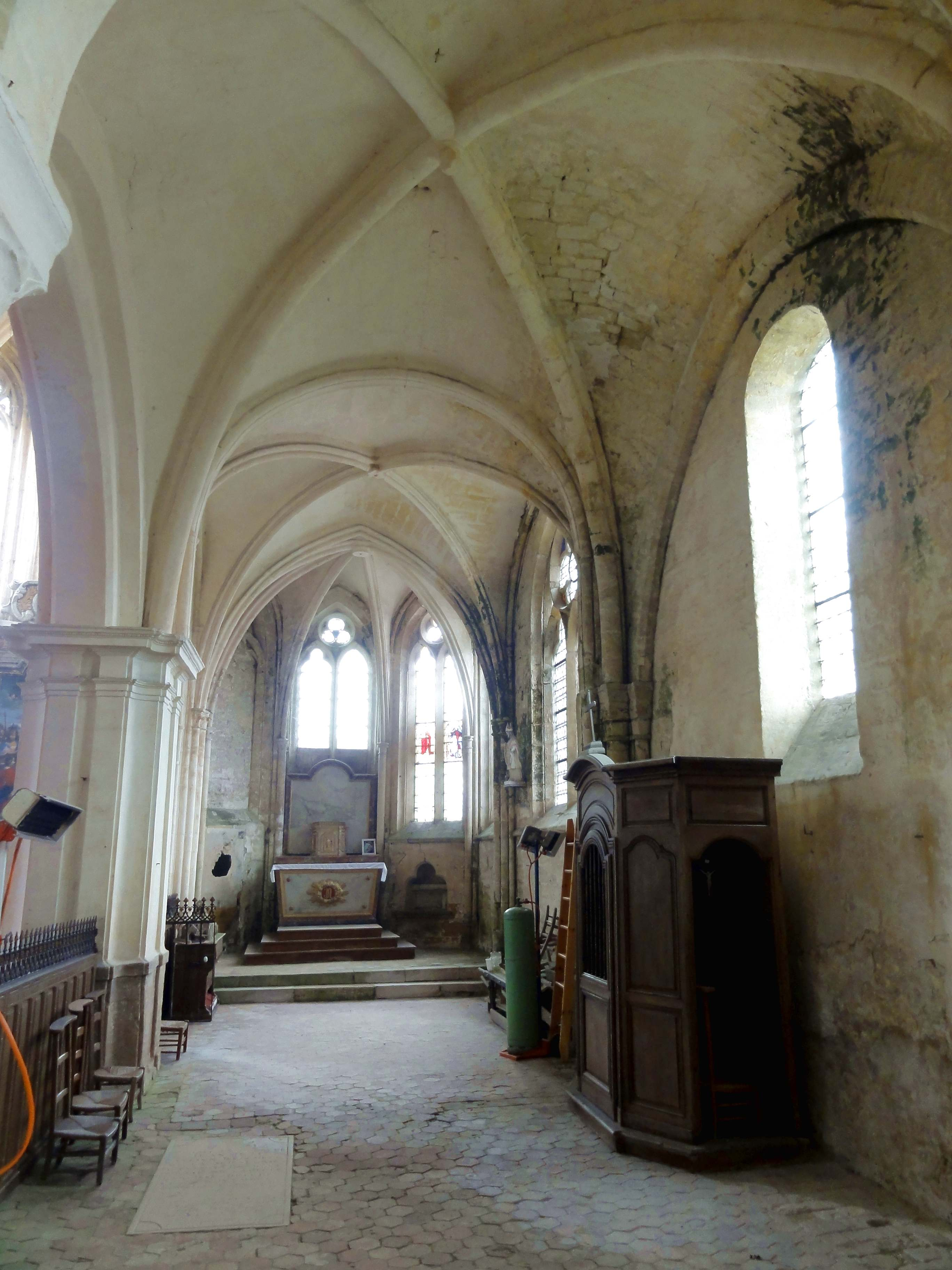
Bas-côté sud du chœur, 1re travée, vue vers l'est.
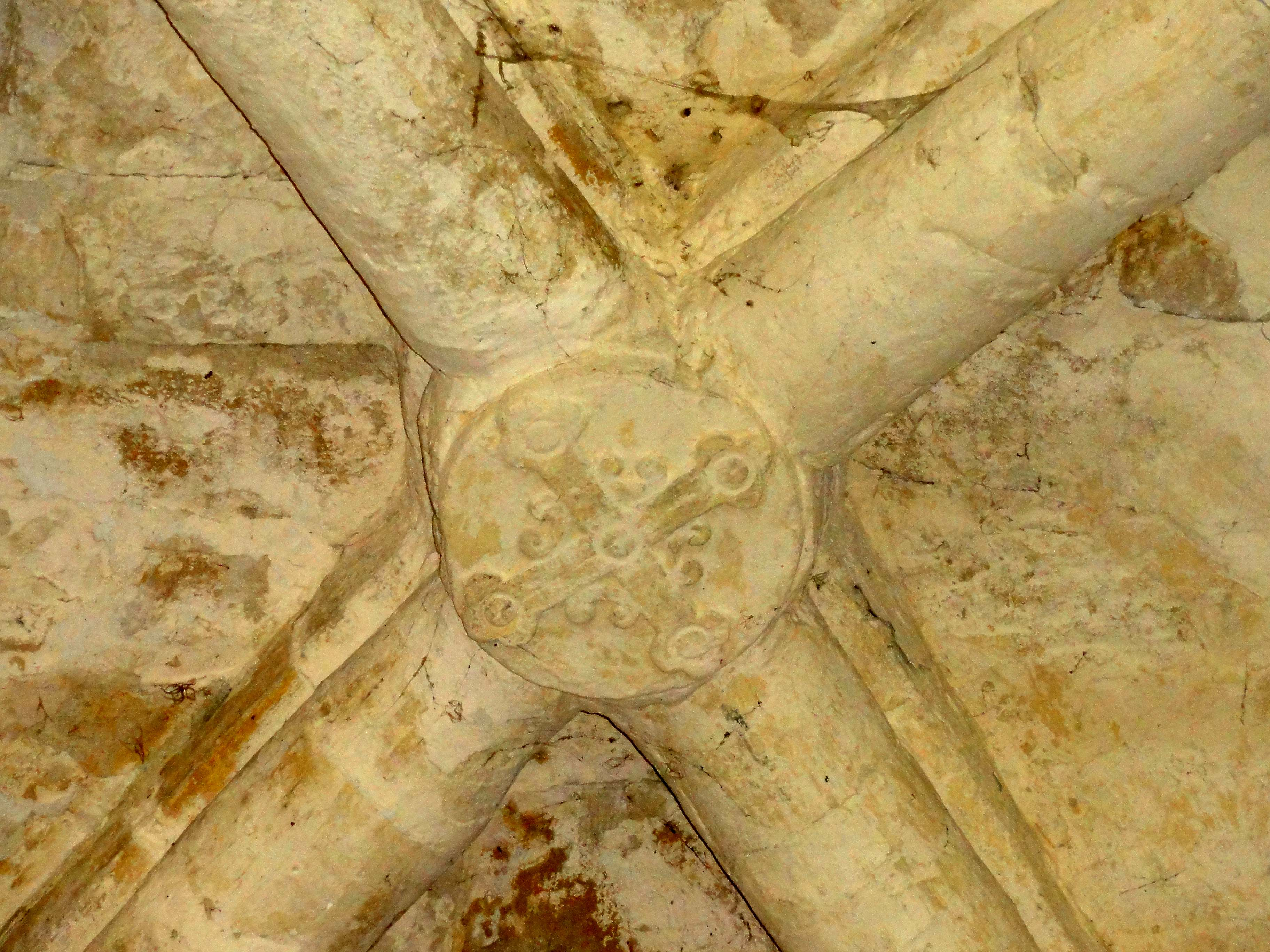
Croisillon sud, clé de voûte.

#### Chœur et bas-côtés

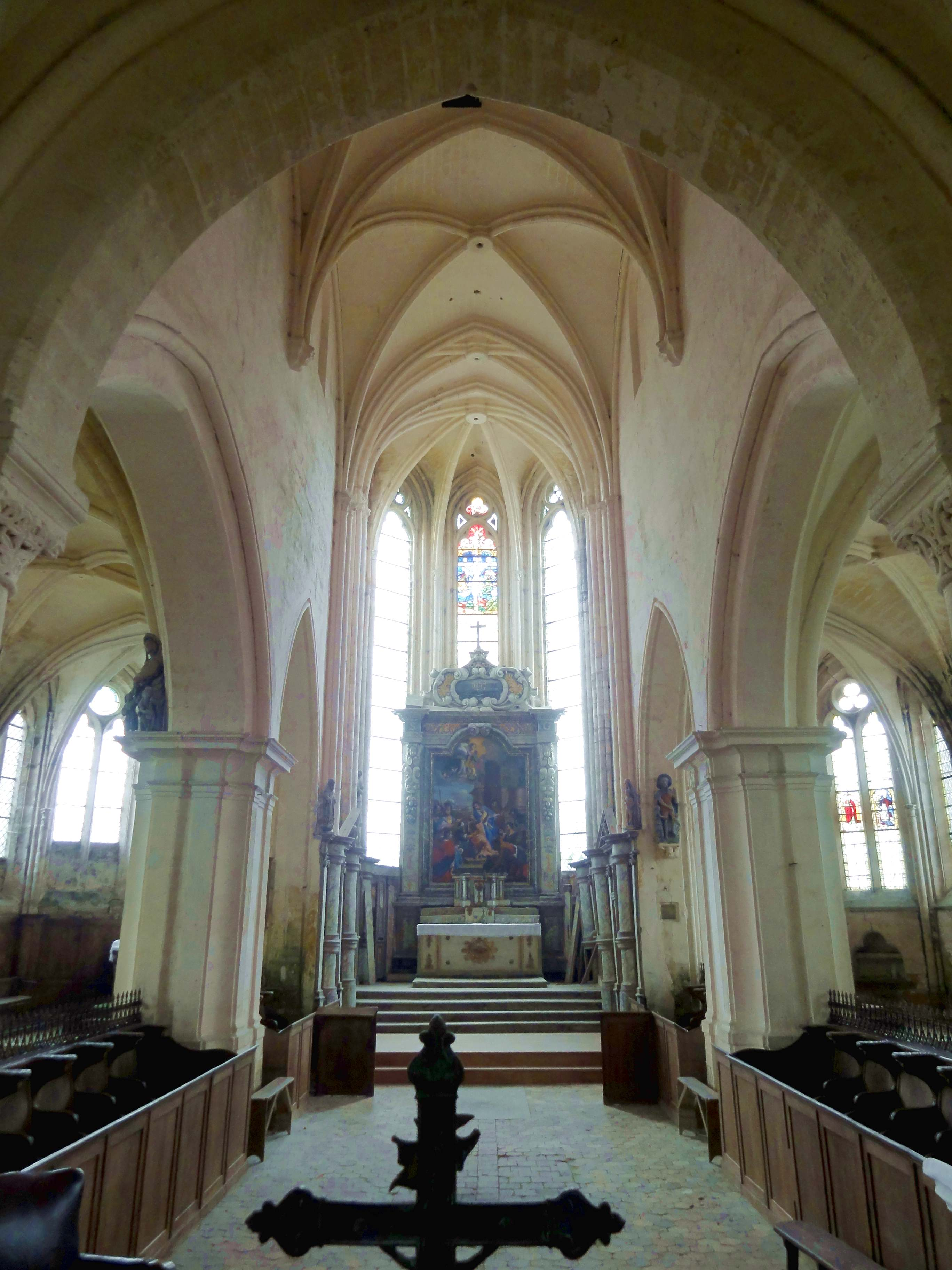
Chœur, vue vers l'est.

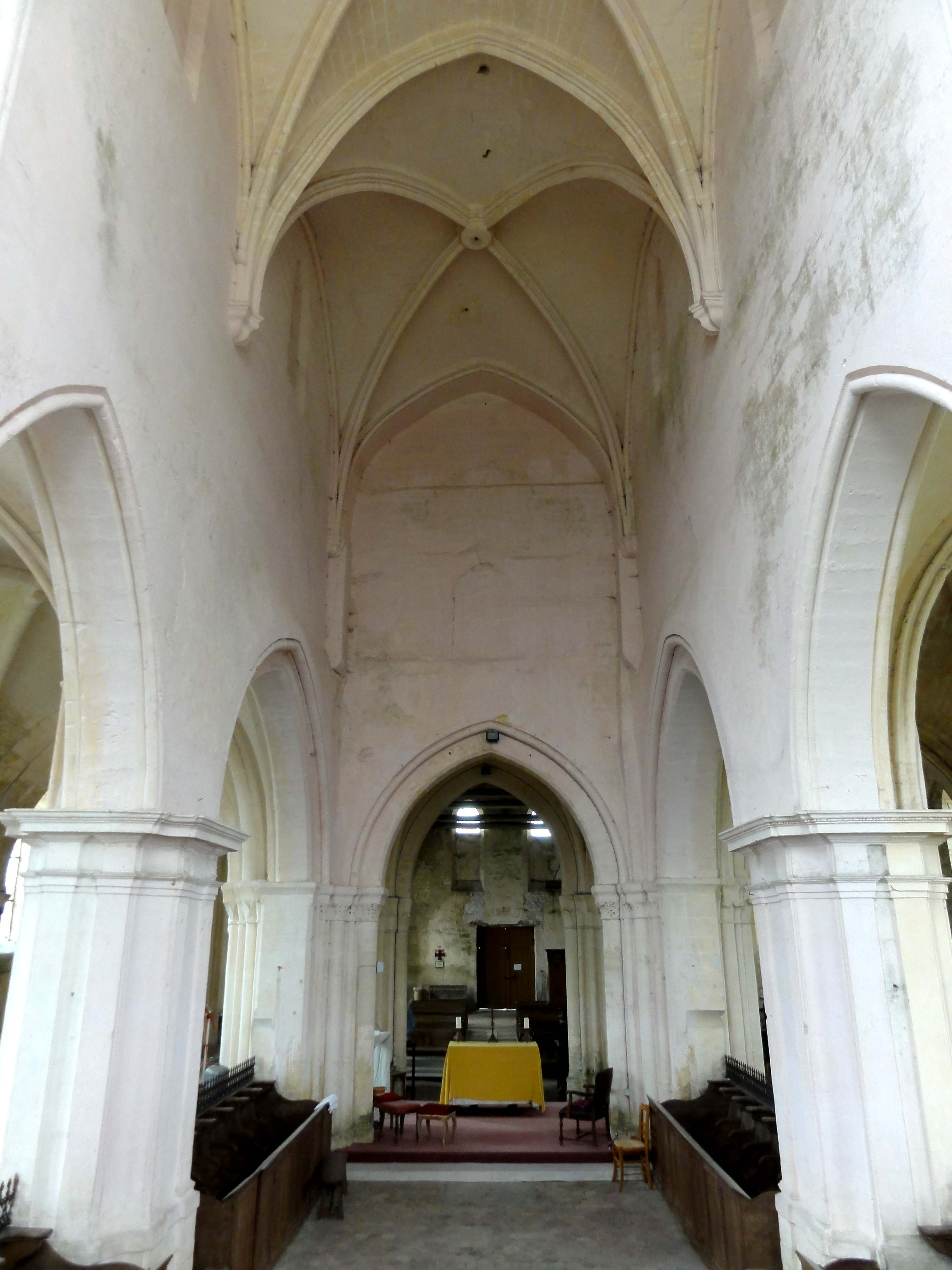
Chœur, vue vers l'ouest.

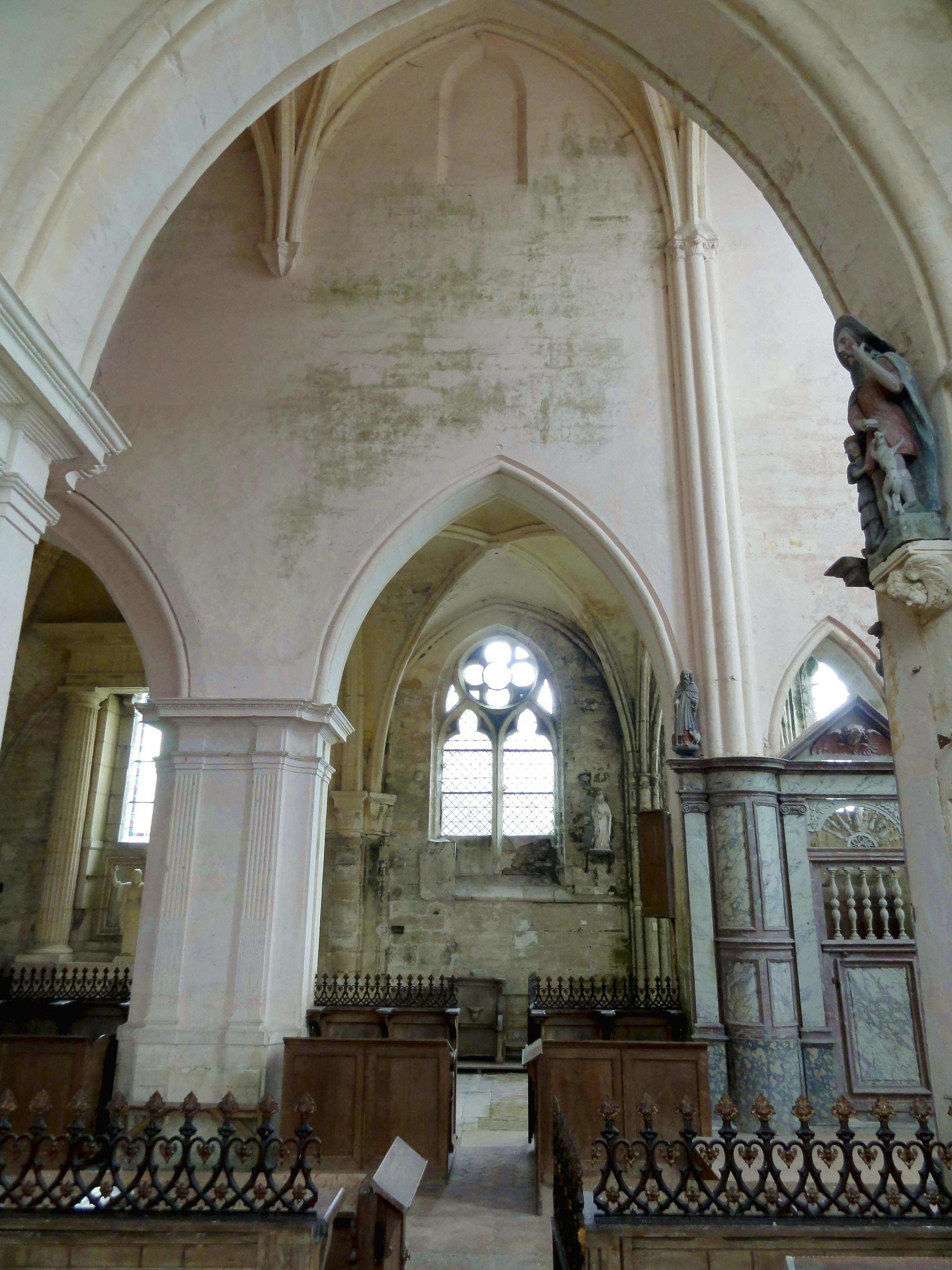
Chœur, 2e travée, élévation nord.

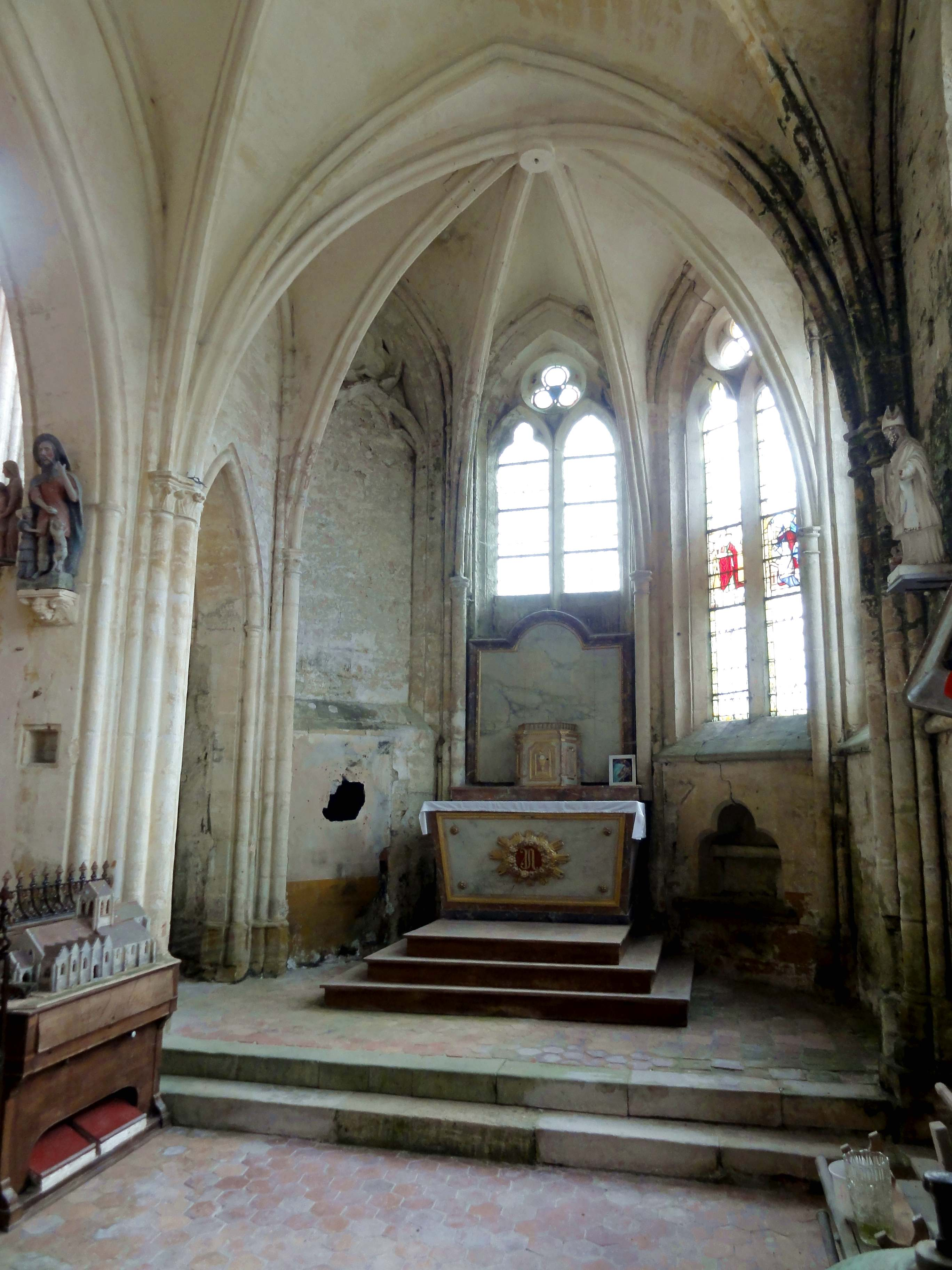
Chapelle latérale sud.

Par son plan avec trois vaisseaux de largeur égale se terminant par des absides polygonales, le chœur d'Ully-Saint-Georges fait preuve d'un projet ambitieux, qui étonne dans un lieu aussi modeste d'Ully-Saint-Georges. Il n'y a que peu d'exemples de plans équivalents, dont notamment l'église assez proche de Chambly, et plus loin, Saint-Mard (Aisne). À Luzarches et Belloy-en-France, seulement le bas-côté sud se termine par une abside polygonale pleinement gothique, les absides à la fin du bas-côté nord étant encore influencées par le style roman. Le chœur roman avait déjà la même largeur, qui est de 5,80 m et bien modeste pour le XIIIe siècle, et ses vaisseaux possédaient au moins deux travées, comme le prouvent les doubleaux des années 1130 entre la première et la deuxième travée des bas-côtés. Cependant, la hauteur ne dépassait pas celle du transept, comme le montrent les colonnettes à chapiteaux sans emploi dans les angles nord-ouest et sud-ouest du chœur, près des piles du clocher, ainsi que la corniche beauvaisine des murs gouttereaux, visible depuis les combles des bas-côtés. Depuis sa reconstruction vers 1265, la hauteur du vaisseau central sous le sommet des voûtes est de 13 m environ. L'architecture des deux premières travées est de faible intérêt. Comme déjà signalé, les supports des années 1130 subsistent dans les angles près des piles du clocher. Le mur du clocher se retraite plusieurs fois par des ressauts, et une fenêtre bouchée en arc brisé est également visible, tout comme du côté de la nef. Au-dessus du niveau des grandes arcades, des pilastres sont engagés dans les murs latéraux, et supportent une courte section de voûte en berceau brisé, qui précède les voûtes d'ogives du vaisseau central. La première grande arcade au nord et au sud présentent un rouleau supérieur mouluré d'un tore, à l'instar de l'arcade ouvrant dans la base du clocher, qui est seule à posséder ce tore des deux côtés. La deuxième grande arcade au nord et au sud ne sont qu'à simple rouleau, et moulurées d'un méplat entre deux tores, ce qui évoque plutôt la période gothique, malgré une similitude de modénature avec les premiers doubleaux des bas-côtés du chœur, qui sont des années 1130.
Les piliers rectangulaires entre la première et la seconde grande arcade datent de la fin du XVIe siècle, et affichent le style de la Renaissance. Leurs angles sont taillés concavement. Chaque face est agrémentée de deux pilastres, dont celles regardant vers le nord et le sud sont cannelées. Ces pilastres supportent un entablement à la frise aniconique. Des perles garnissent l'échine de la corniche. Il est probable que les piliers remplacent des supports de la période romane, ce qui peut expliquer que le premier doubleau des hautes-voûtes ne dispose pas de faisceaux de colonnettes. Il en ressort une certaine nudité des murs, d'autant plus que les fenêtres hautes sont bouchées, et qu'il n'y a aucun élément de scansion horizontal. Les ogives, les formerets et le doubleau sont reçus sur des culs-de-lampe purement fonctionnels, qui sont toutefois munis de tailloirs moulurés. Le profil des ogives et doubleaux est d'un tore en forme d'amande entre deux baguettes. Un mince filet se dessine au milieu du tore. Les clés de voûte sont frustes.
À partir du second doubleau, l'architecture est de belle facture, et l'on constate l'influence de l'église de Chambly, qui a dû servir de modèle. Au niveau du second doubleau, l'on trouve donc des faisceaux de cinq colonnettes, dont celles correspondant aux formerets sont placées presque derrière celles des ogives, et à peine visibles en regardant de face. La colonnette médiane, qui correspond au doubleau lui-même, est légèrement proéminente et de diamètre légèrement augmenté. Les chapiteaux sont sculptés de feuilles striées aux extrémités recourbées en crochets, exactement comme le chapiteau refait du premier doubleau du bas-côté sud. Les tailloirs des ogives et du doubleau sont à bec (placés en pointe), tandis que ceux des ogives sont ronds. Pour tenir compte de la très faible profondeur de la troisième travée, et éviter des formerets trop aigus, ses formerets ne retombent pas directement sur les tailloirs, mais sur de courts fûts, qui ont été inutilement munis de tailloirs. La fonction de la troisième travée est d'augmenter l'effet de profondeur de l'abside. C'est une sorte de travée intermédiaire, sans fenêtres, et avec des grandes arcades et des formerets très étroits et très aigus. Les arcades sont fermées par les boiseries de la fin du XVIe siècle, mais des portes permettent d'accéder malgré tout aux chapelles latérales. Le troisième doubleau est analogue au précédent. Dans l'abside, six branches d'ogives rayonnent autour de la clé centrale, fruste comme les précédentes. Entre deux pans de l'abside, des colonnettes uniques aux chapiteaux de crochets et tailloirs à bec servent de supports aux ogives. Les cinq étroites fenêtres, de 10,20 m hauteur à l'origine, au réseau d'une lancette unique à tête trilobée, surmontée d'un trilobe inscrit dans un cercle, ont des meneaux garnis d'un tore, sans chapiteaux, et sont elles-mêmes entourées d'un tore. L'effet est de deux grêles colonnettes flanquant les colonnettes des ogives de chaque côté. Au-dessus du sommet des baies, le formeret également torique donne l'impression d'une triple archivolte. Les formerets se fondent dans les voûtains, qui sont très resserrées. La modénature est qualifiée de riche par Maryse Bideault et Claudine Lautier, et les mêmes auteurs soulignent le traitement graphique de l'abside,.
Les bas-côtés du chœur ont été repris à partir de la deuxième travée, au moment de la reconstruction du vaisseau central, vers 1265. Comme déjà souligné, les doubleaux à l'entrée de ces travées sont romans. Les supports au droit des murs gouttereaux le sont également, tandis que l'on trouve les piliers Renaissance vers le vaisseau central. Les voûtes de la deuxième travée et de l'abside adoptent les profils en vigueur dans le vaisseau central, et les piliers fasciculés ont la même composition. Cependant, tous les chapiteaux sont ronds, les tailloirs ne sont pas à bec, et les chapiteaux des formerets sont situés plus haut. La plupart des corbeilles ont perdu la sculpture, mais quelques spécimens dans le bas-côté sud indiquent qu'elles n'ont sans doute pas toujours été frustes. Dans les chapelles, les étroites arcades vers le chœur rappellent encore Chambly. Mais contrairement à cette église, c'est dans les chapelles que l'on trouve des fenêtres à deux lancettes. Elles sont au nombre de trois par chapelle. Leur modénature chanfreinée et le lobe central resserré des lancettes trilobées renvoient à une période nettement plus tardive. Les fenêtres ne sont pas non plus entourées d'un tore. Par ailleurs, les trilobes dans les oculi au-dessus des lancettes manquent dans la chapelle du nord. En même temps, les réseaux des fenêtres factices, dans le pan de l'abside proche du vaisseau central, sont analogues aux réseaux de l'abside principale. Les soubassements des fenêtres se terminent par un glacis, délimité inférieurement par un tore.

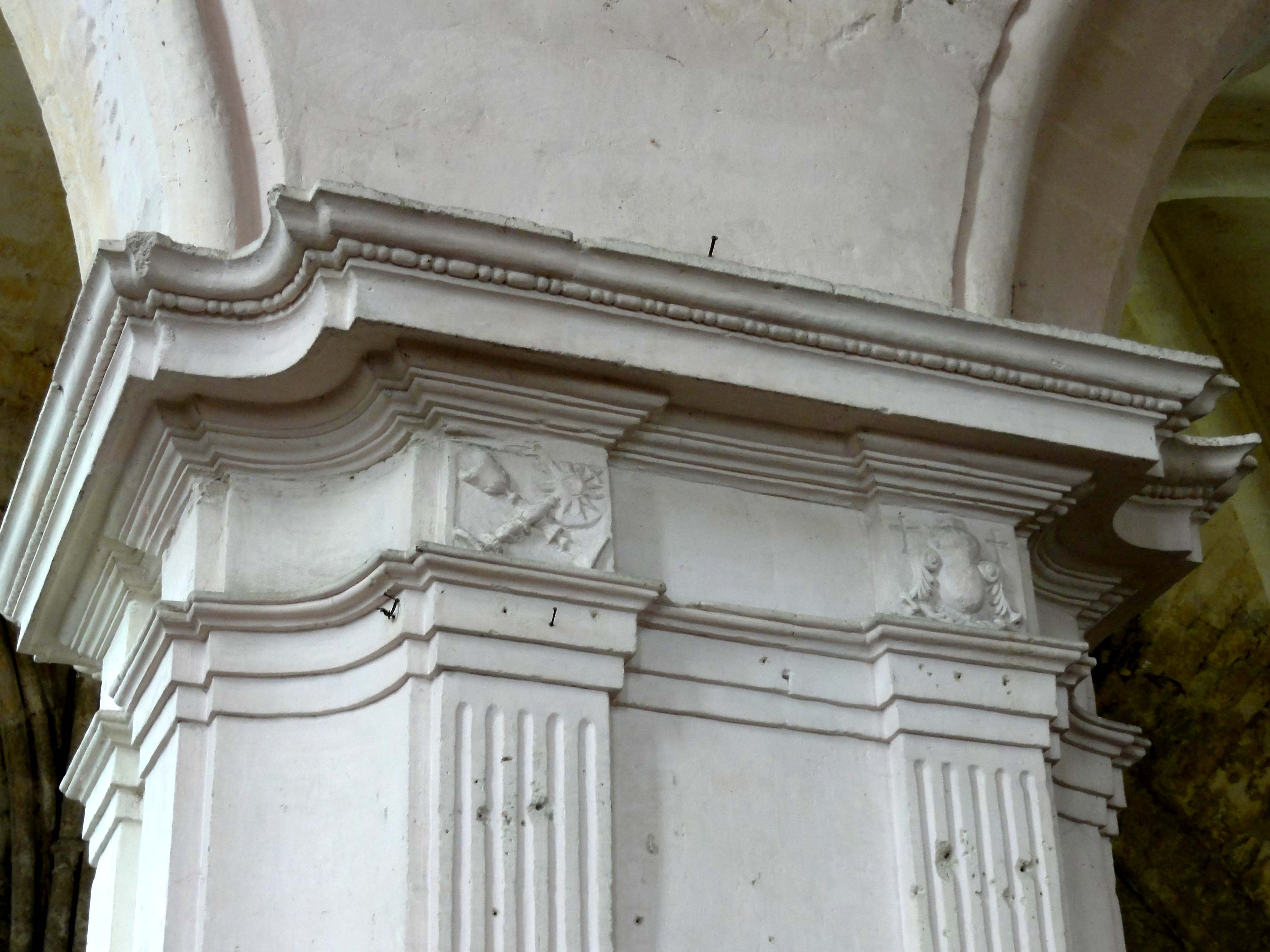
Pilier Renaissance, côté sud.
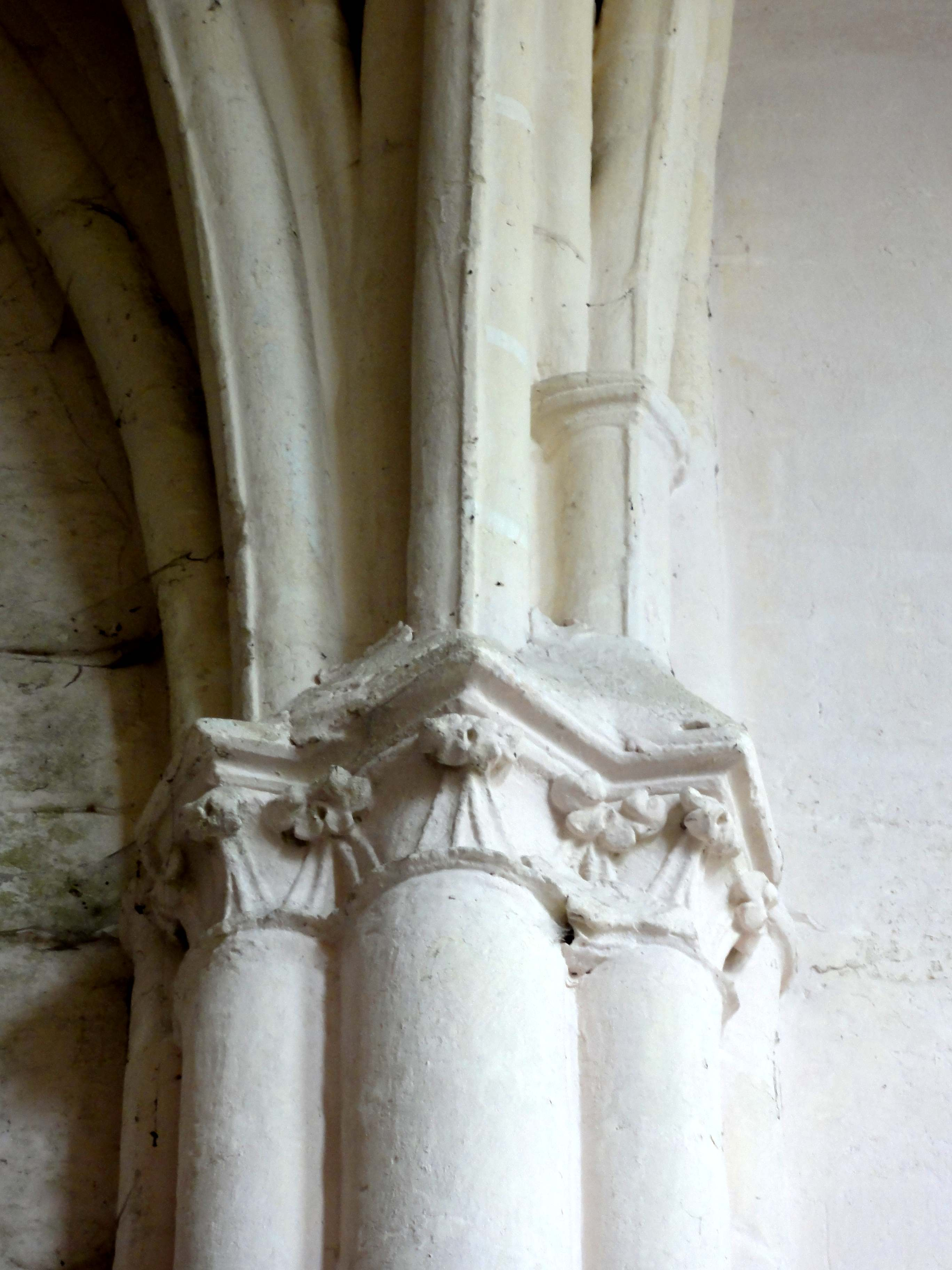
Vaisseau central, chapiteaux du 2e ordre.
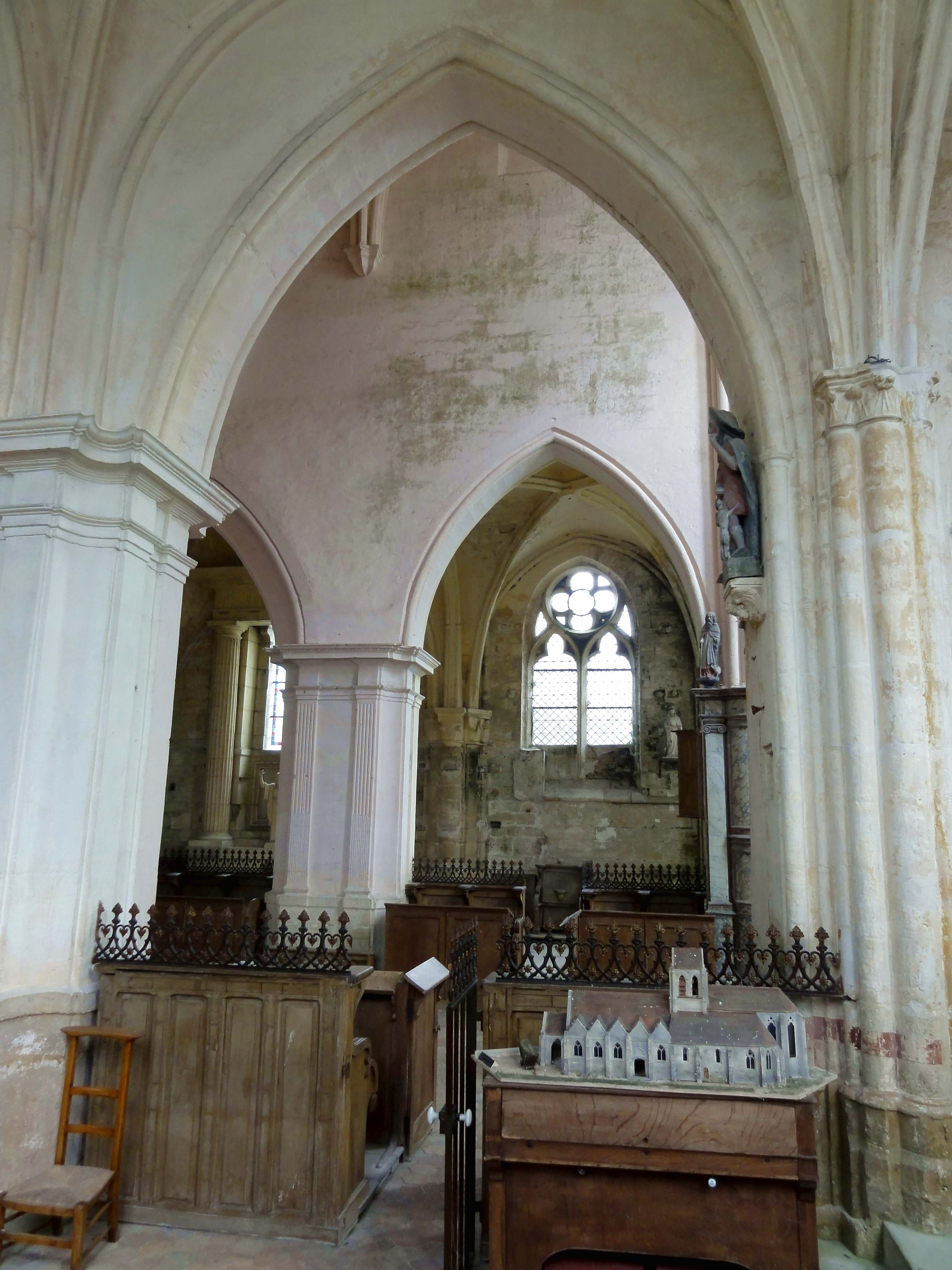
Vue par la 2e grande arcade du sud.
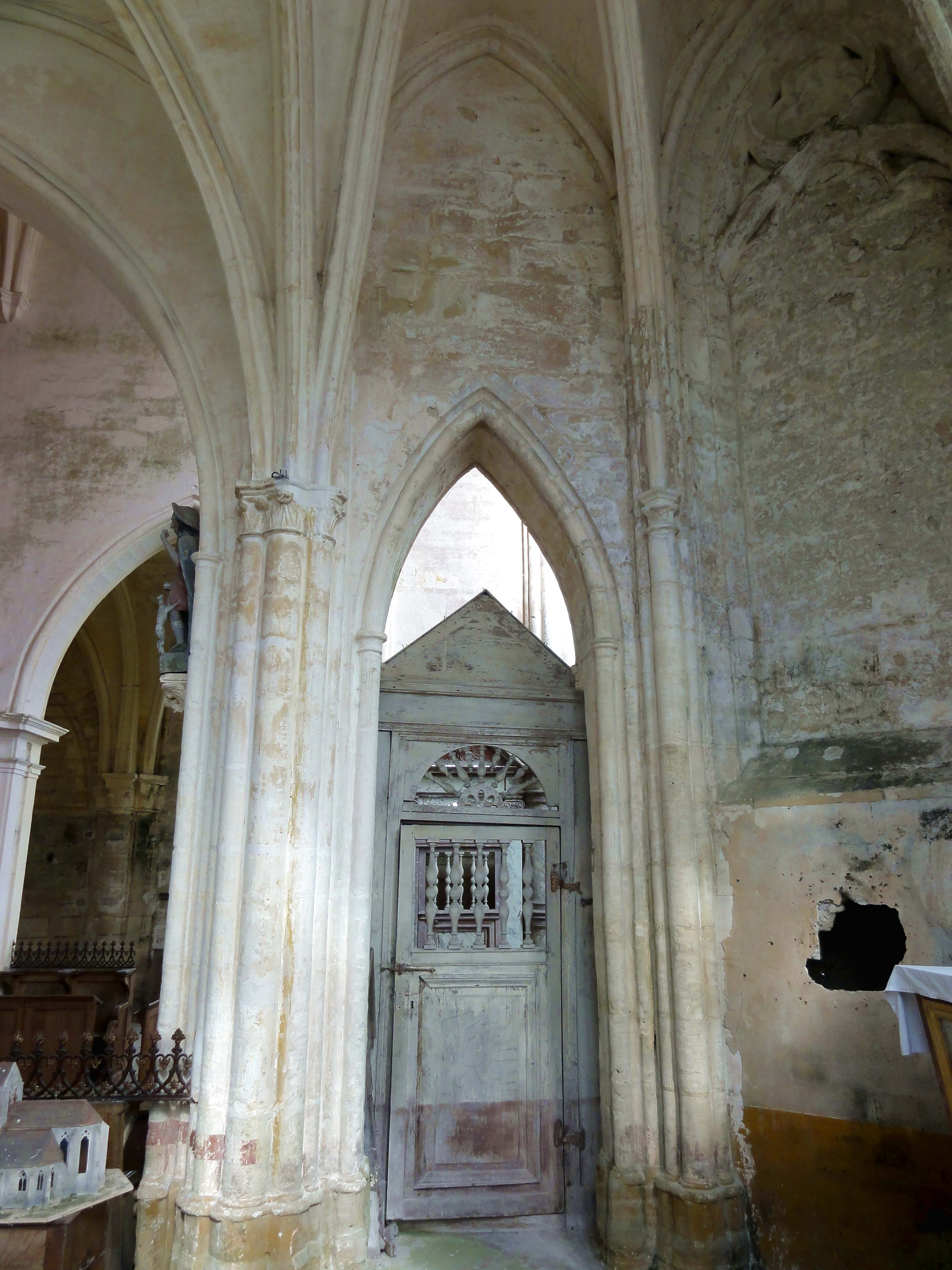
Chapelle latérale sud, côté nord.
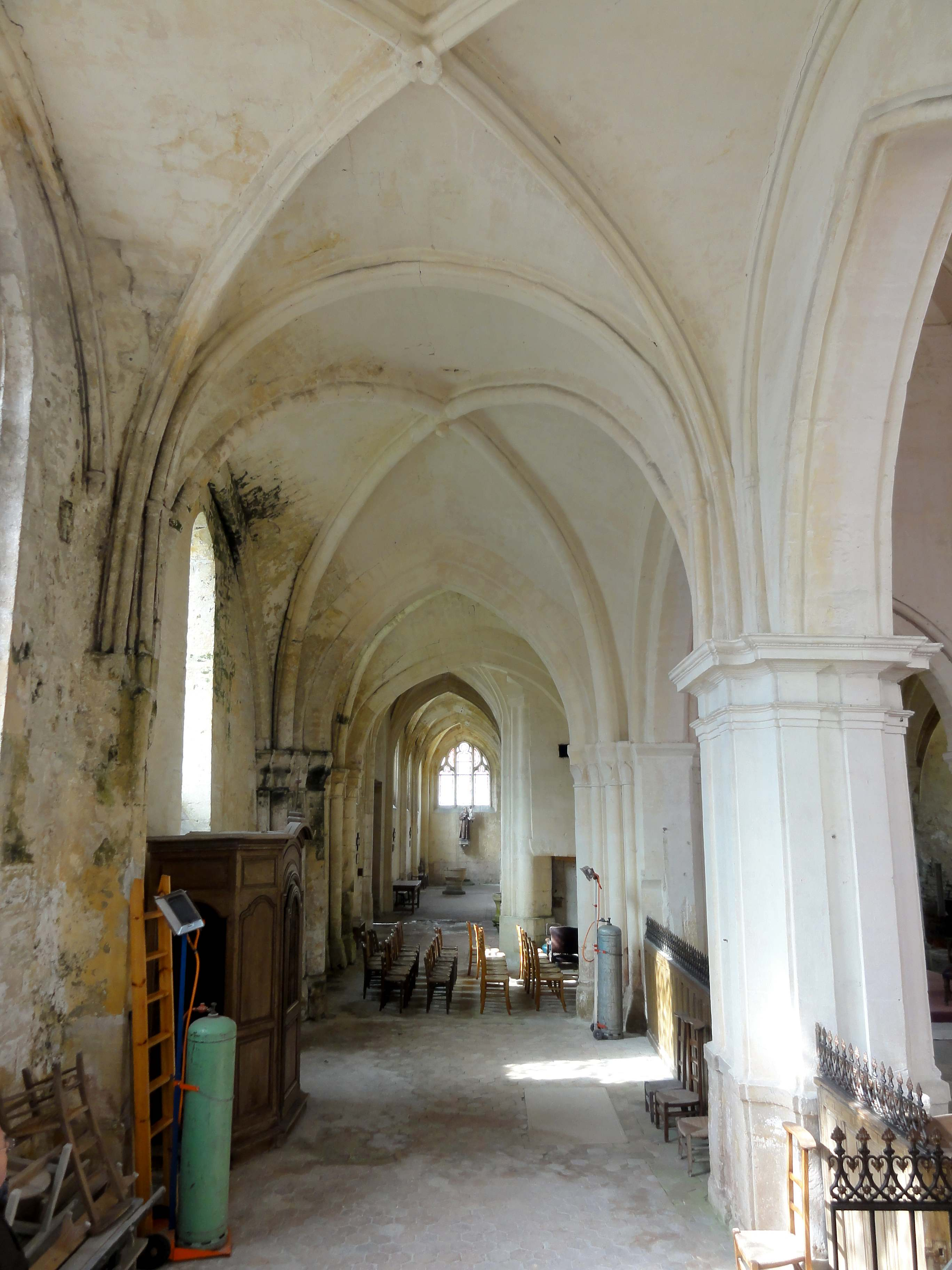
Bas-côté sud, vue vers l'ouest.
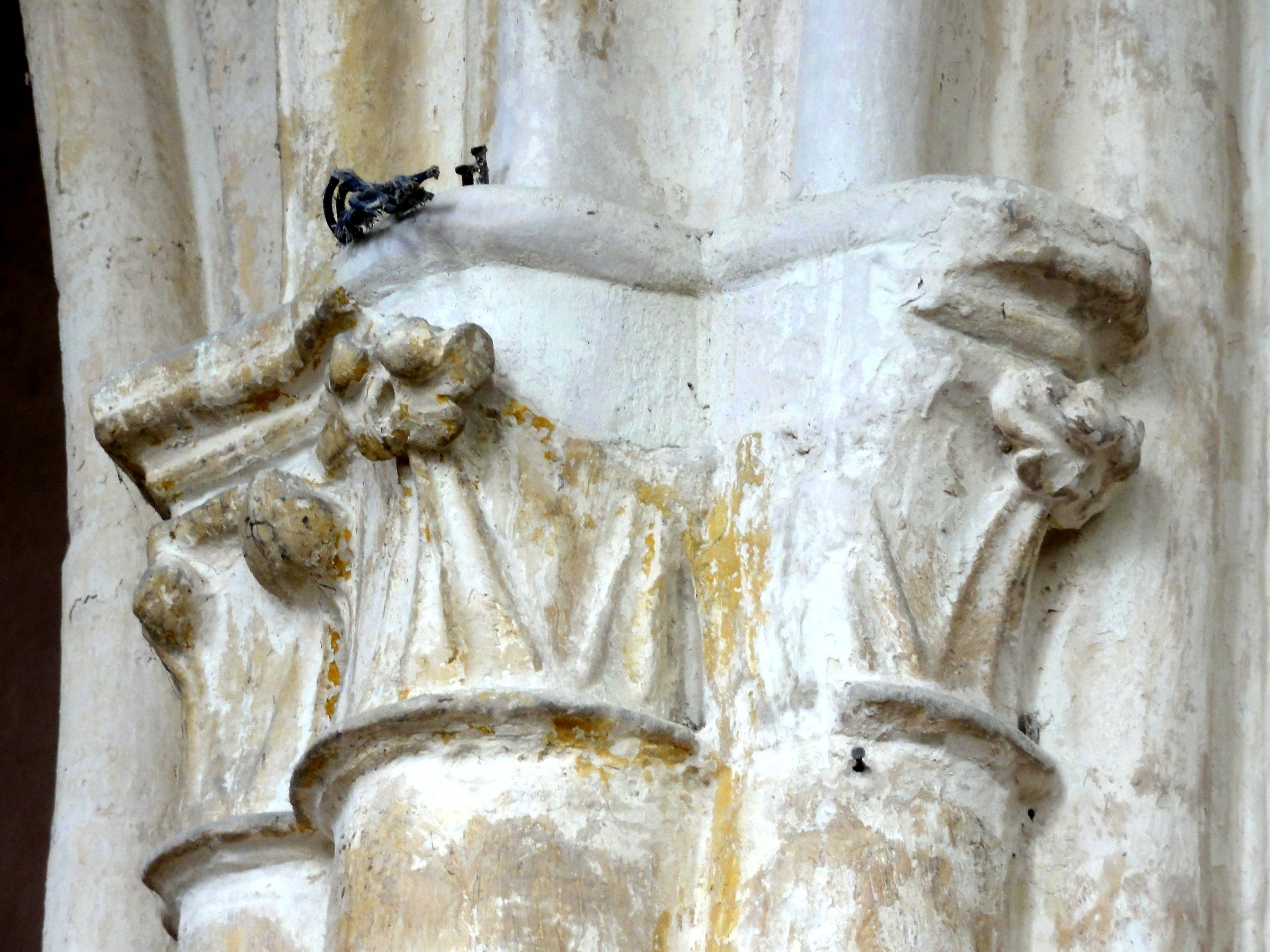
Bas-côté sud, chapiteaux du dernier doubleau.

### Extérieur

#### Façade occidentale

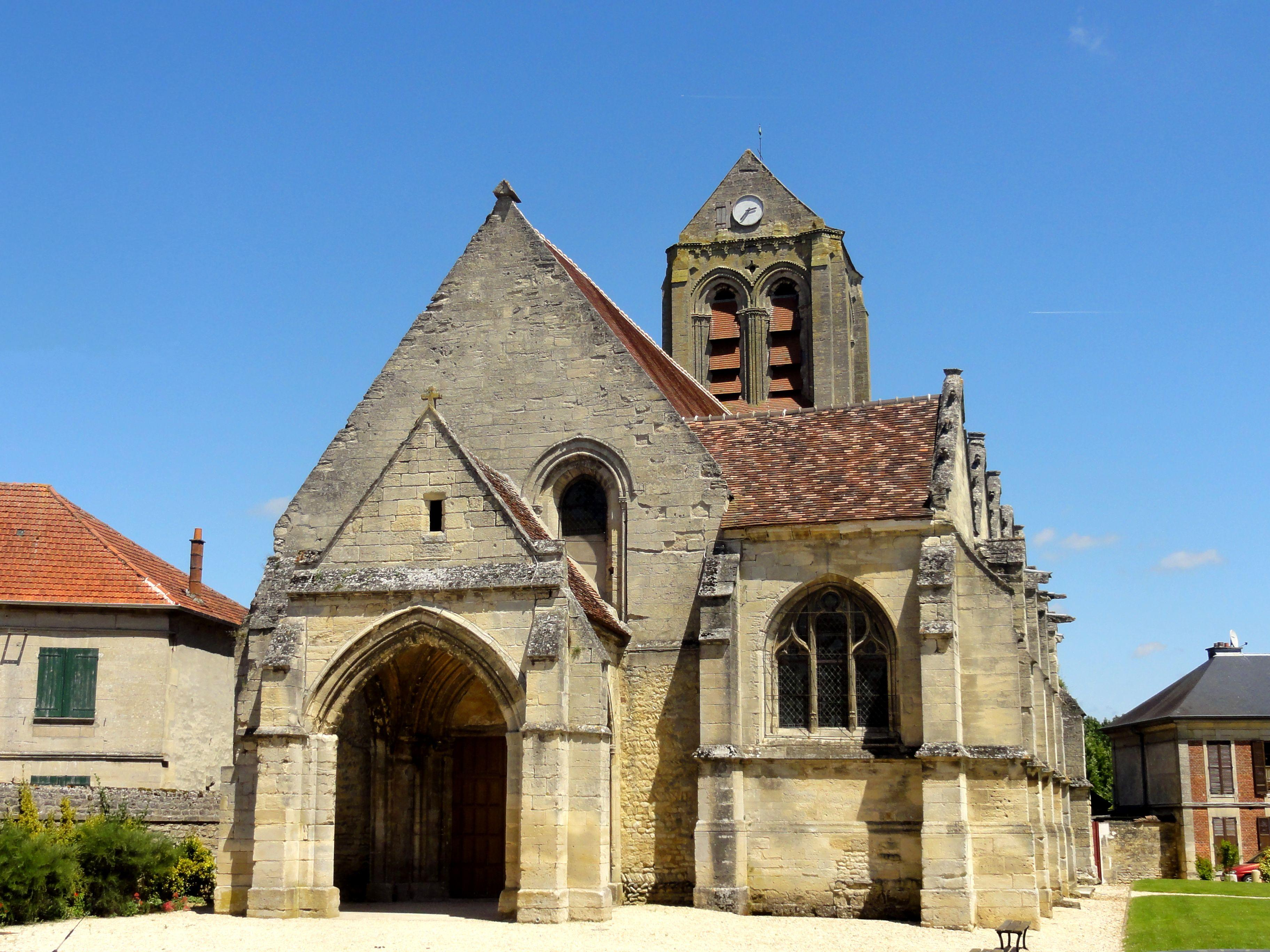
Façade occidentale.

La façade occidentale comporte des éléments de quatre époques différentes, dont les trois premières ne se rattachent à aucune des quatre campagnes de construction principales de l'église. De part et d'autre du porche, des pans de mur en opus spicatum suggèrent une datation du XIe siècle. Les parties hautes de la façade de la nef et le pignon sont tout au contraire en pierre de moyen appareil. Deux fenêtres parallèles de la seconde moitié du XIIe siècle éclairent la nef. Ce sont des lancettes simples en arc légèrement brisé, à double ébrasement, cantonnées de deux fines colonnettes à chapiteaux, et surmontées d'un bandeau doublement biseauté en forme de sourcil. Si ces fenêtres étaient en plein cintre, elles pourraient être considérées comme contemporaines des parties orientales romanes, mais en l'occurrence, une datation de la seconde moitié du XIIe siècle est plus probable. La façade de Cauvigny présente des traces de deux fenêtres analogues. La partie inférieure des baies est bouchée depuis l'adjonction du porche au début du XIIIe siècle. Dans la région, c'est l'un des rares exemples de porches de cette époque, et il est très soigneusement construit et voûté d'ogives, comme le porche de Mello. Il est formé par trois arcades en tiers-point et un toit. Les angles sont flanqués de deux contreforts orthogonaux, qui sont scandés par un larmier au niveau des impostes des arcades, et s'amortissent par un glacis formant larmier. Un larmier court également à la naissance du pignon, qui est percé d'une petite ouverture rectangulaire pour l'aération du comble, et sommé d'une croix en antéfixe,.
L'arcade occidentale du porche s'ouvre entre deux demi-colonnes sans chapiteaux, et présente un profil prismatique typiquement flamboyant, ce qui indique une réfection au moment de la reconstruction de la nef et de la construction du collatéral sud. Les angles des piédroits des arcades latérales sont agrémentés de grêles colonnettes à chapiteaux, dont le diamètre correspond aux tores qui flanquent le méplat central de l'intrados. Le portail lui-même est cantonné de deux colonnettes analogues, puis, à peu de distance, une paire de colonnettes s'y ajoute à gauche et à droite. Ces six colonnettes à chapiteaux supportent une triple archivolte torique. Le tympan et le linteau d'origine ne se sont malheureusement pas conservés. Le linteau actuel est en bois, et peut être qualifié de provisoire. Le portail rectangulaire comporte deux vantaux en bois, qui mesurent 320 cm de hauteur, et 115 cm de largeur chacun. Le décor à plis de serviette, de deux types différents, renvoie au XVIe siècle. Ces vantaux ont été classés au titre objet en 1912, et restaurés en 1989 par M. Perrault. Le plafond du porche est voûté d'ogives. Les voûtains gardent des traces de peintures murales, dont l'une représentait le Christ juge. Les ogives sont au profil d'un tore placé sur un bandeau aux angles abattus, et retombent sur des colonnettes à chapiteaux à l'ouest, et sur des ressauts du mur à l'est. Tout le reste de la façade date du second quart du XVIe siècle, à savoir les trois contreforts, et le mur-bahut et la fenêtre occidentale du collatéral. Un larmier marque la limite du mur-bahut, et est également présent sur les trois faces des contreforts. Ils sont également scandés par un larmier, qui est curieusement proche du glacis sommital. L'on note également une retraite par une plinthe moulurée après la cinquième assise,,,.

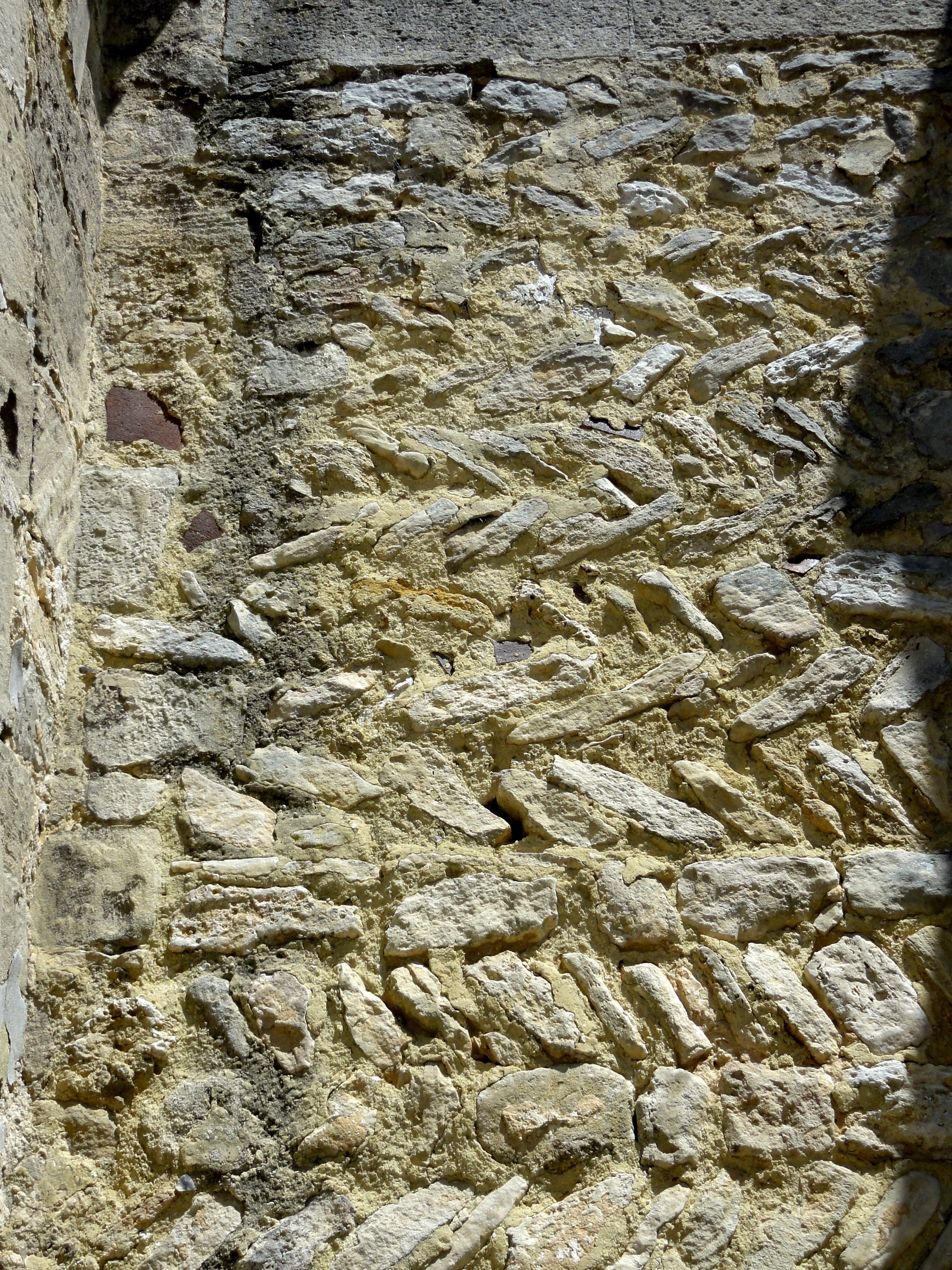
Appareil en opus spicatum du XIe siècle.
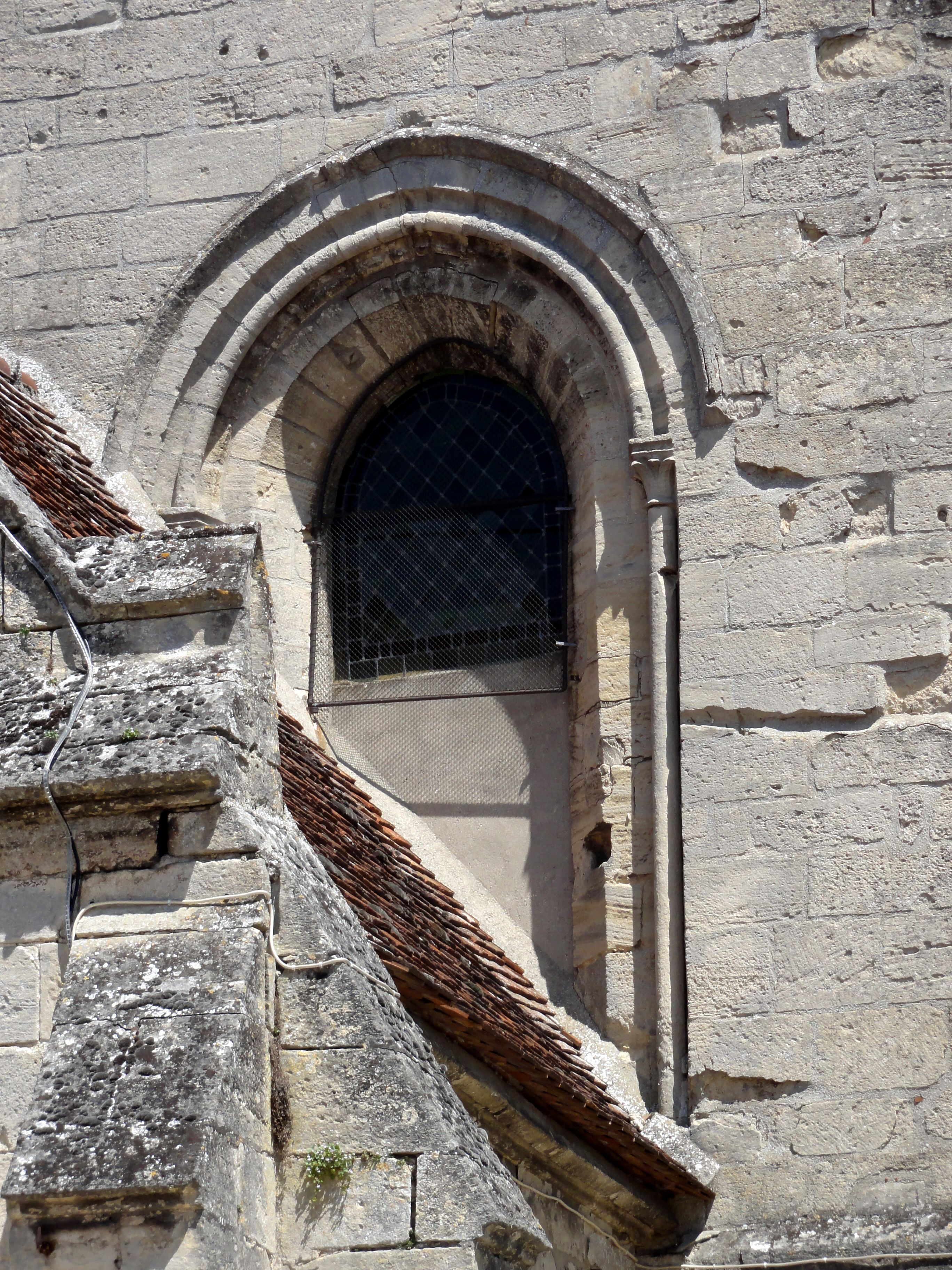
Fenêtre de la 2e moitié du XIIe de la nef.
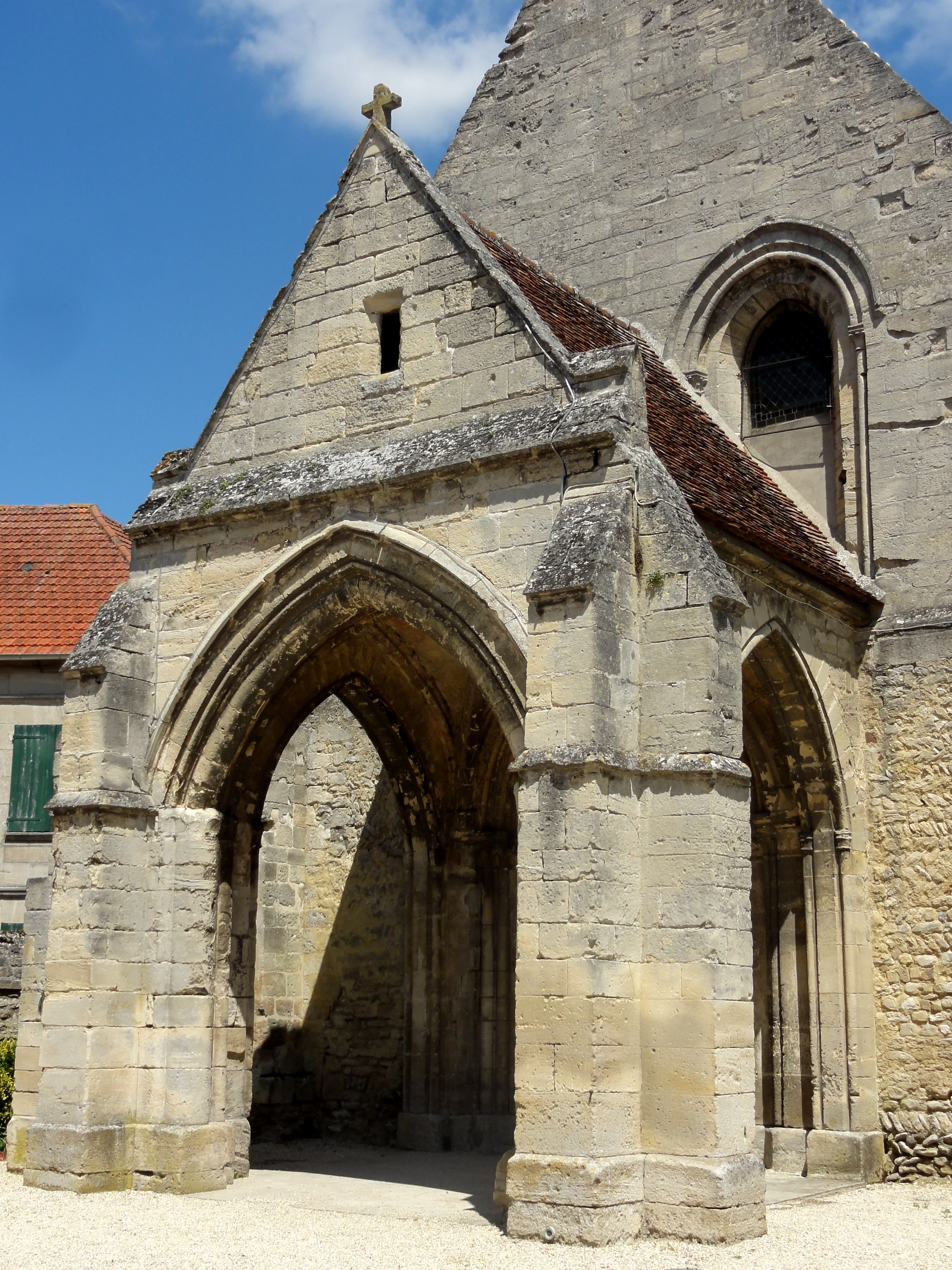
Porche du début du XIIIe, vue depuis le sud-ouest.
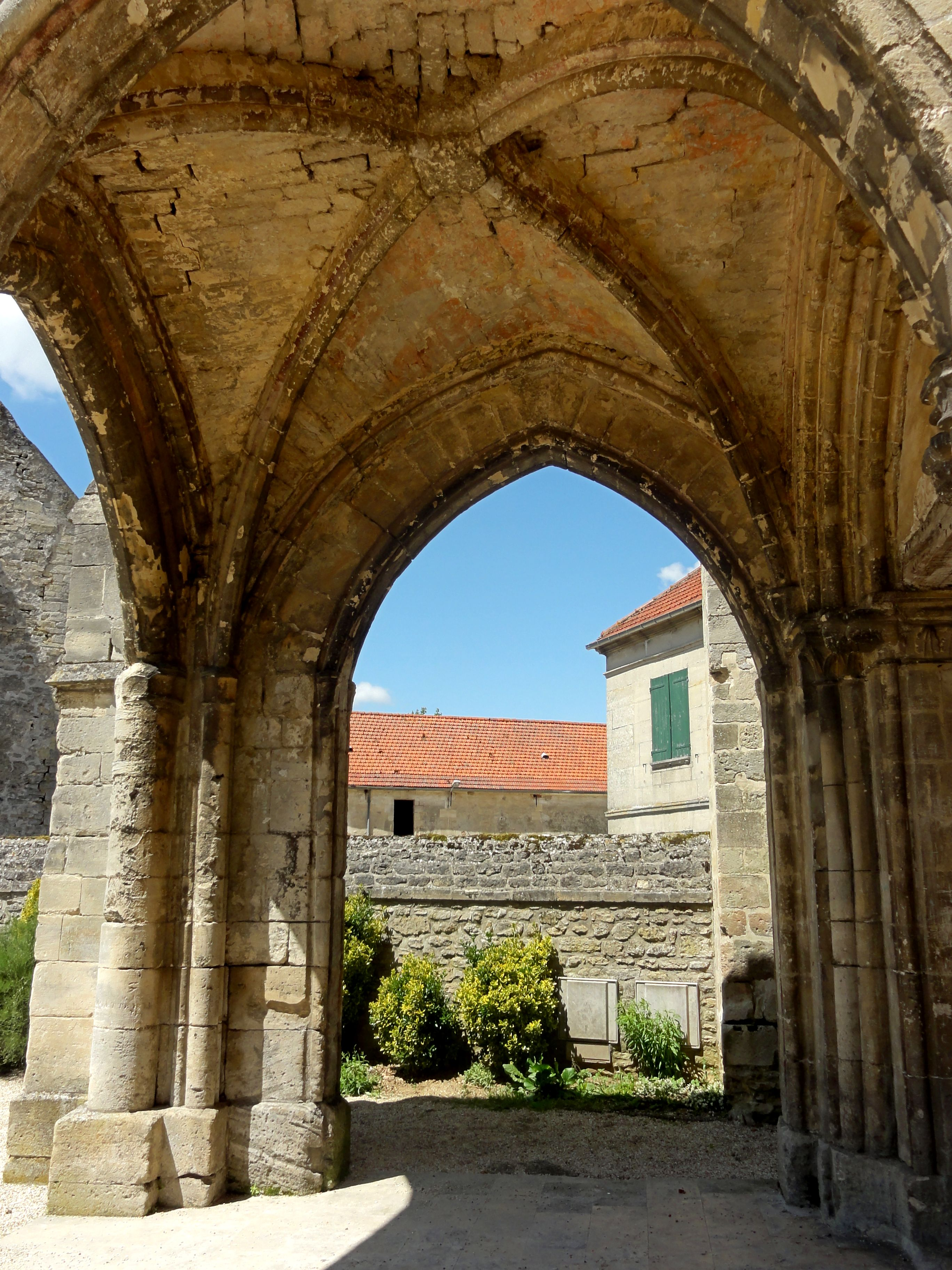
Intérieur du porche, vue vers le nord.
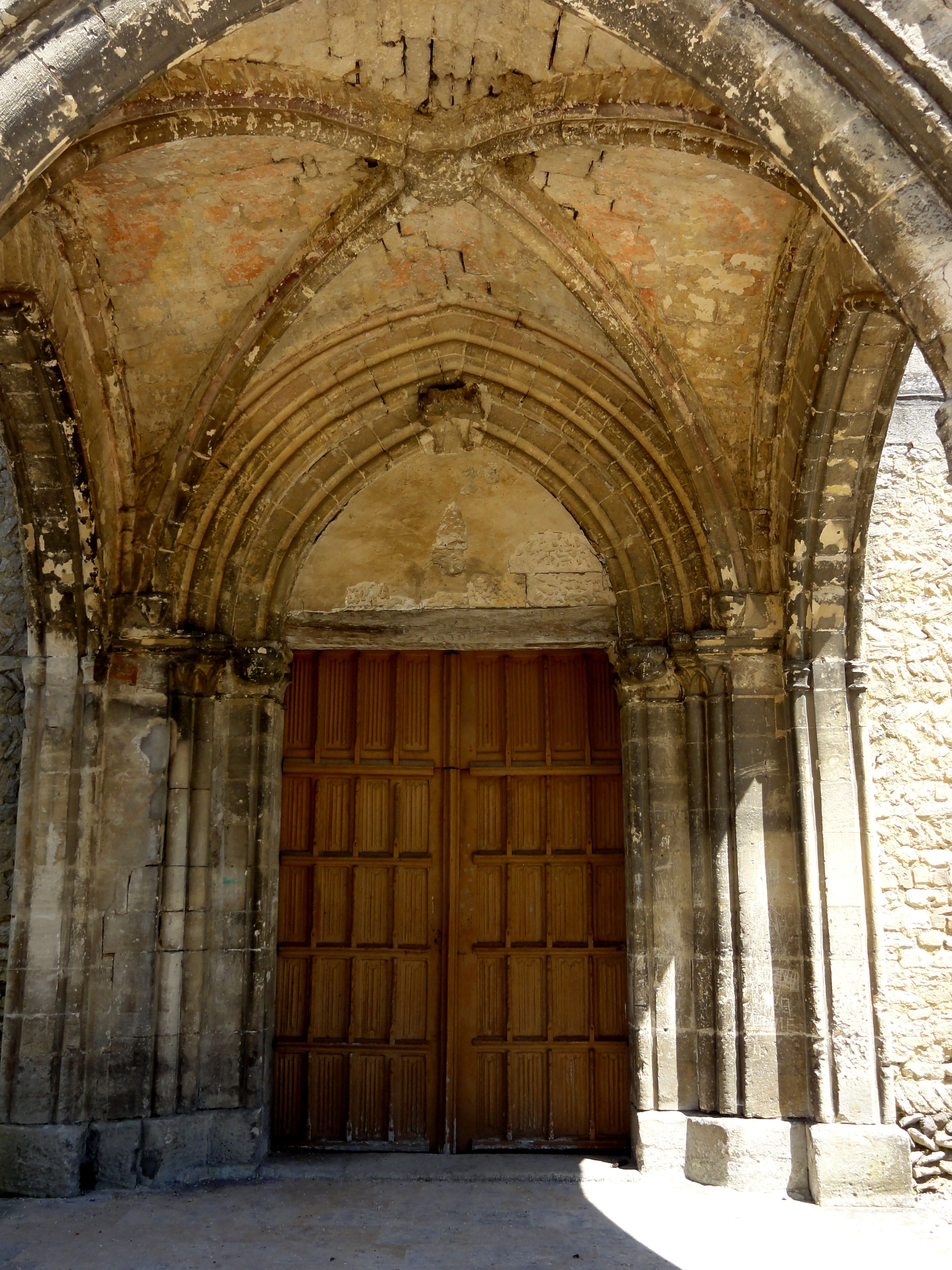
Portail occidental avec vantaux du XVIe siècle.
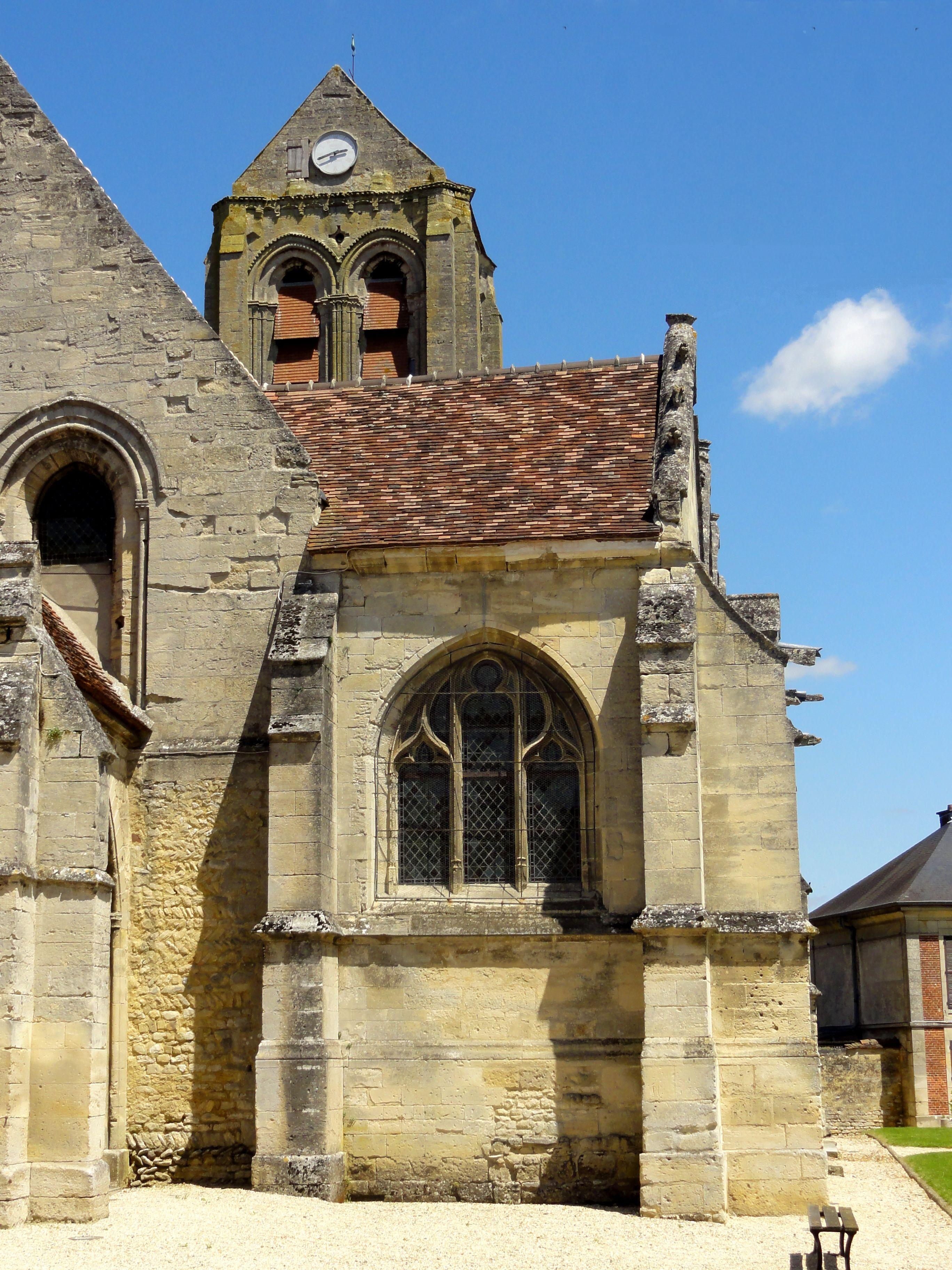
Mur occidental du collatéral, 2e quart XVIe.

#### Clocher

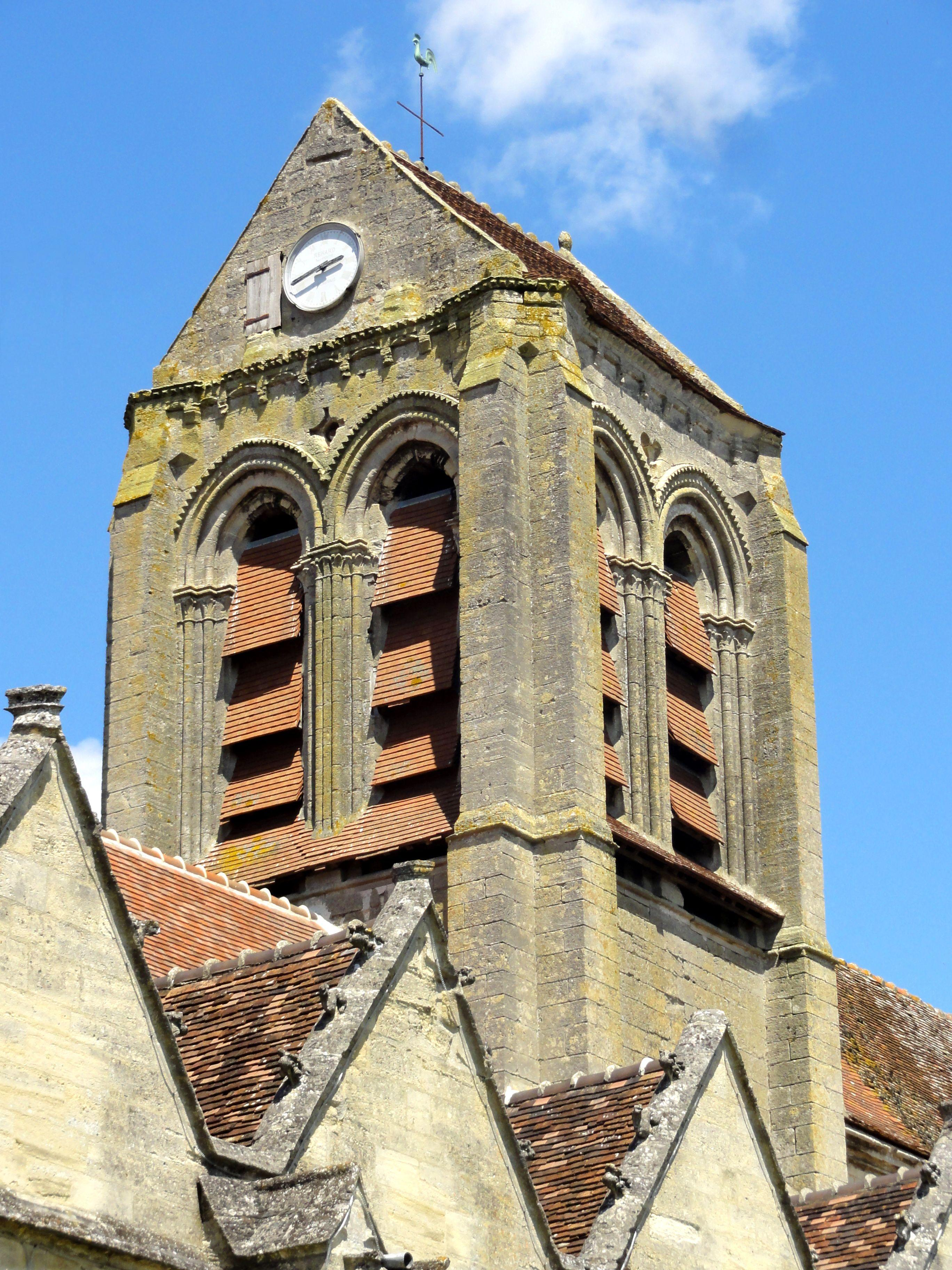
Clocher, angle sud-ouest.

Le clocher en bâtière s'élève au-dessus de la croisée du transept. Chaque angle est flanqué de deux contreforts orthogonaux, moyennement saillants et pas trop larges. Un étage intermédiaire aveugle a pour vocation de dégager l'étage de beffroi des toitures. Après une retraite par un larmier qui va tout autour, celui-ci est percé, sur chaque face, de deux baies abat-son en arc brisé, qui s'ouvrent entre six fines colonnettes à chapiteaux, et sous une triple archivolte. La voussure inférieure est simplement taillée en biseau ; le rang de claveaux médian présente un tore non dégagé ; et l'archivolte supérieure est moulurée d'un tore dégagé. Elle est surmontée d'un cordon de têtes de clous, qui retombe sur une tête grimaçante au centre, et s'estompe dans les contreforts latéralement. Au-dessus de la tête grimaçante, le mur est percé d'un losange, d'un cercle ou d'un cœur. Les murs se terminent par une corniche intéressante et complexe, qui repose sur des modillons sculptés de motifs géométriques simples ou de masques. Chaque segment de la corniche circonscrit un élément en segment de cercle, dont l'intrados est biseauté. Un cordon de grosses têtes de clous fait le tour du clocher au-dessus de la corniche proprement dite, y compris sur le couronnement des contreforts. Planté sur les glacis sommitaux des deux contreforts voisins, celui-ci évoque le soubassement, de plan trapézoïdal, de clochetons d'angle de plan hexagonal. Une flèche de pierre de plan octogonal devait donc être projetée, mais finalement, l'on s'est contenté d'un toit en bâtière avec des pignons purement fonctionnels à l'ouest et à l'est.

#### Élévation méridionale et chevet

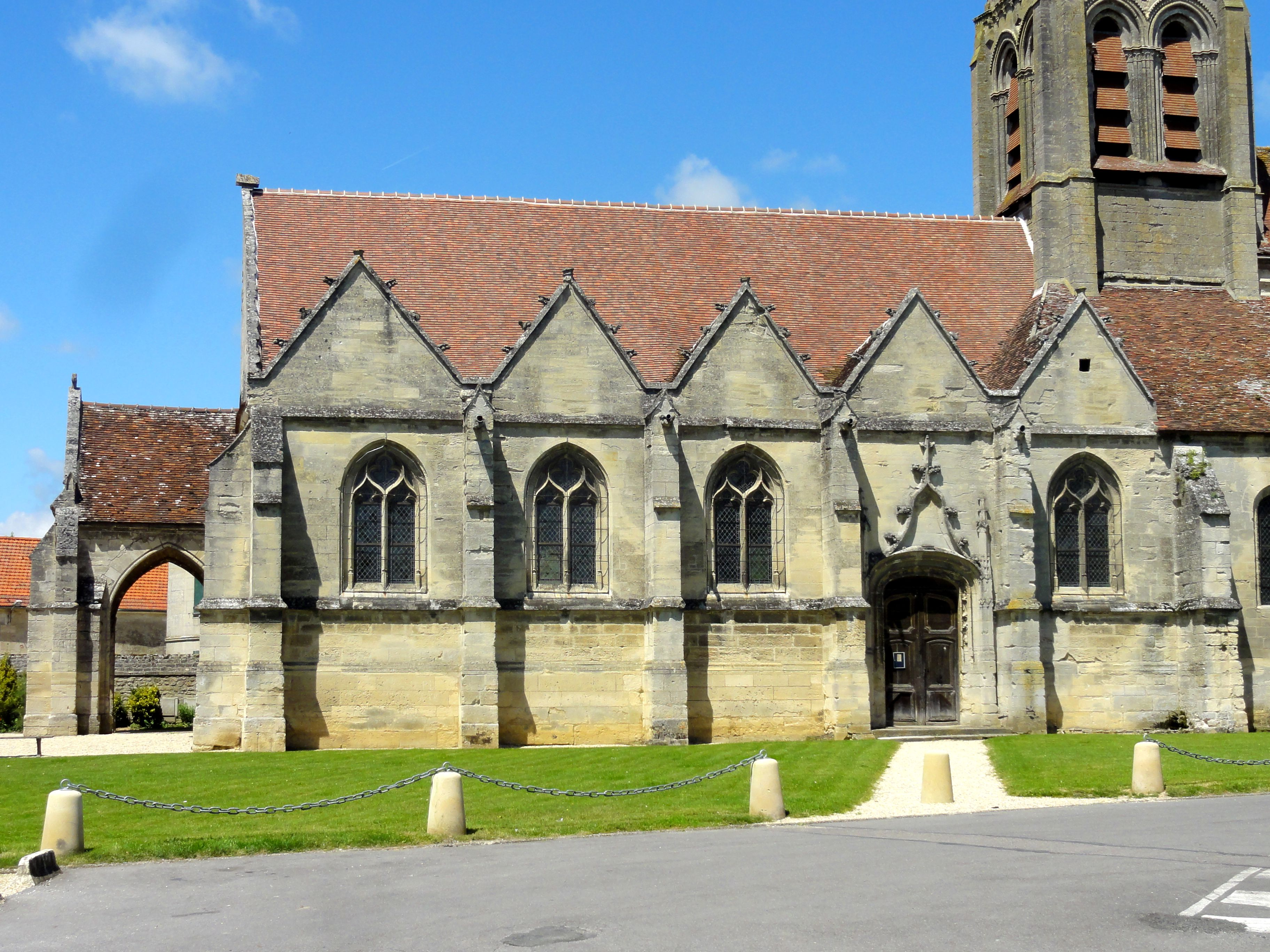
Collatéral sud.

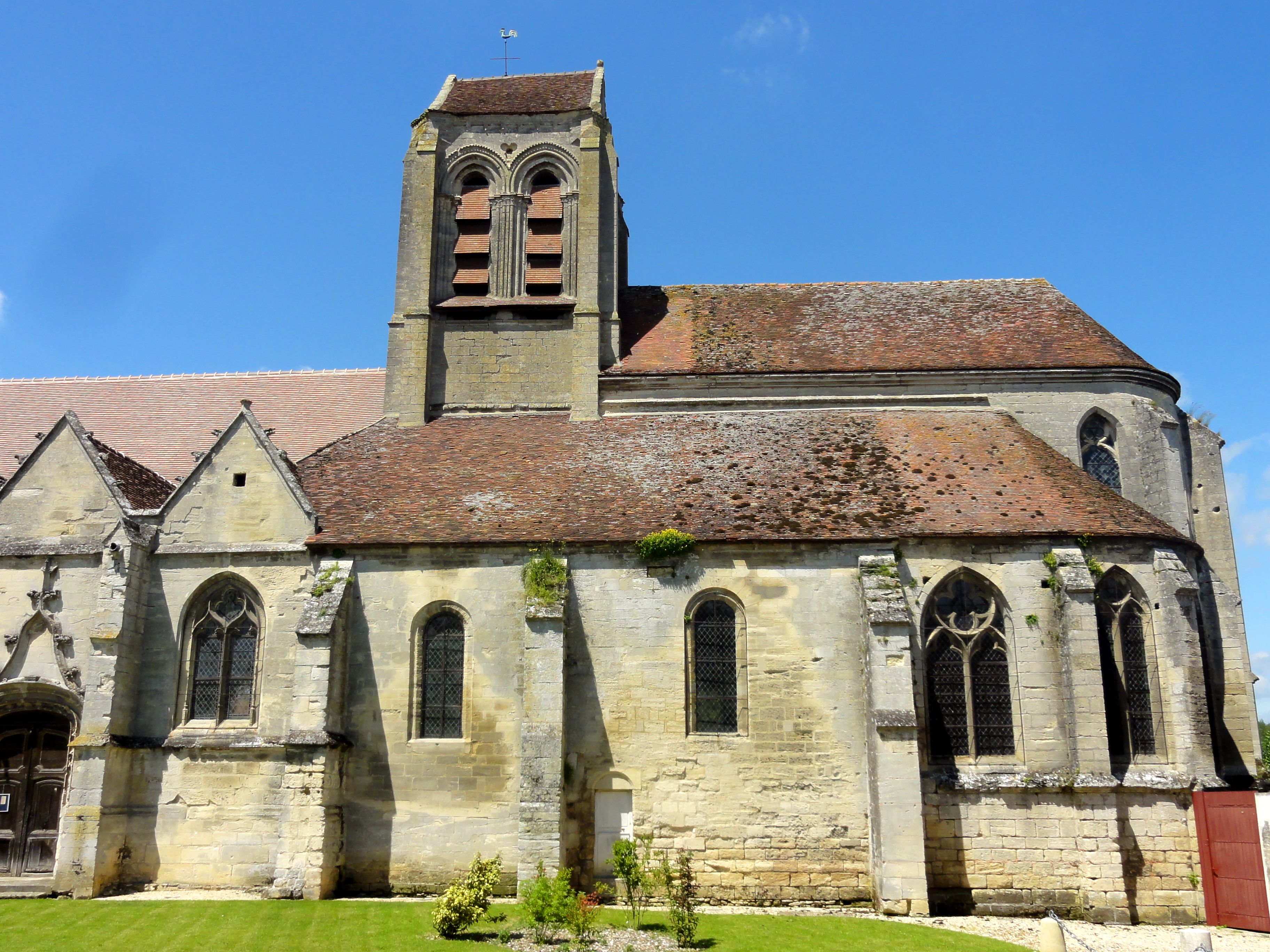
Parties orientales.

L'élévation septentrionale n'étant pas visible depuis le domaine public et en grande partie cachée par des constructions mitoyennes, la description doit se limiter à l'élévation méridionale. Le collatéral de la nef se caractérise par une enfilade de cinq petits pignons, qui correspondent aux toits en bâtière indépendants de chacune de ses travées. La charpente de la nef prévoit déjà ces cinq toitures perpendiculaires. Le maître d'œuvre du second quart du XVIe siècle n'a donc pas cherché la facilité, contrairement à ce qui s'observe à l'extérieur de nombreux édifices flamboyants du milieu rural, où la sobriété et la simplicité sont de mise. L'appareil en pierre de taille est de belle facture, avec des joints très minces. Les rampants sont garnis de petites chimères bien conservées, et reliés les uns aux autres par de courtes sections horizontales au-dessus des contreforts. Sauf le premier et le dernier, ceux-ci sont recouverts de chaperons en bâtière, et les petits gâbles sont décorés d'une arcature trilobée plaquée. Un peu plus bas, une gargouille fait saillie dans l'axe de l'intervalle entre deux travées, et permet l'évacuation des eaux pluviales. Un larmier court à la limite des pignons, qui est relié aux glacis du premier et du dernier contrefort. À l'instar des contreforts occidentaux, les contreforts du versant sud sont également scandés par un larmier au niveau des impostes des fenêtres, et un autre larmier souligne la limite des allèges. En bas des murs, l'on note également la plinthe observée sur la façade. Les fenêtres sont entourées d'une gorge, et affichent un réseau de deux lancettes aux têtes tréflées, surmontées d'un soufflet et de deux étroites mouchettes. Le portail latéral de la quatrième travée mérite une mention spéciale. Il est en anse de panier, et les jambages et l'archivolte sont moulurés de trois gorges continues. La voussure inférieure est agrémentée d'une frise de feuilles de vigne. Deux minces contreforts décorés de clochetons plaqués aboutissent à des pinacles. Le décor est complété par une accolade terminée en arc en mitre, à l'extrados garni de feuilles frisées.
Comme à Cambronne-lès-Clermont, les croisillons sont assimilés aux bas-côtés du chœur par l'absence de pignon, et le toit en appentis commun. Le caractère roman du croisillon sud et de la travée suivante n'est pas mis en évidence par l'architecture. Les murs sont en pierre de moyen appareil. Le contrefort à gauche du croisillon est celui du collatéral flamboyant de la nef. Le contrefort à l'intersection entre les deux travées pourrait être authentique ; il se retraite une fois par un fruit et s'achève par un glacis pentu formant larmier. Les pourtours des fenêtres sont placés en retrait par rapport à la surface murale, ce qui est également le cas des baies occidentales de la nef. Les fenêtres sont relativement grandes, en plein cintre, et à double ébrasement. Au début du bas-côté du chœur, l'on voit une petite porte rectangulaire sous un haut linteau, qui est taillé de sorte à suggérer un tympan en plein cintre. En ce qui concerne des parties du troisième quart du XIIIe siècle, elles sont réalisées en pierre de taille, mais extrêmement sobres. La forme en hémicycle des trois absides séduit toutefois. Le vaisseau central a pour corniche trois tablettes superposées. Les toits des bas-côtés sont délimités supérieurement par un bandeau, situé deux assises en dessous de la corniche. Il n'y a de contreforts qu'entre les pans de l'abside. Les contreforts sont scandés par un larmier, et s'amortissent par un glacis formant larmier, sans différence fondamentale avec les contreforts en façade et au début et à la fin du collatéral de la nef. À la limite des allèges, l'on voit du reste le même larmier qui termine le mur-bahut du collatéral. L'on note encore que les fenêtres sont enfoncées dans le mur de sorte à ne pas laisser apparaître les meneaux latéraux, et les lancettes des fenêtres des bas-côtés et des chapelles se fondent latéralement dans les jambages. Les similitudes avec le collatéral de la nef et la modénature aigüe des réseaux des fenêtres pourrait faire croire à une construction de la phase de transition entre le style rayonnant et le style flamboyant, du temps de la guerre de Cent Ans.

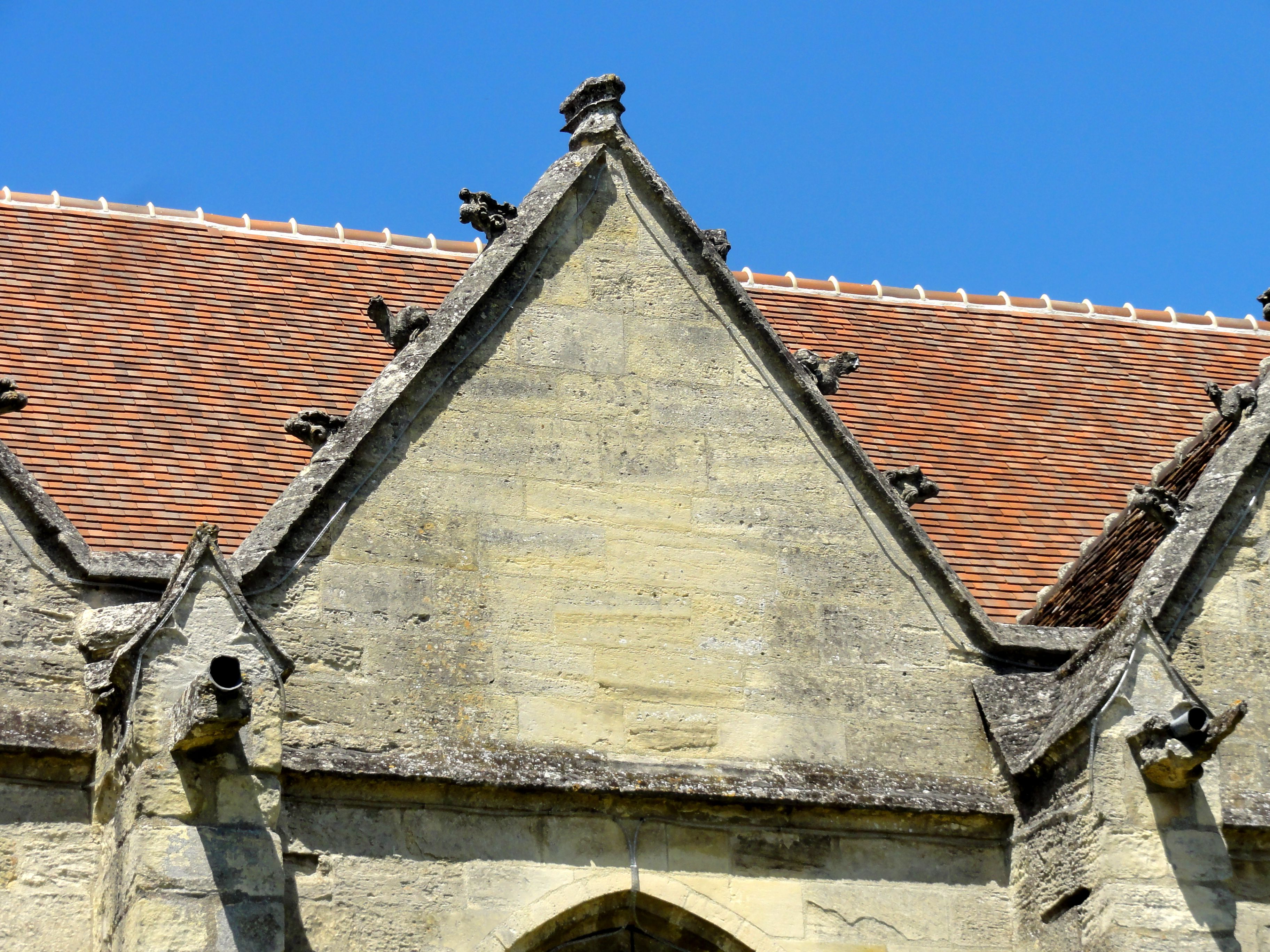
Pignon du collatéral.
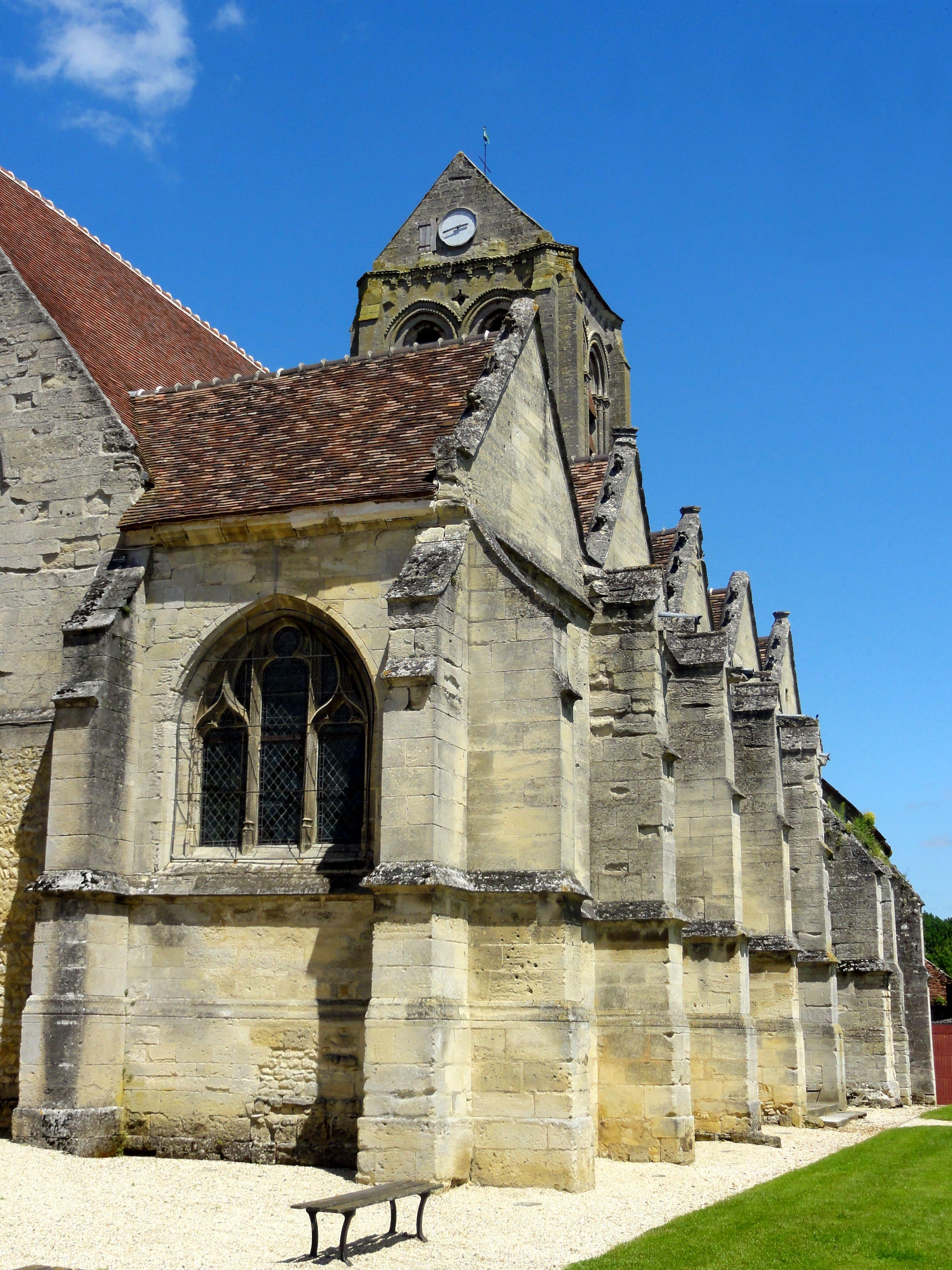
Collatéral sud.
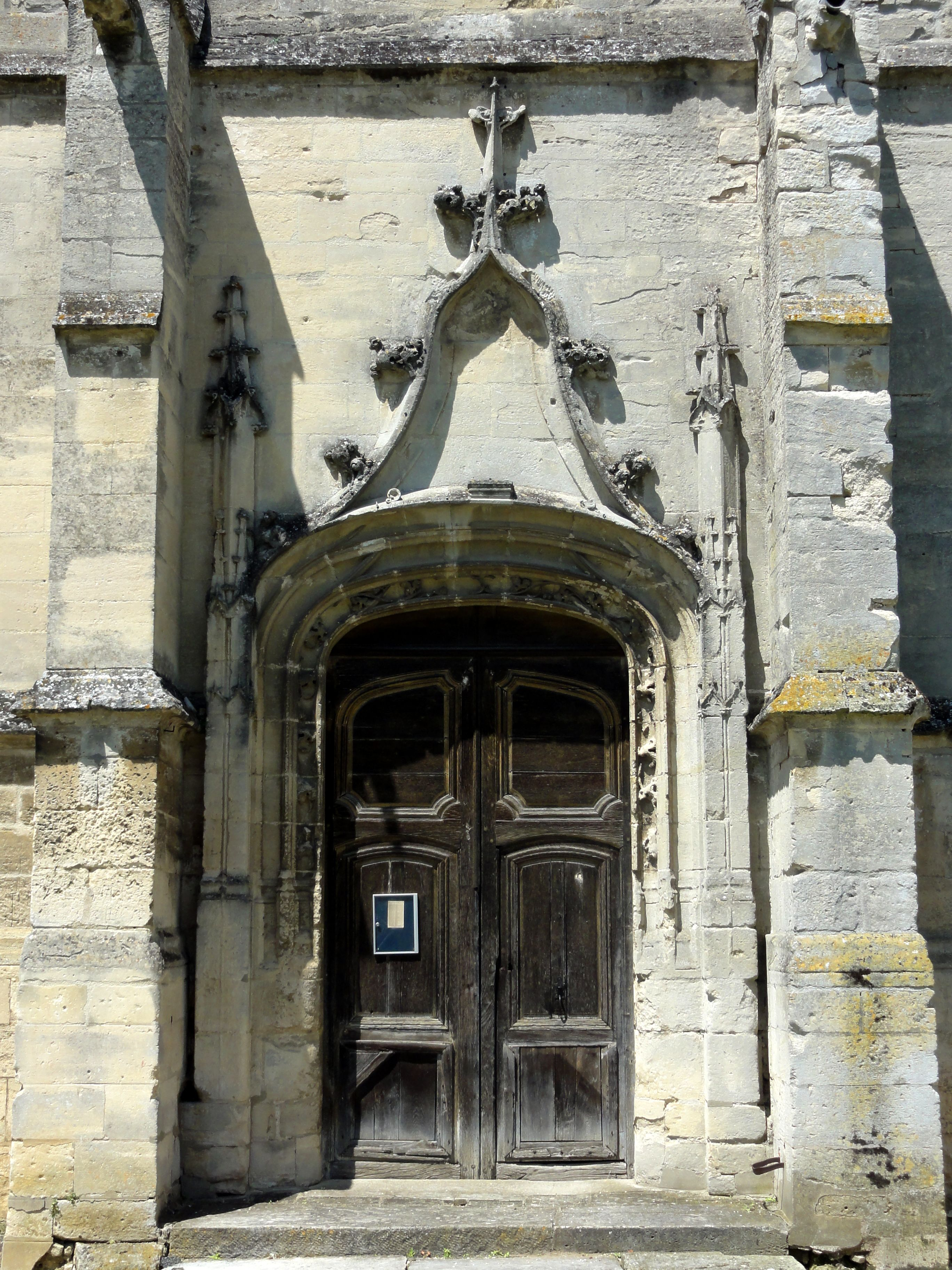
Portail latéral sud.
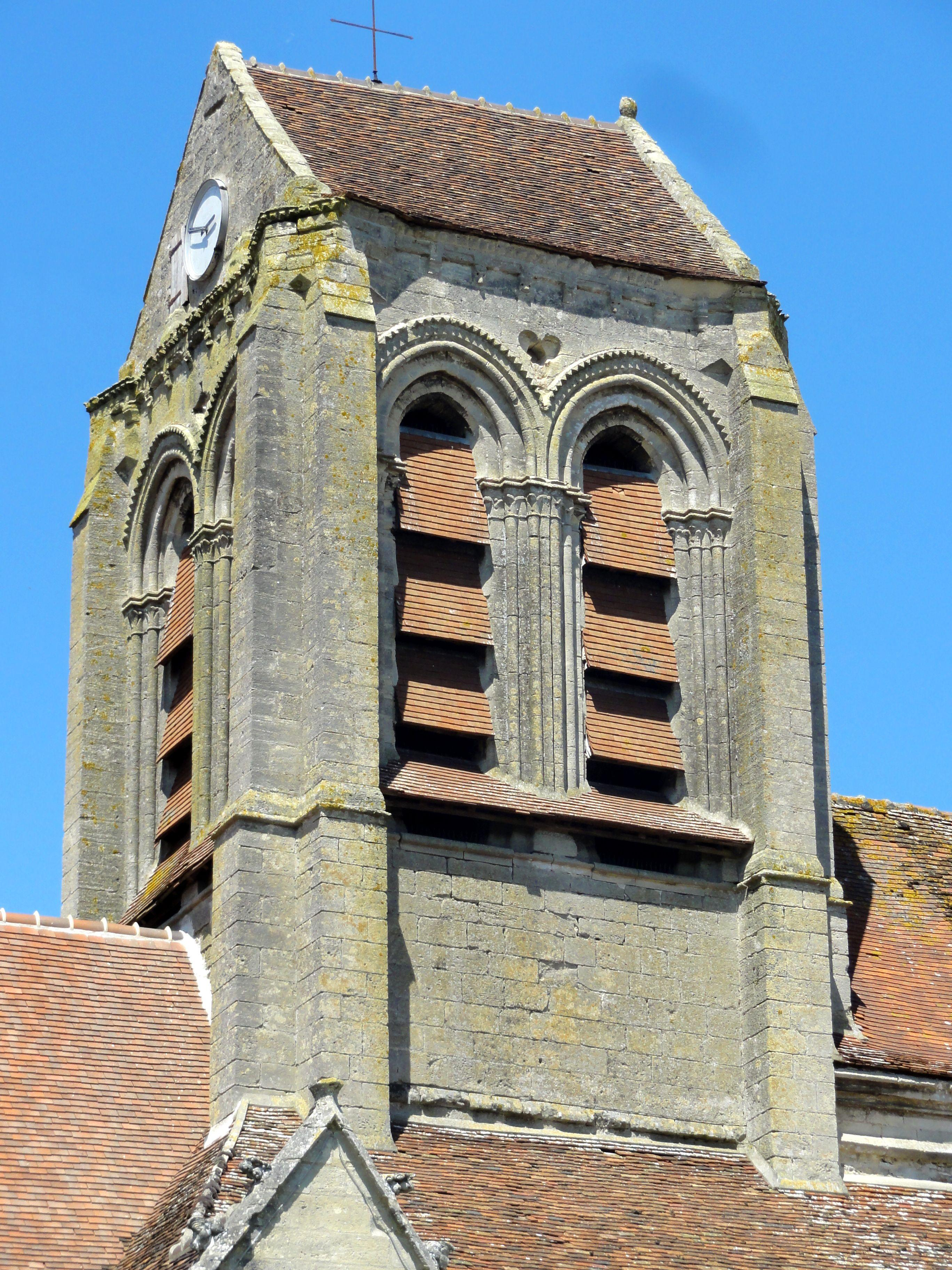
Clocher, côté sud.
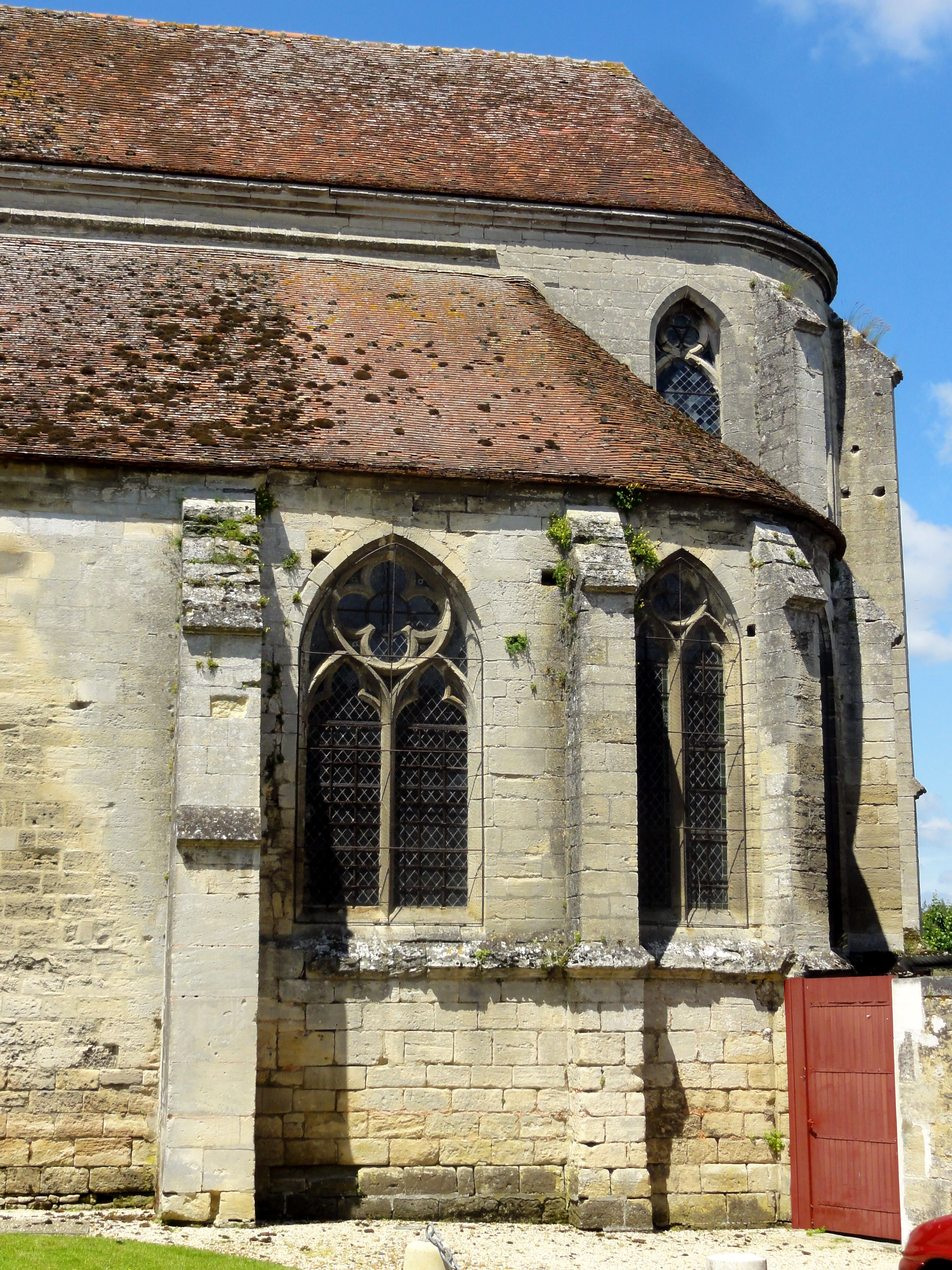
Absides.
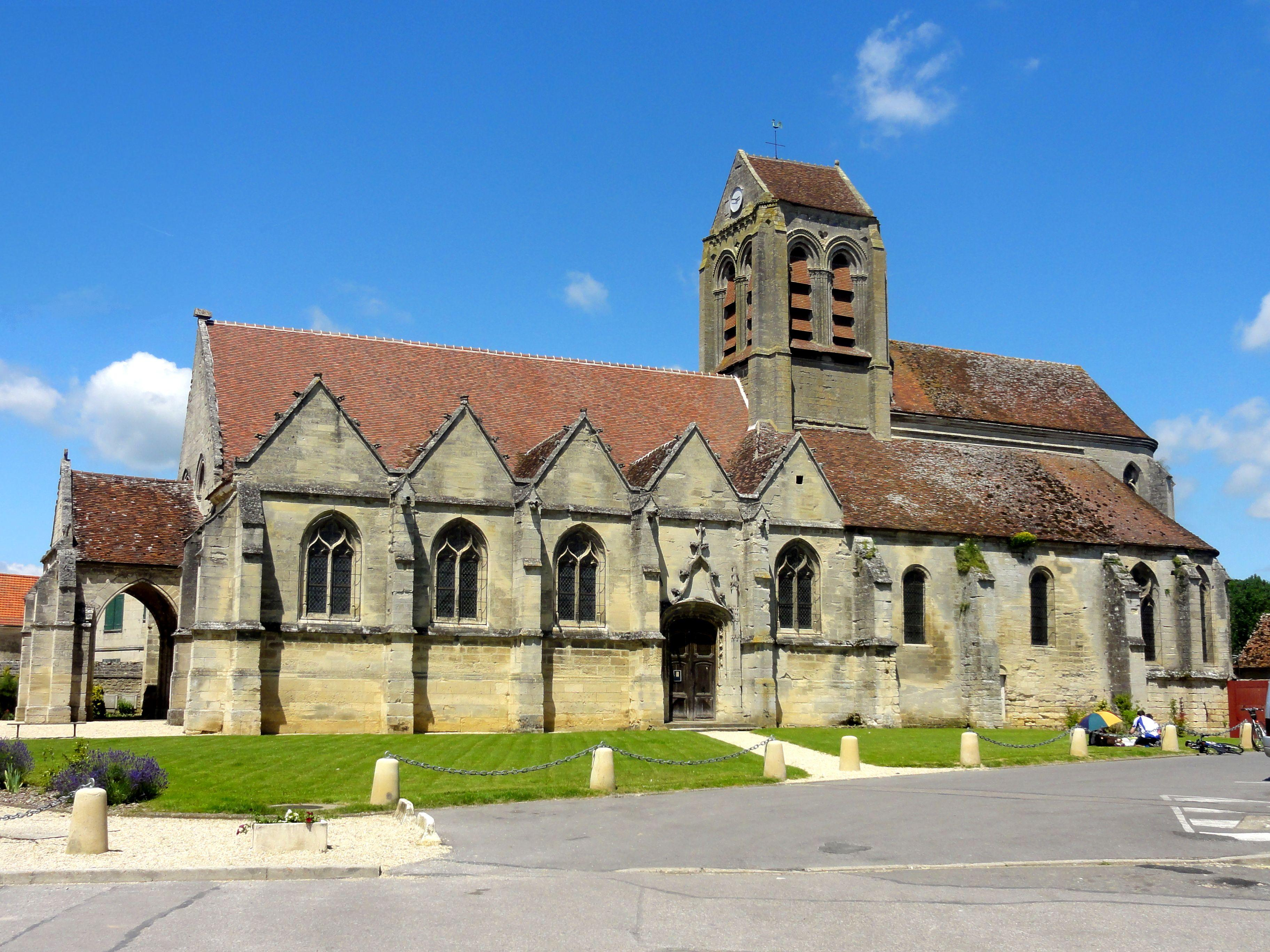
Vue générale.

## Mobilier
Parmi le mobilier proprement dit de l'église, quatre éléments sont classés monument historique au titre objet, ainsi que les vantaux de la porte (voir ci-dessus), la cloche, et les fragments de vitraux des deux verrières no 0 et no 8. Tous ces classements ont été effectués par un arrêté du 5 novembre 1912.

### Mobilier liturgique et divers
- La cloche en bronze date de 1730. Ses dimensions n'ont pas été prises. Elle a été bénite par l'abbé Lucas, assisté de son vicaire Levieil, et baptisée au nom de Marie-Madeleine. L'inscription sur la cloche renseigne sur les deux parrains, qui sont présents lors de la bénédiction : « Fondue en 1730 par Nicolas et Dominique Guion, parrain messire de Vendeuil marquis de Dieudonné, marraine Marie-Madeleine Geneviève de Linasse supérieure de la maison royale de Saint-Louis de Lyon »[35],[36].
- Le 27 mars 1557, les marguilliers de la fabrique d'Ully-Saint-Georges passent un marché avec Nicolas Roger, brodeur à Beauvais, pour faire « trois chappes, ung chasuble, tunicque et domaticque, doffroys de damas cafait blanc à une fleur garny d'offrois de satin rouge et bordées de bordures d'or de masse, le meillieur après or de chippre, le tout bien et duement fait et parfait, qu'il a promis de livrer bénit, scavoir lesd. chasubles, tunicque et domaticque en dedens le jour de Pasque communiaux prochain venant »[37].
- Le bénitier face au portail latéral est placé sur un chapiteau à crochets de la première période gothique. Le bénitier lui-même est sculpté dans un bloc de pierre monolithique mesurant seulement 58 cm de hauteur, et 56 cm de diamètre. Il est rond à la base, puis, à partir d'une retraite par un biseau, la cuve s'élargit successivement et passe vers un plan octogonal près de la bordure. Celle-ci est entourée d'un gros boudin aplati, ainsi que d'un large filet. Le bénitier et son support sont recouverts de mousse[38].
- Le confessionnal dans le style du XVIIIe siècle est tout sobre, mais de belle facture et mieux conservé que le reste du mobilier en bois. Il est décoré de panneaux à fenestrages, et la porte de la loge central est ajourée dans sa partie supérieure d'une grille formée par cinq balustres très fins en bois tourné.
- Les autels des chapelles latérales sont dédiés à la Vierge Marie (bas-côté nord) et saint Nicolas (bas-côté sud). Ils sont en bois, et décorés de l’initiale des saints, « M » et « N », entourée d'une guirlande de fleurs se dessinant devant une nuée entourée de rayons de lumière. Les tabernacles adoptent la forme de petits édicules. Un calice avec une hostie est visible sur la porte, et le couronnement est formée par une balustrade. Les retables sont des cadres vides, avec tympan cintré, et entourés d'un rang de perles. Les deux ensembles ont été restaurés.
- Depuis le XVIIe siècle, l'abside est agrémentée d'un lambris de demi-revêtement jusqu'à la limite du soubassement des fenêtres. Des pilastres ioniques alternent avec des panneaux à fenestrages. Les faisceaux de colonnettes sont contournés par des sections en hémicycle. Les étroites arcades vers les chapelles latérales sont fermées par des portes, dont la partie supérieure est ajourée grâce à une grille formée par cinq balustres en bois tourné. Au-dessus, un tympan également ajouré présente des balustres disposés concentriquement. Un balustre sur deux est suspendu dans le vide. Des feuillages se dessinent dans les écoinçons de part et d'autre du tympan. Sur le fronton triangulaire au-dessus des portes, se profile une tête de chérubin flanquée de deux ailes. Quelques petites crédences sont intégrées dans les boiseries. La piscine liturgique est dissimulée dans un placard mural. L'ensemble des boiseries est peint en faux-marbre en trois tons.
- Le tabernacle du maître-autel prend la forme d'un petit édicule d'ordre corinthien, et sa porte affiche un ostensoir en bas-relief. Le maître-autel, en bois, arbore un bas-relief où l'Agnus Dei est couché sur le livre aux sept sceaux, l'ensemble étant entouré de rayons de lumière.
- En 1652, Antoine Danjan ou Danjou, curé d'Ully-Saint-Georges de 1648 jusqu'à sa mort en 1669, est autorisé de réaménager le maître-autel et les deux autels des chapelles latérales. C'est donc très certainement l'abbé Danjou qui passe la commande pour le retable majeur. Il a pour mission de mettre en valeur le tableau de retable, et se limite donc à deux pilastres supportant un entablement, qui est couronné d'un grand plastron. Les pilastres sont sculptés de chutes de fleurs. En haut, des consoles sous les parties saillantes de l'entablement prennent la forme de têtes de chérubins. Les lettres « S » et « G » se lisent sur les parties saillantes, aux deux extrémités de l'entablement, et renvoient au saint patron de l'église, saint Georges. Sinon, la métope est sculptée de rinceaux, sauf la partie centrale, caché derrière le tympan cintré du tableau de retable. La corniche est garnie de denticules. Le plastron est orné de volute baroques, et en son milieu, s'affiche le tétragramme (en hébreu), qui est peint et non sculpté, contrairement au reste. Le crucifix au sommet est fruste. Le tableau lui-même est le seul composant du retable qui a été restauré à ce jour. Il représente le martyre de saint Georges. La scène se passe devant un temple païen, qui est évoqué par une colonne et une stèle supportant le buste d'un personnage casqué en bronze, que saint Georges a refusé d'adorer. Ce dernier élément est probablement rapporté, et témoigne d'une restauration à la suite d'un incendie. Au milieu, saint Georges, a demi dévêtu, implore le ciel, et semble choir à l'arrière. Autour de lui, des soldats s'affairent. La corde pour le lier est préparée sur les marches. En haut, dans le ciel, des anges réservent au saint une couronne et une palme, symbole du martyr[39].

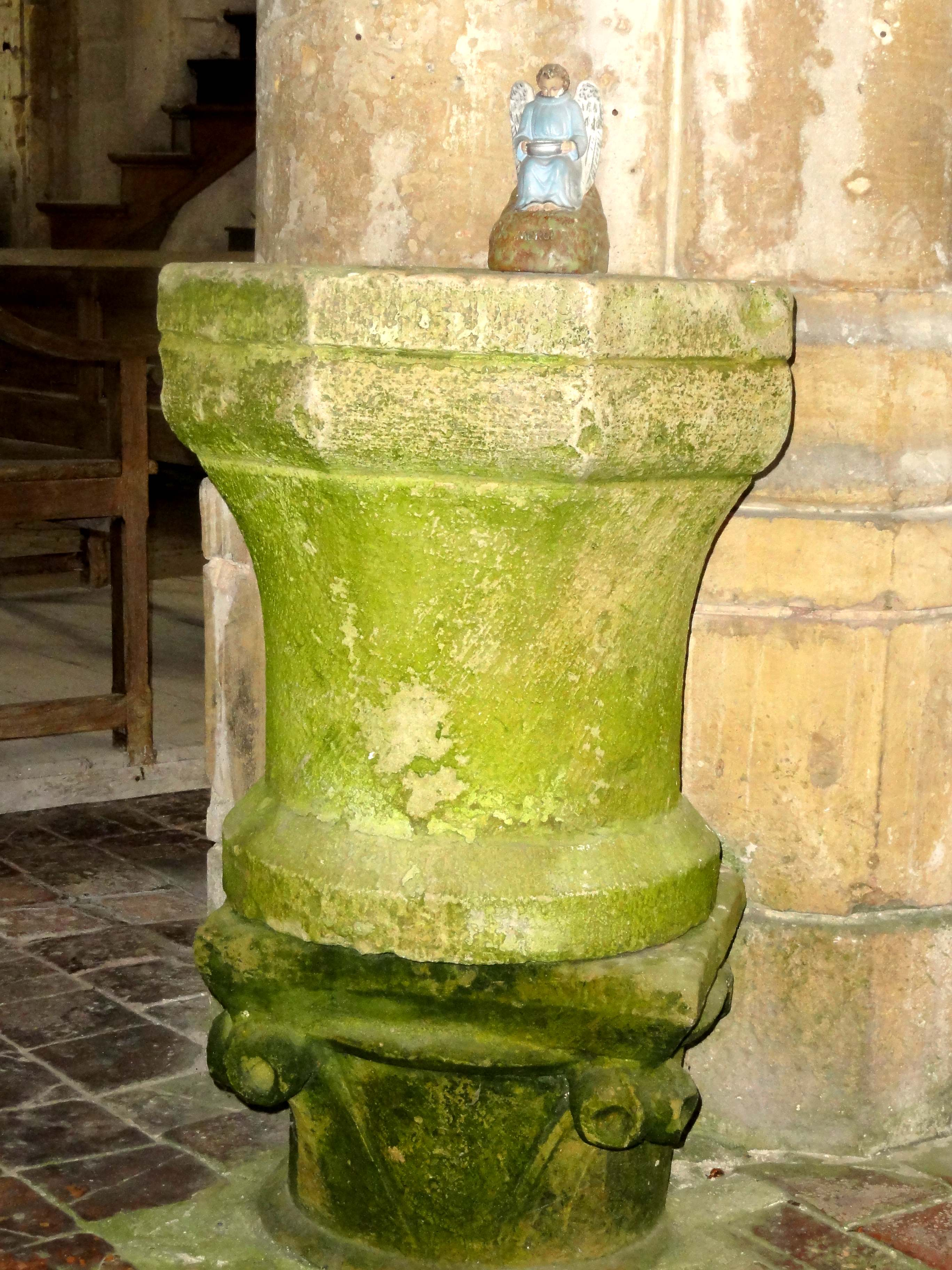
Bénitier.
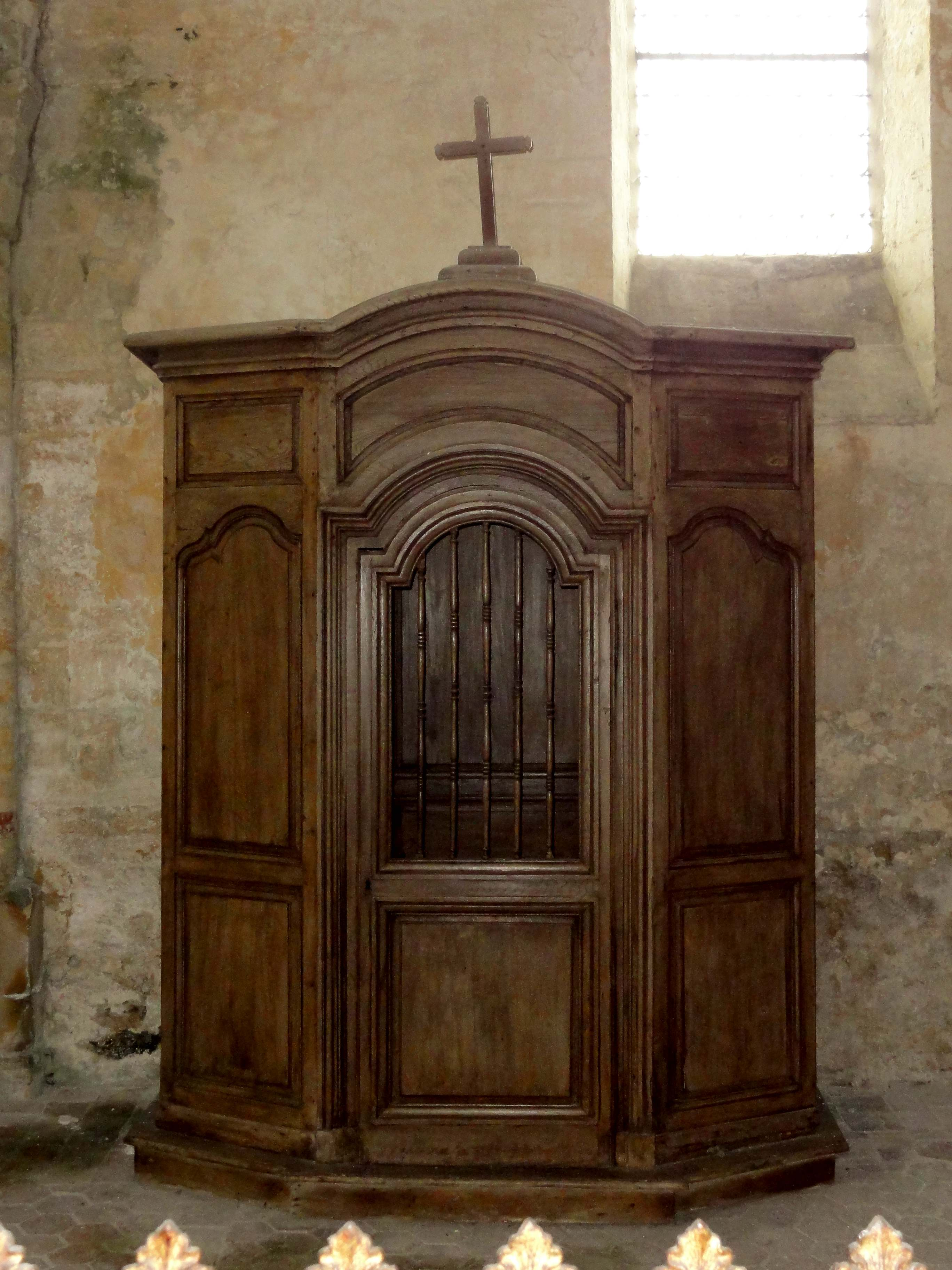
Confessionnal.
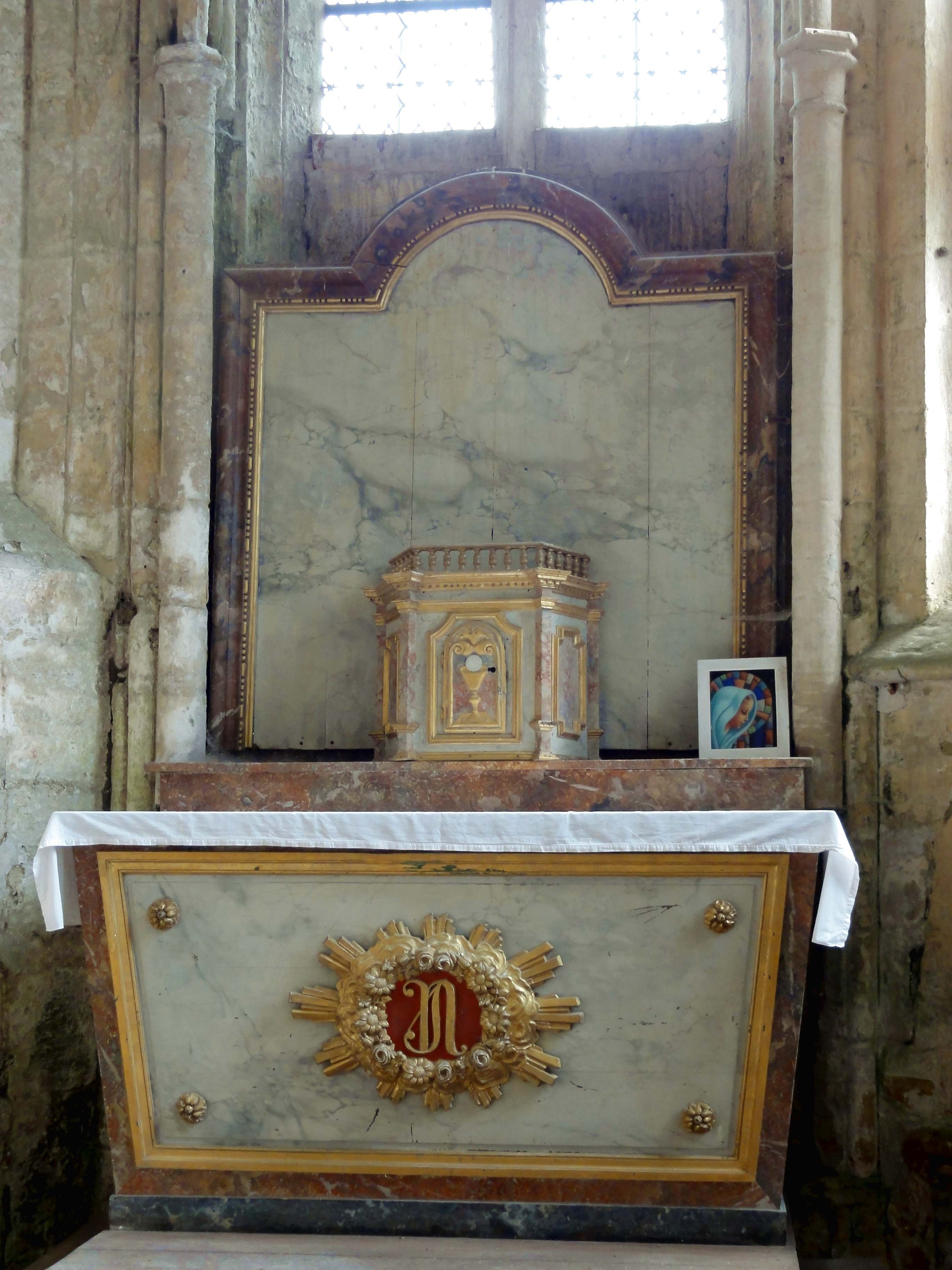
Autel de saint Nicolas.
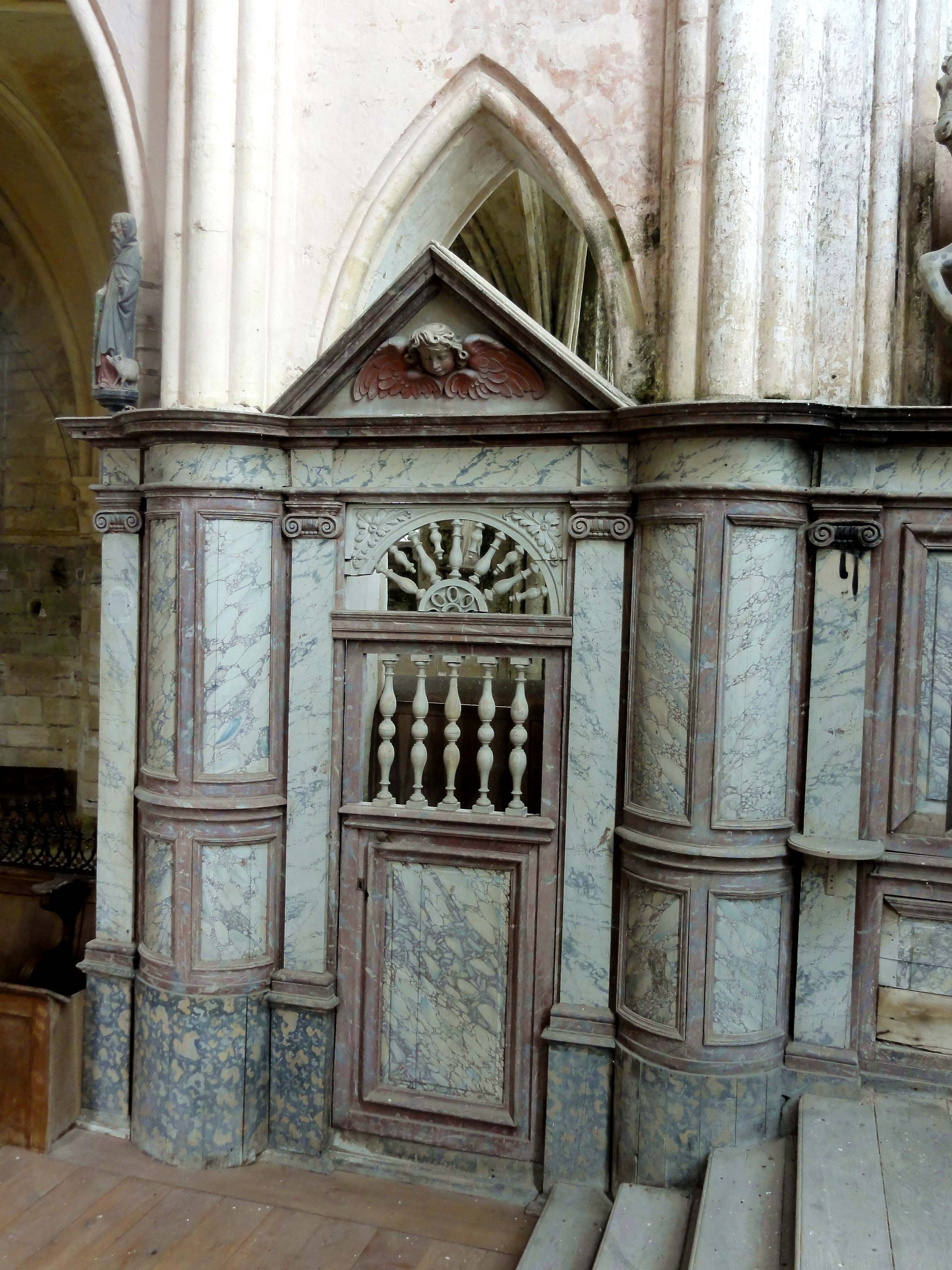
Boiseries de l'abside.
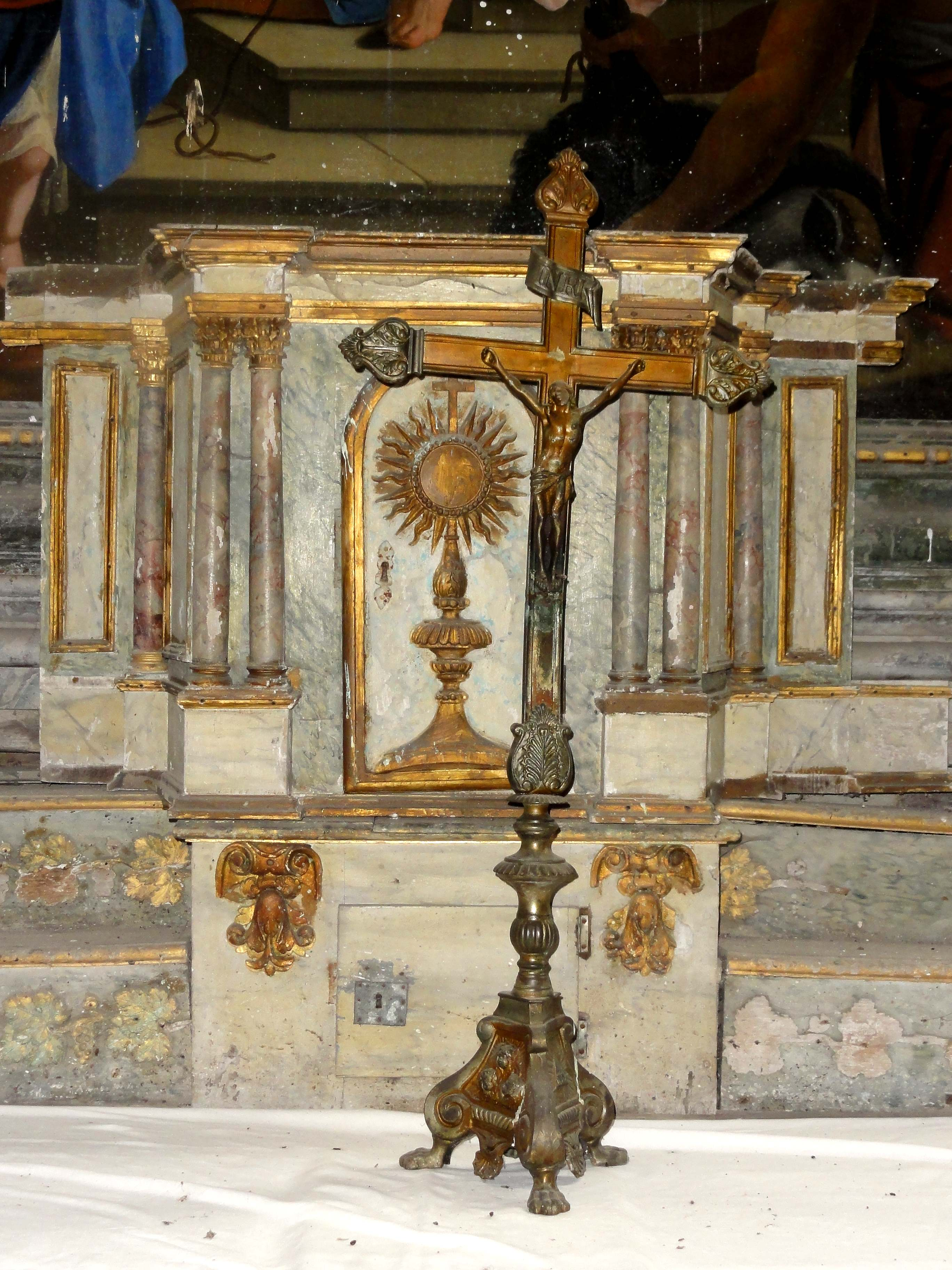
Tabernacle.
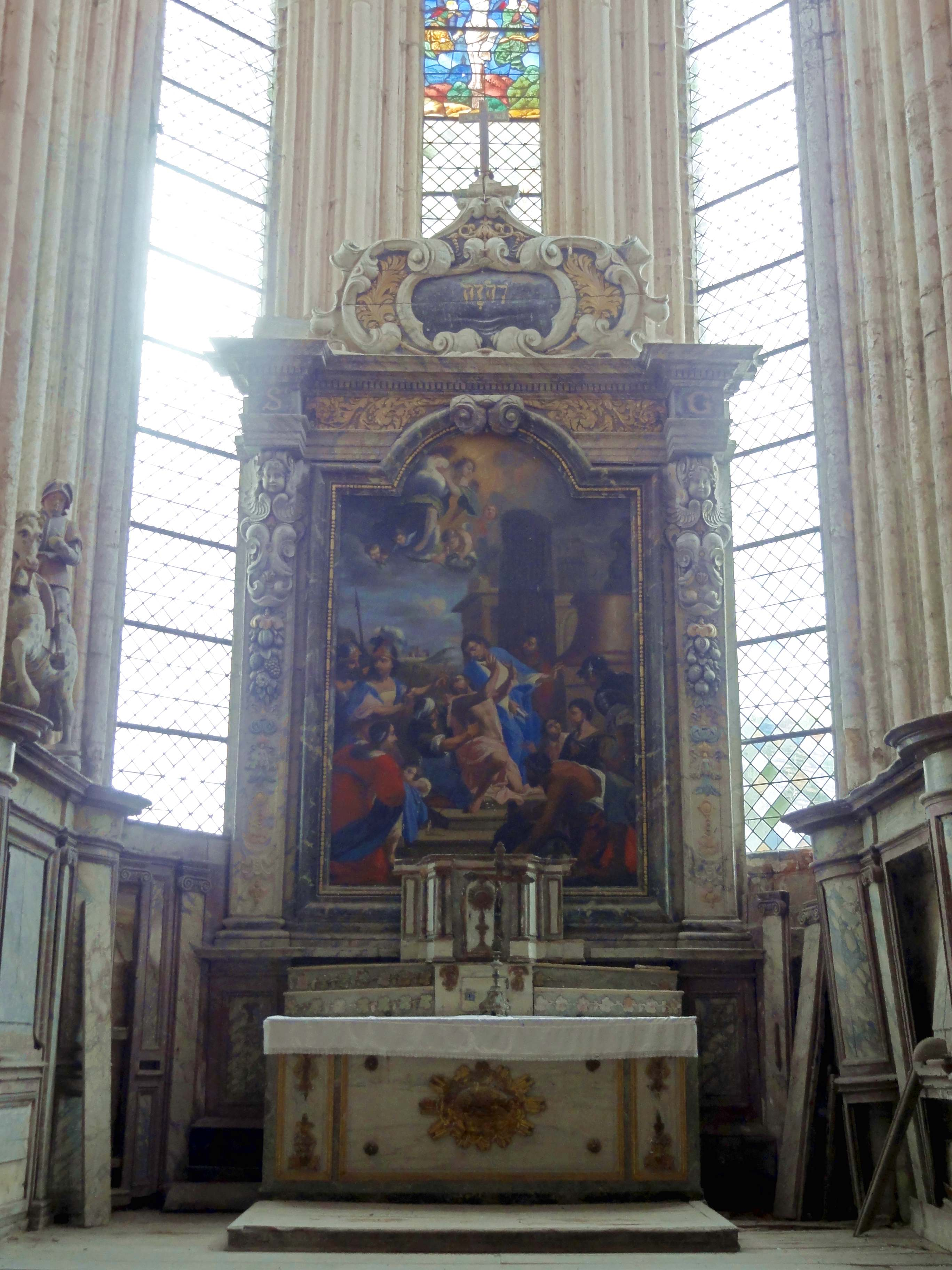
Retable du maître-autel.

### Statues
- La statue de la Vierge à l'Enfant en marbre blanc veiné de gris mesure environ 100 cm de hauteur, et date du second quart du XIVe siècle. Le revers de la sculpture est plat. L'on observe des traces de dorure. La posture légèrement déhanchée est caractéristique de l'époque. La Vierge porte une couronne à hauts fleurons au-dessus d'un léger voile. Ses cheveux bouclés sortent du voile, encadrent son visage plein et retombent à côté du cou. Elle porte un manteau mi-long ramené en tablier sur son bras gauche, et une robe retombant jusqu'au sol. Elle cache ses pieds, dont la silhouette se profile toutefois derrière le tissu. Le drapé se caractérise par une alternance de plis curvilignes et verticaux. Dans sa main droite, Marie devait tenir une fleur de lys, symbole de la pureté. Avec son bras gauche, elle porte l'Enfant Jésus. Vêtu d'une tunique longue, il regarde sa mère d'un air enjoué. Il agrippe le voile de sa mère, et tient une pomme dans sa main gauche. La Vierge d'Ully-Saint-Georges se rattache à un type largement répandu, qui peut être ramené à une œuvre d'Évrard d'Orléans, conservée en la cathédrale de Langres. D'autres Vierges de cette famille existent dans les cathédrales de Sées et Senlis, et dans les églises de Bouée (Loire-Atlantique) et Lévis-Saint-Nom. Ce sont apparemment les créations d'un même atelier, comme l'indique un petit détail, à savoir de légères incisions à la jointure des mains et des doigts. La Vierge de Tœufles (Somme) est assez similaire, et sculptée dans de la pierre calcaire de l'Oise[40].
- Une statue équestre en bois polychrome d'un chevalier en casque et cotte de mailles représente probablement saint Georges, patron de l'église. Qualifiée d'œuvre originale par Pierrette Bonnet-Laborderie, elle mesure 163 cm de hauteur et 199 cm de largeur, et appartient à l'art populaire du Beauvaisis du XVIe siècle. L'œuvre est assemblée de plusieurs pièces. La posture du saint est un peu raide. Il tend ses jambes vers l'avant, et tourne la tête légèrement vers la gauche. Son cheval regarde dans la même direction, et s'apprête à faire un pas de sa jambe avant gauche. La robe du cheval est pommelée[37],[41].
- Un groupe sculpté en bois polychrome, réalisé en ronde-bosse et mesurant 115 cm de hauteur, représente probablement sainte Élisabeth de Hongrie avec deux enfants, ce qui est un sujet rare. Leur style vestimentaire correspond à la première moitié du XVIe siècle. Eugène Müller souligne l'élégance de cette œuvre. Son iconographie est probablement inspirée par La Légende dorée. La sainte est coiffée d'un chapeau formant bandeau, qualifié d'extravagant par Pierrette Bonnet-Laborderie. Élisabeth pose sa main droite sur la tête de l'un des enfants qui l'accompagnent, à sa droite. Celui-ci tend le bras pour attraper le livre que tient la sainte dans son autre main. Si l'identification du sujet par l'abbé Müller était juste, deux couronnes devraient être posées sur le livre. À gauche de la femme, un enfant plus petit se tient debout tout en lui tournant le dos. Il tient ce qui semble être un instrument de musique à cordes. La polychromie a été plusieurs fois refaite[14],[37],[42].
- Parmi les statues et sculptures non classées, plusieurs sont antérieures à la Révolution, et se rattachent à l'art populaire du Beauvaisis, comme la statue équestre de saint Georges. L'on peut signaler saint Roch avec le chien qui l'a nourri et un enfant, sous le Christ en croix au nord de la nef ; sainte Catherine avec la roue l'ayant martyrisé, dans le bas-côté nord du chœur ; saint Antoine l'Ermite avec le cochon lui servant d'attribut et saint Cyr avec sa mère sainte Julitte dans l'abside du vaisseau central ; saint Nicolas en habit d'évêque avec un baquet contenant les trois jeunes enfants qu'il a ressuscité, ainsi qu'une deuxième fois saint Roch avec un chien et un enfant, dans la chapelle latérale sud. Pierrette Bonnet-Laborderie parle d'« œuvres modestes mais d'une bonne venue ». Les statues de saint Antoine et de saint Cyr et sainte Julitte sont susceptibles de provenir des chapelles existaient avant la Révolution aux hameaux de Coussenicourt et Cavillon[37].

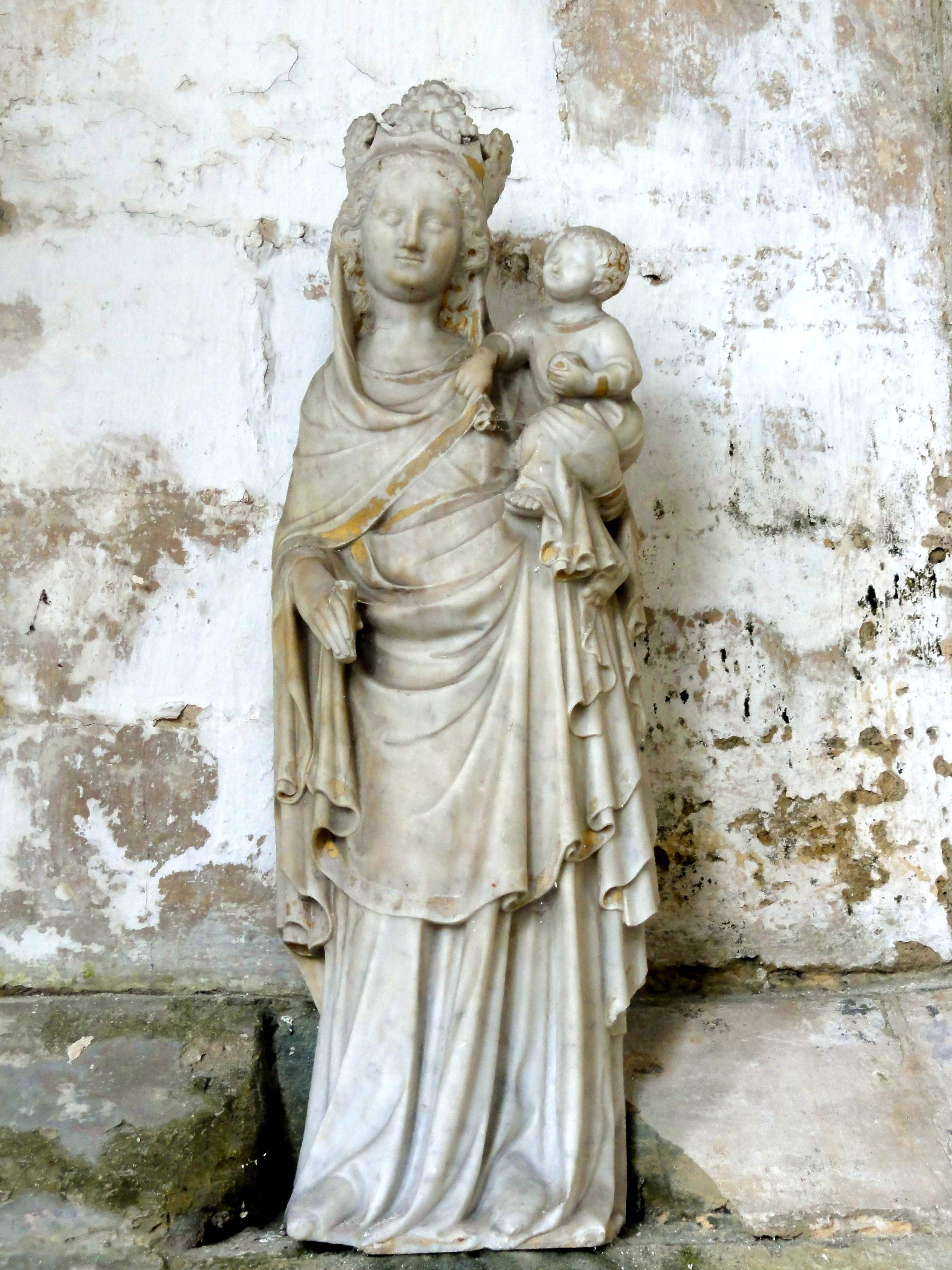
Vierge à l'Enfant.
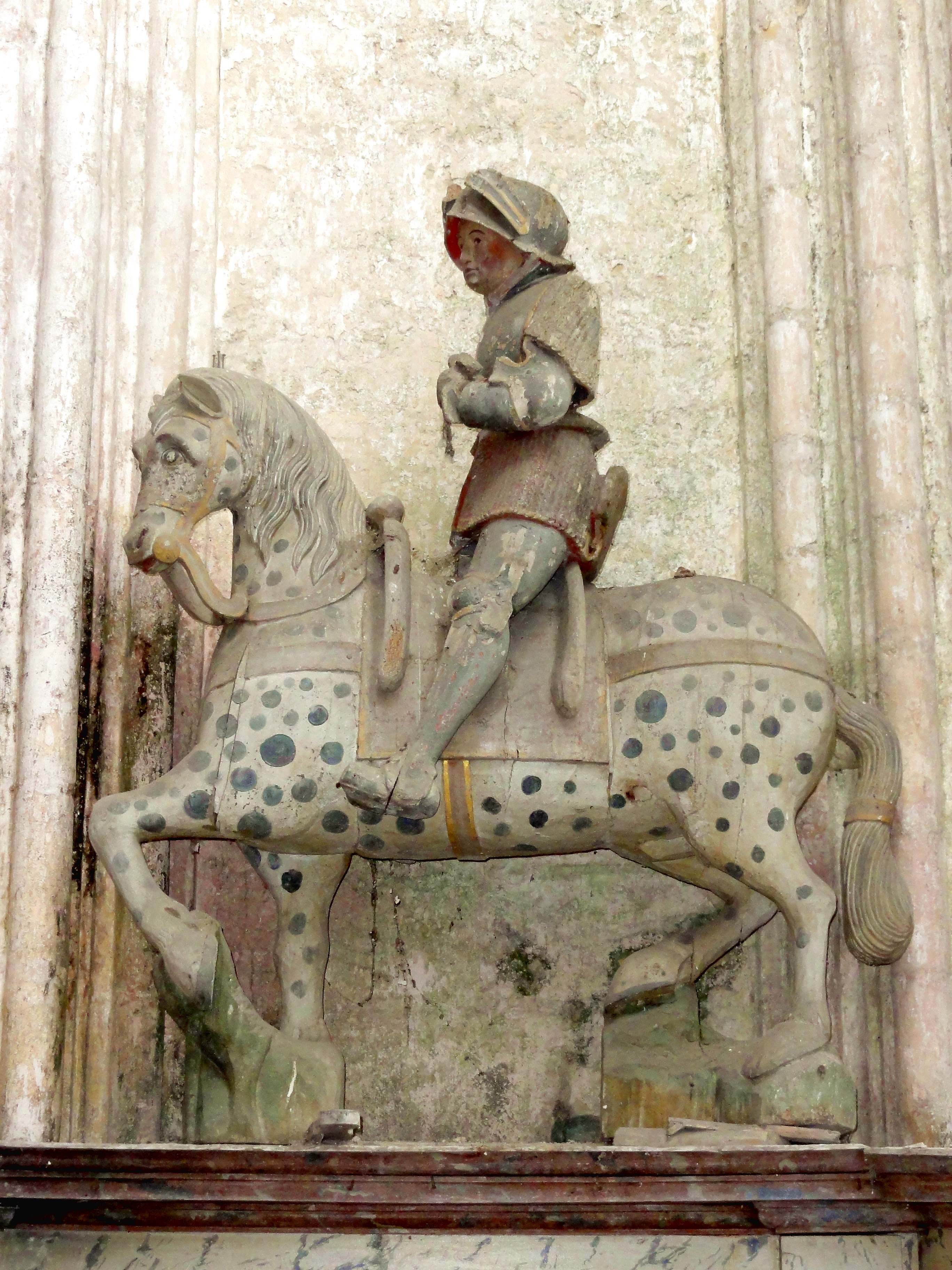
Saint Georges.
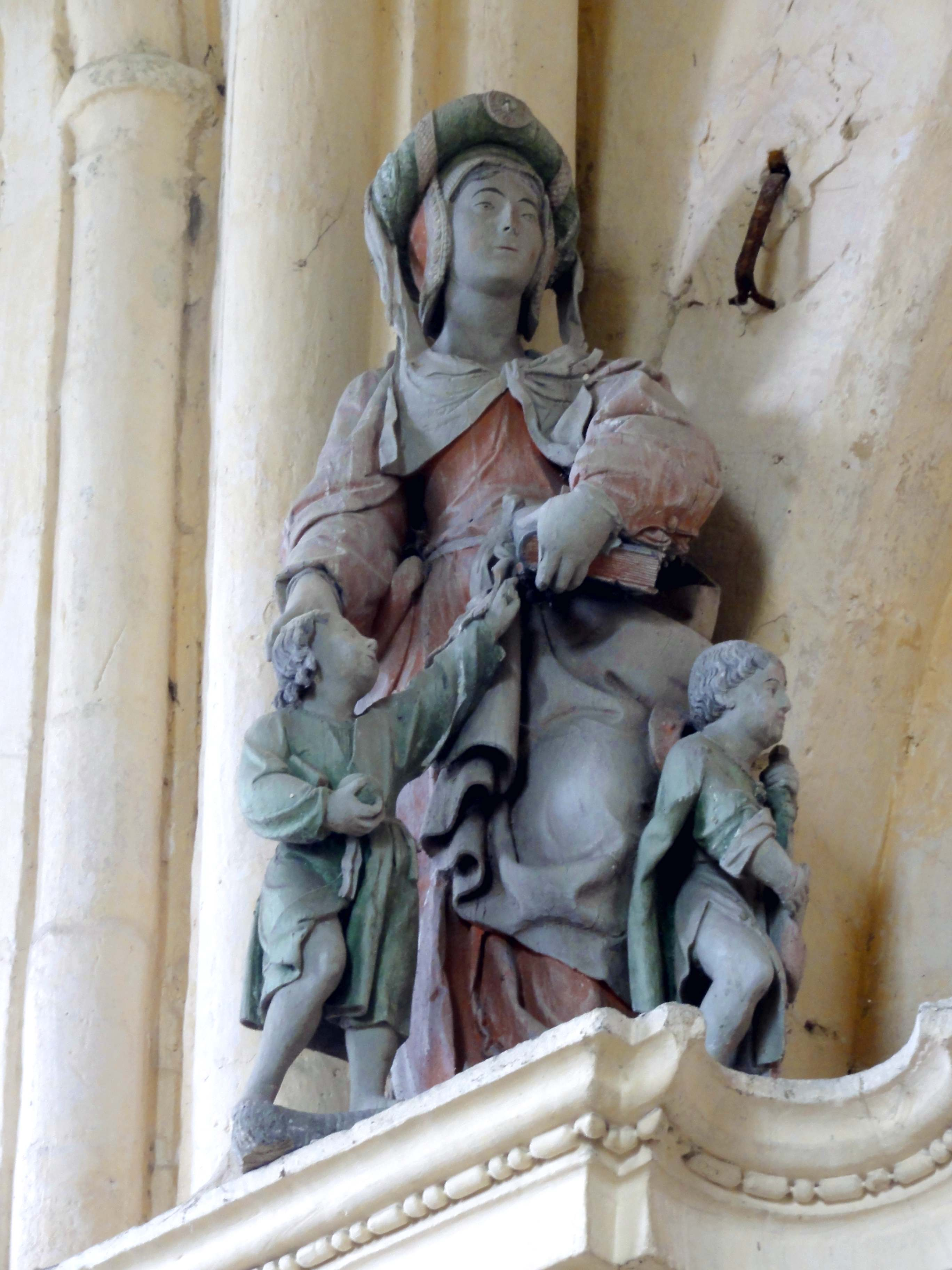
Sainte Élisabeth.
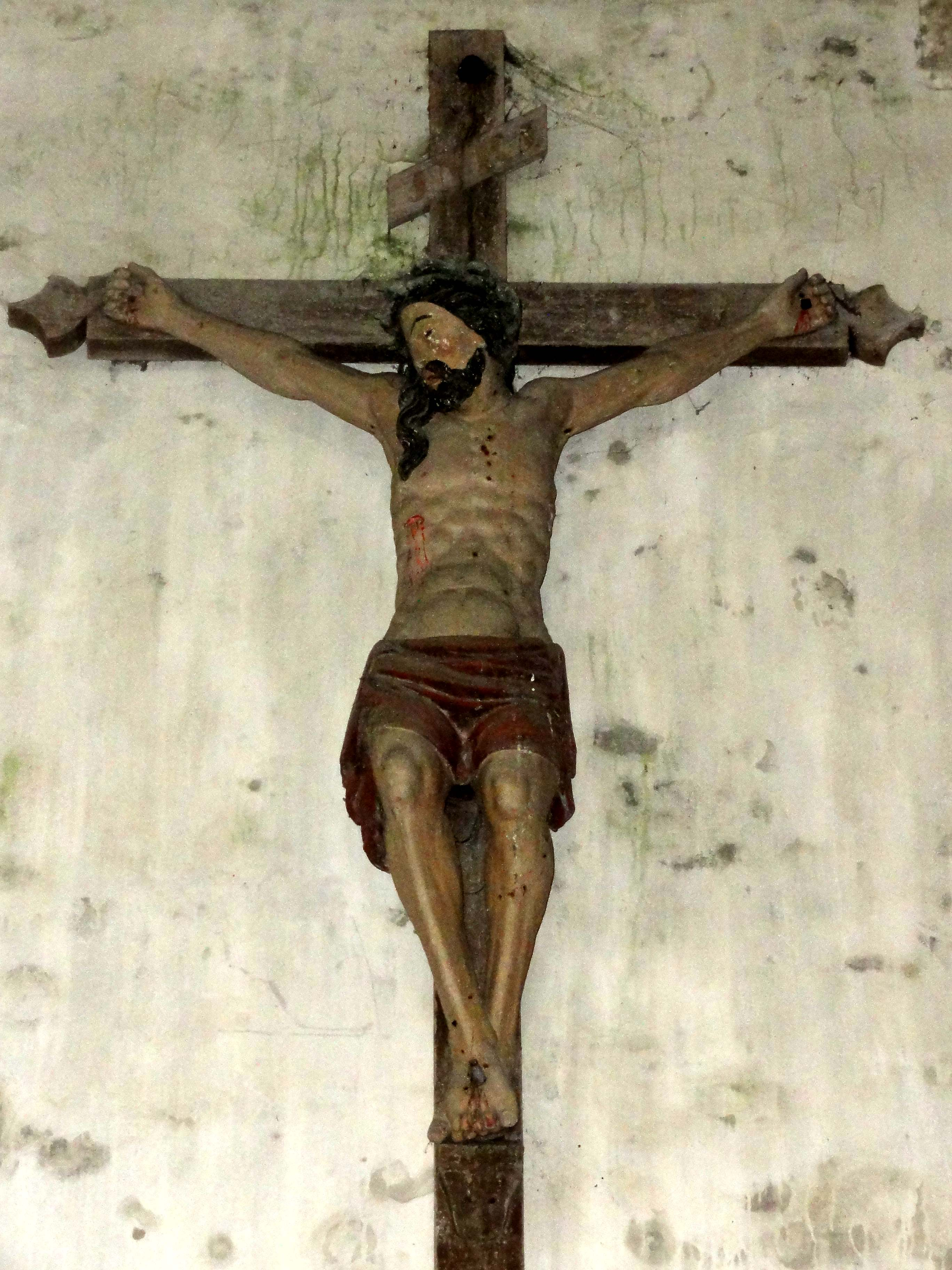
Christ en croix.
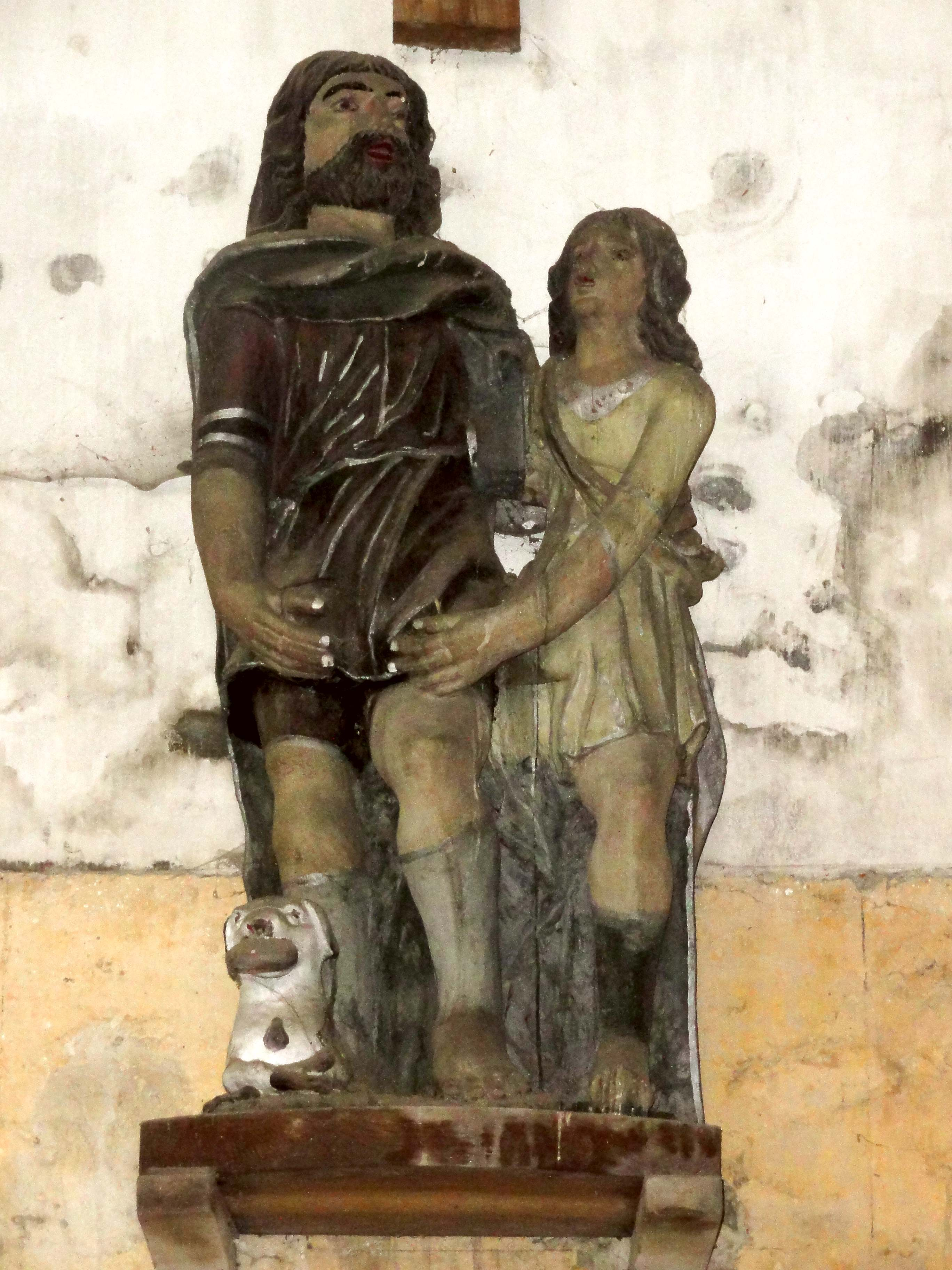
Saint Roch (1).
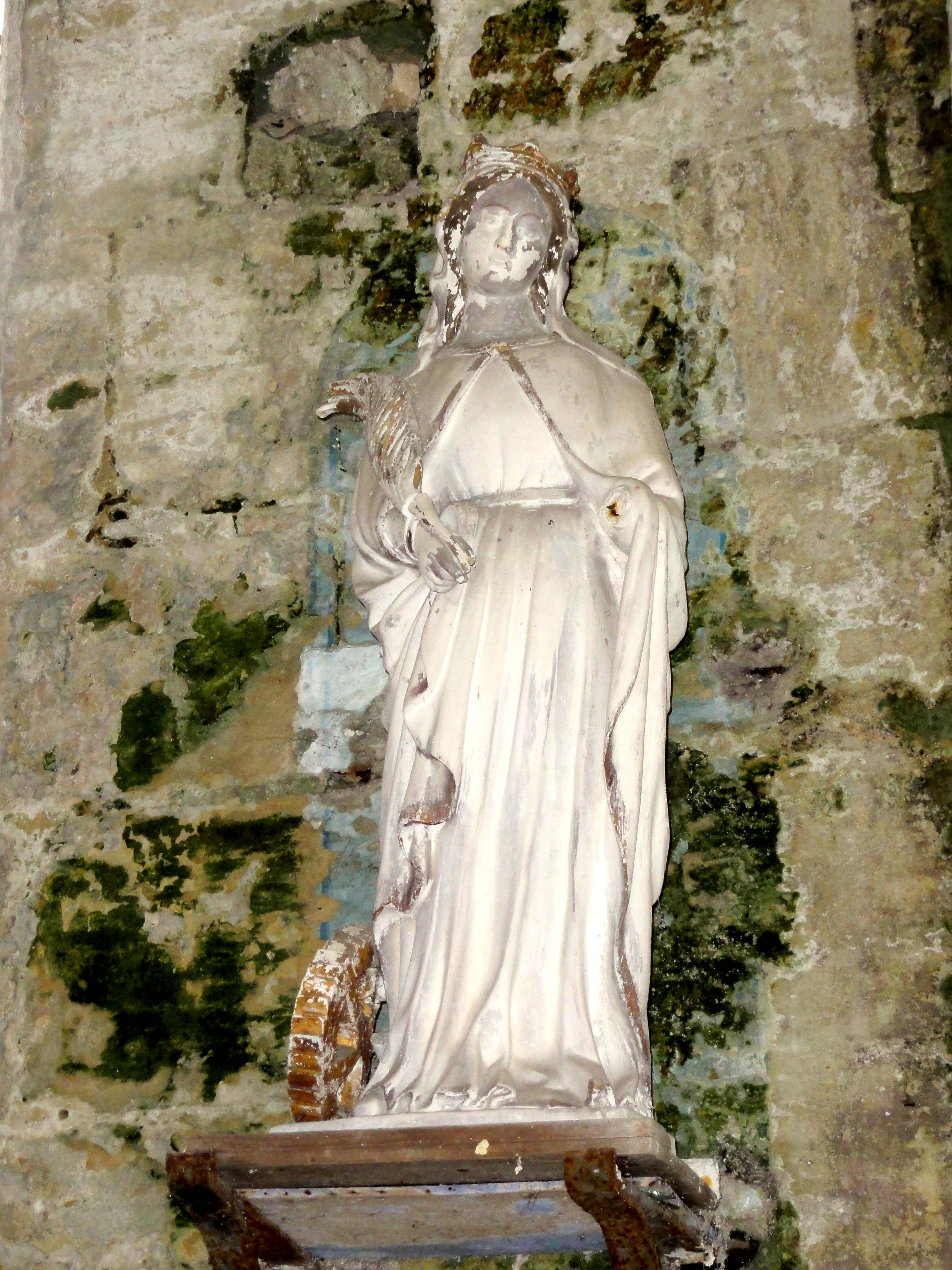
Sainte Catherine.
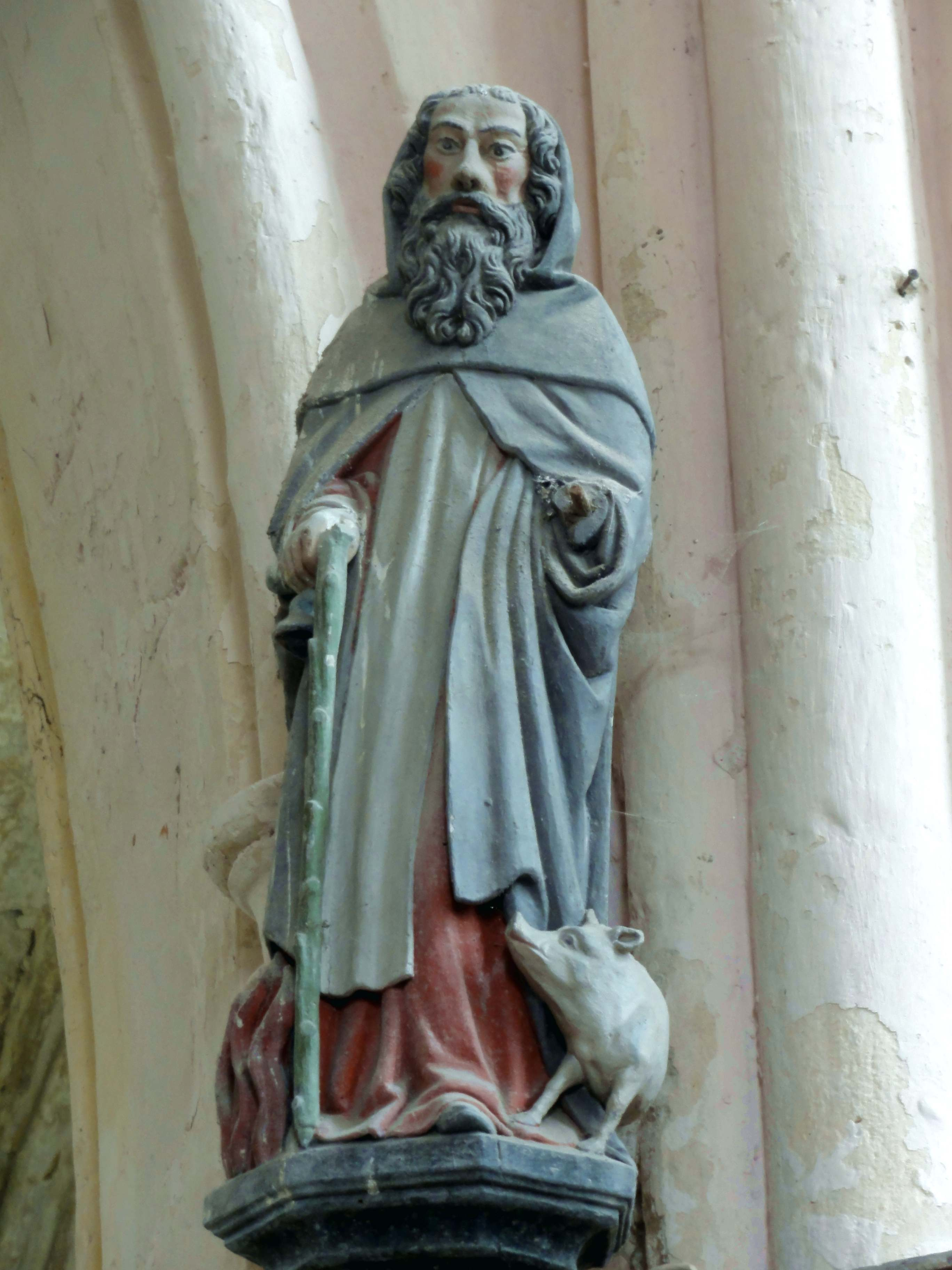
Saint Antoine l'Ermite.
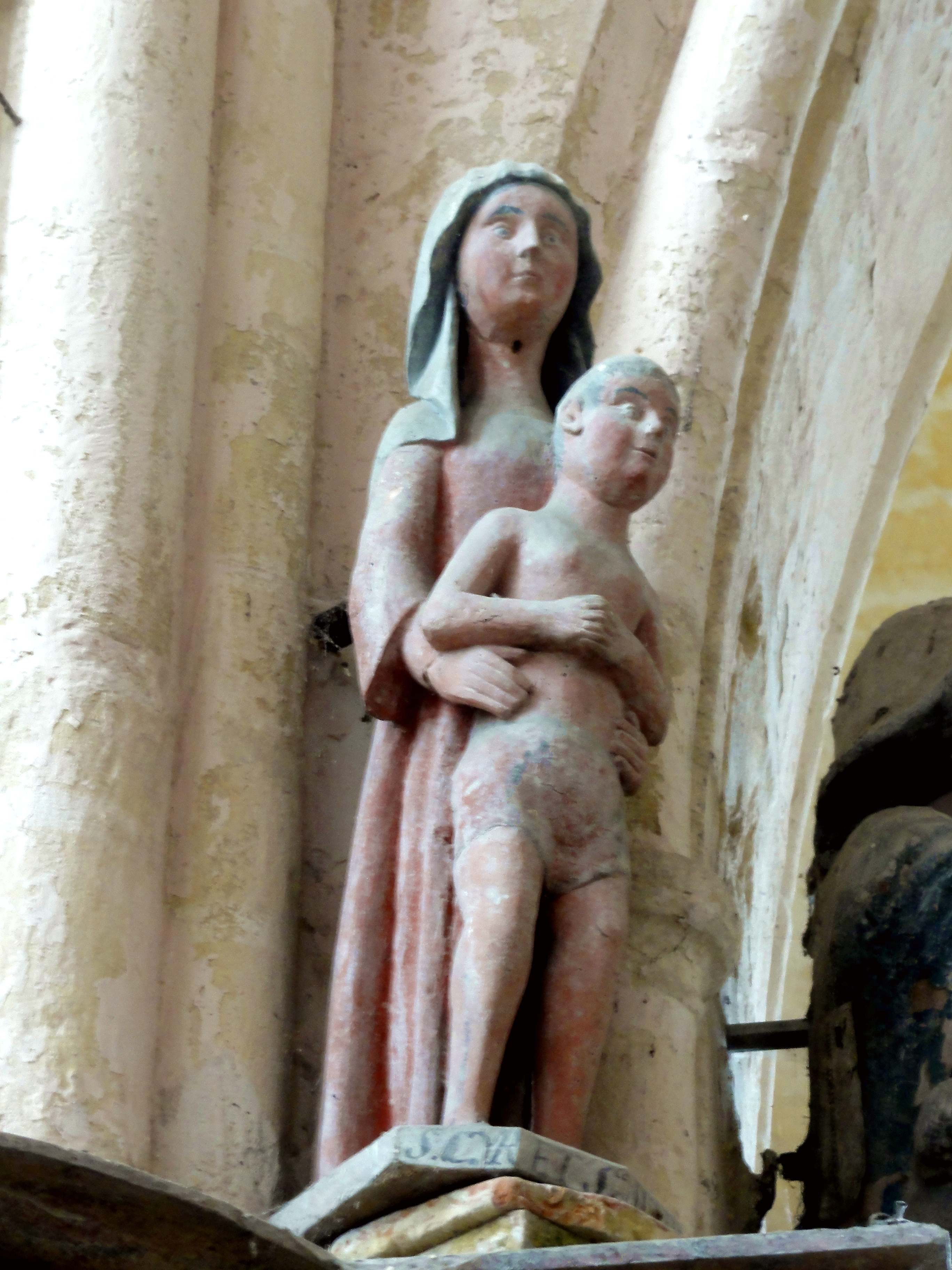
Saint Cyr et de Sainte Julitte.
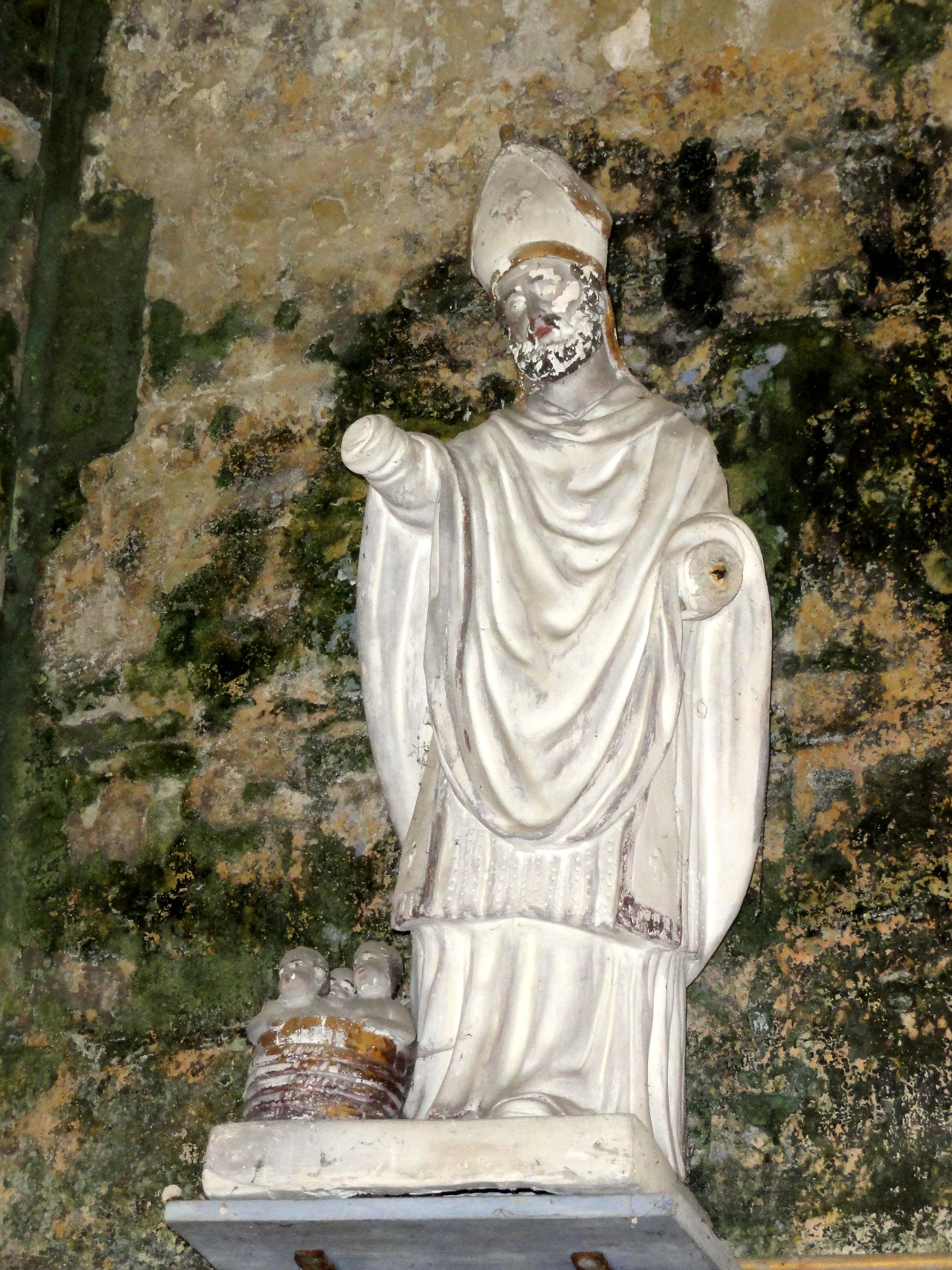
Saint Nicolas.
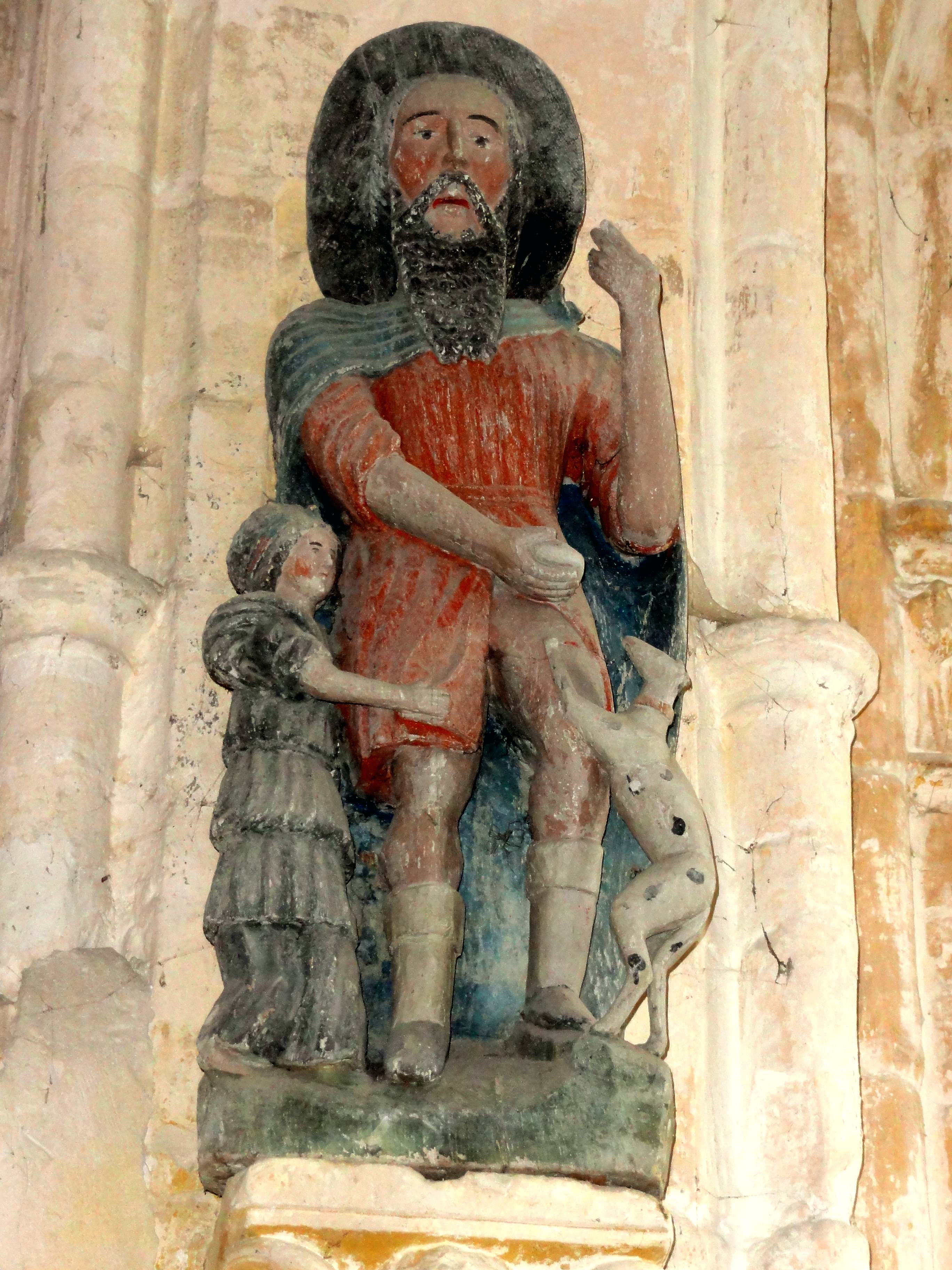
Saint Roch (2).

### Vitraux
- La verrière d'axe du chevet (no 0) comporte un panneau mesurant 50 cm de largeur et 80 cm de hauteur, qui date la première moitié du XVIe siècle. Il représente le Christ en croix entre le soleil et la lune. Deux anges recueillent le sang qui coule des mains du Sauveur dans des calices, sujet fréquent au XVIe siècle. La partie basse est composée de bouche-trous de différentes couleurs, suggérant un décor paysager ; la silhouette d'une ville se dessine sur trois fragments, et un autre montre le sommet d'un clocher. Le tympan est occupé par un décor ornemental et architecturé dans le goût de la Renaissance avec un chérubin, des volutes, une tête de bélier, des chapiteaux corinthiens, etc. Le trilobe au sommet de la fenêtre comporte un petit vitrail de la même époque, qui représente Dieu le Père. Ces vitraux ont été restaurés en 1989 par l'atelier Claude Courageux[17],[18].
- La verrière d'axe de la chapelle latérale sud (no 6) et la verrière du pan sud-est, à sa droite (no 8) conservent des bordures d'arabesques, candelabres et angelots de la Renaissance, qui sont peintes en grisaille et au jaune d'argent. La verrière no 8 arbore surtout deux panneaux du début du XVIe siècle, qui représentent saint André aux côtés de deux barres croisées évoquant une croix de Saint-André, et apportant un livre ouvert, ainsi que saint Pierre présentant un chanoine agénouillé devant un prie-Dieu. Il devrait s'agir du donateur, portant le prénom de Pierre. Le dallage du sol en bas des deux panneaux est identique, et constitué d'un damier de carreaux de marbre blanc et noir. En revanche, les arcatures qui encadrent les deux représentations ne sont pas homogènes, et différentes toutes les deux. Isabelle Isnard formule l'hypothèse que les deux panneaux pourraient être les vestiges d'un collège apostolique[17],[18].
- Non classé, le trilobe de la verrière d'axe de la chapelle latérale nord (no 5) date également du XVIe siècle, et représente une Vierge à l'Enfant[17]. Les deux lancettes comportent des vitraux aux larges bordures de la Renaissance, peintes en grisaille et jaune d'argent tout comme celles de la chapelle du sud, mais d'une facture différente. Dans chacune des deux lancettes, quatre médaillons probablement modernes représentent des symboles évoquant les litanies de la Vierge (un arc de triomphe, un bocal, un buisson sec sans feuilles, un puits, la façade d'une église, un tombeau avec un gisant, une tour et un miroir.
- Le trilobe au sommet d'une cinquième baie est garni de vitraux très clairs en grisaille à feuilles de lierre. Ce seraient, selon Philippe Bonnet-Laborderie, le dernier fragment de vitraux du XIVe siècle que possède l'église[18].

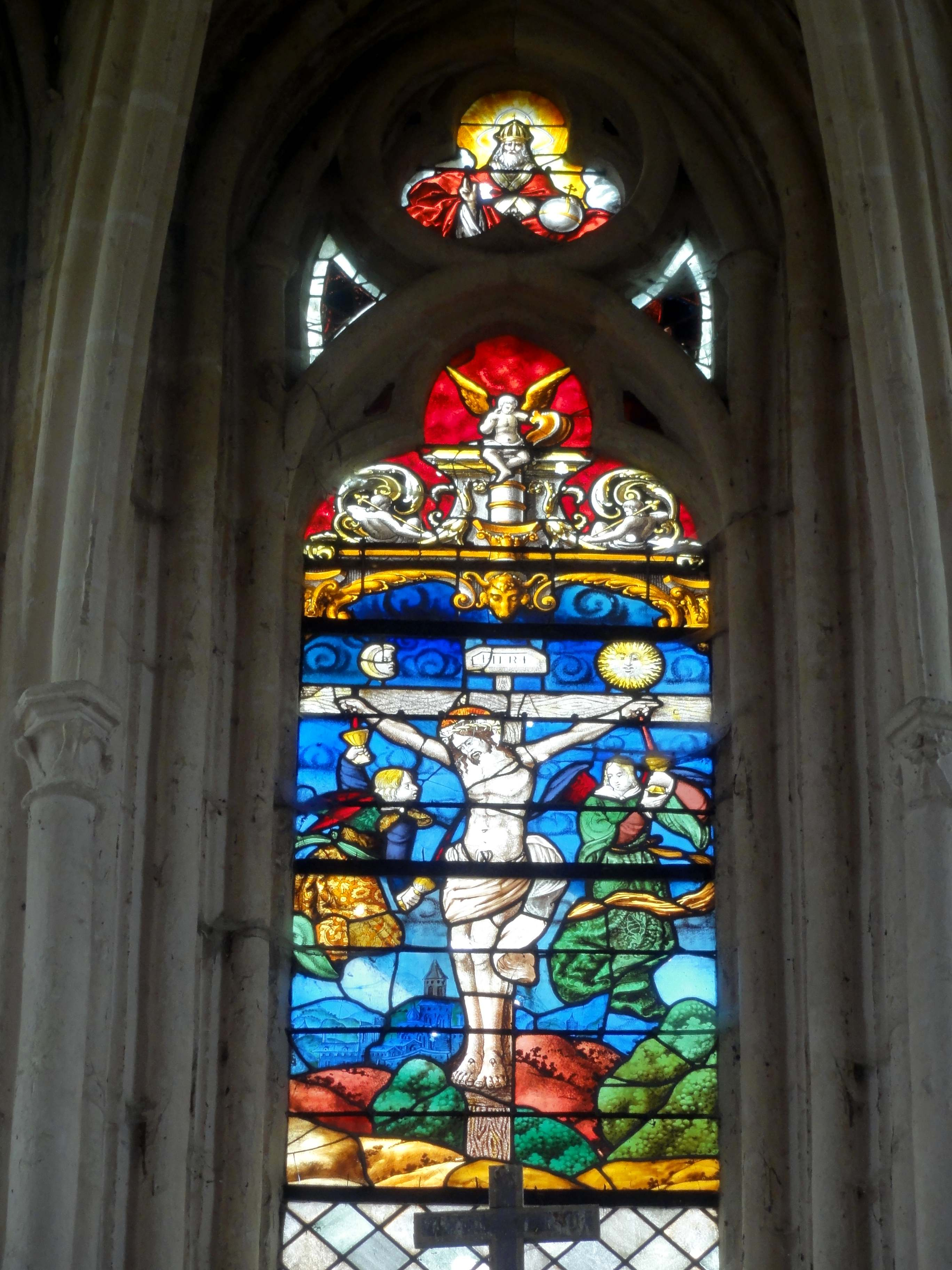
Vitrail de la Crucifixion.
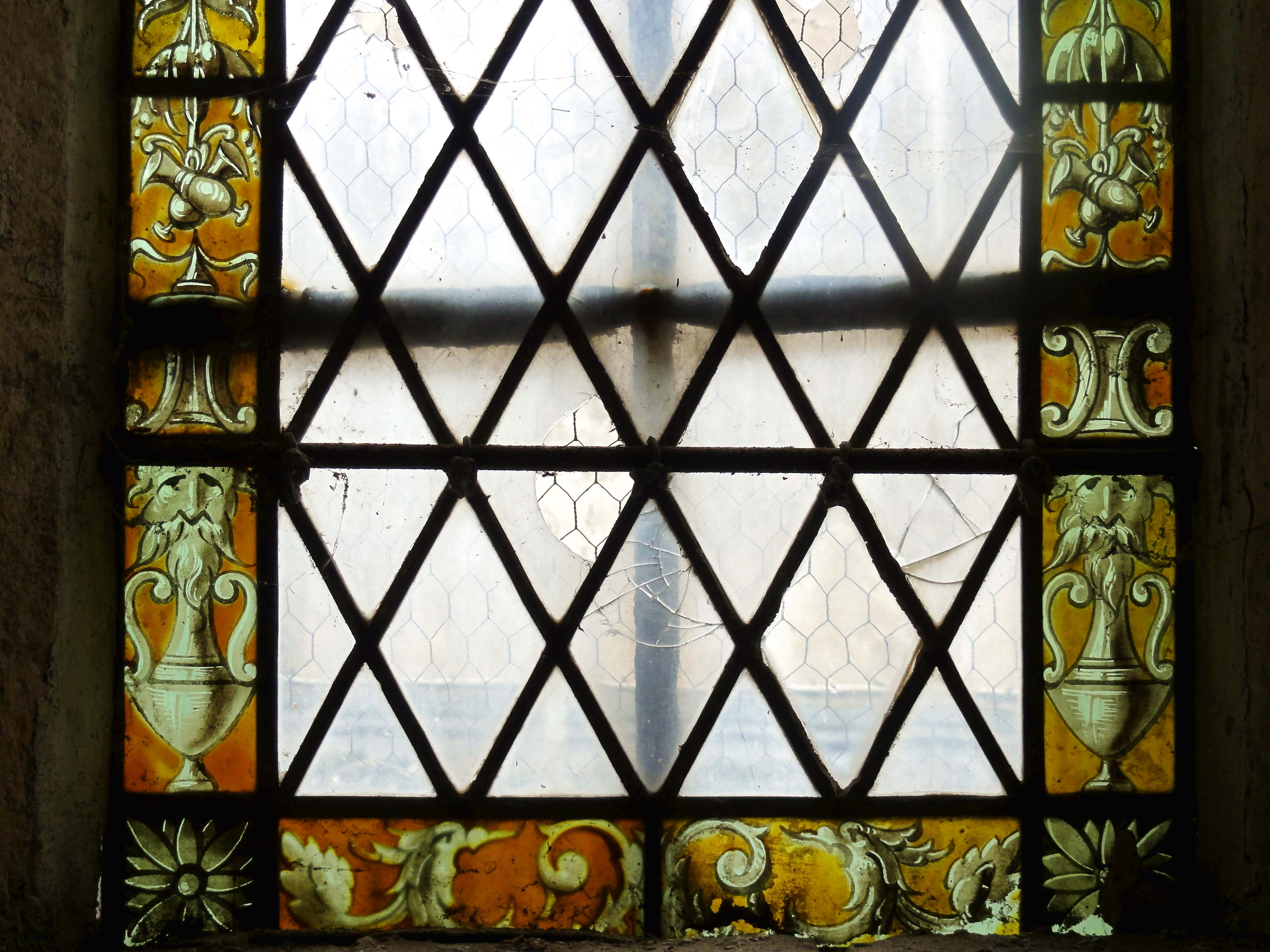
Bordures Renaissance.
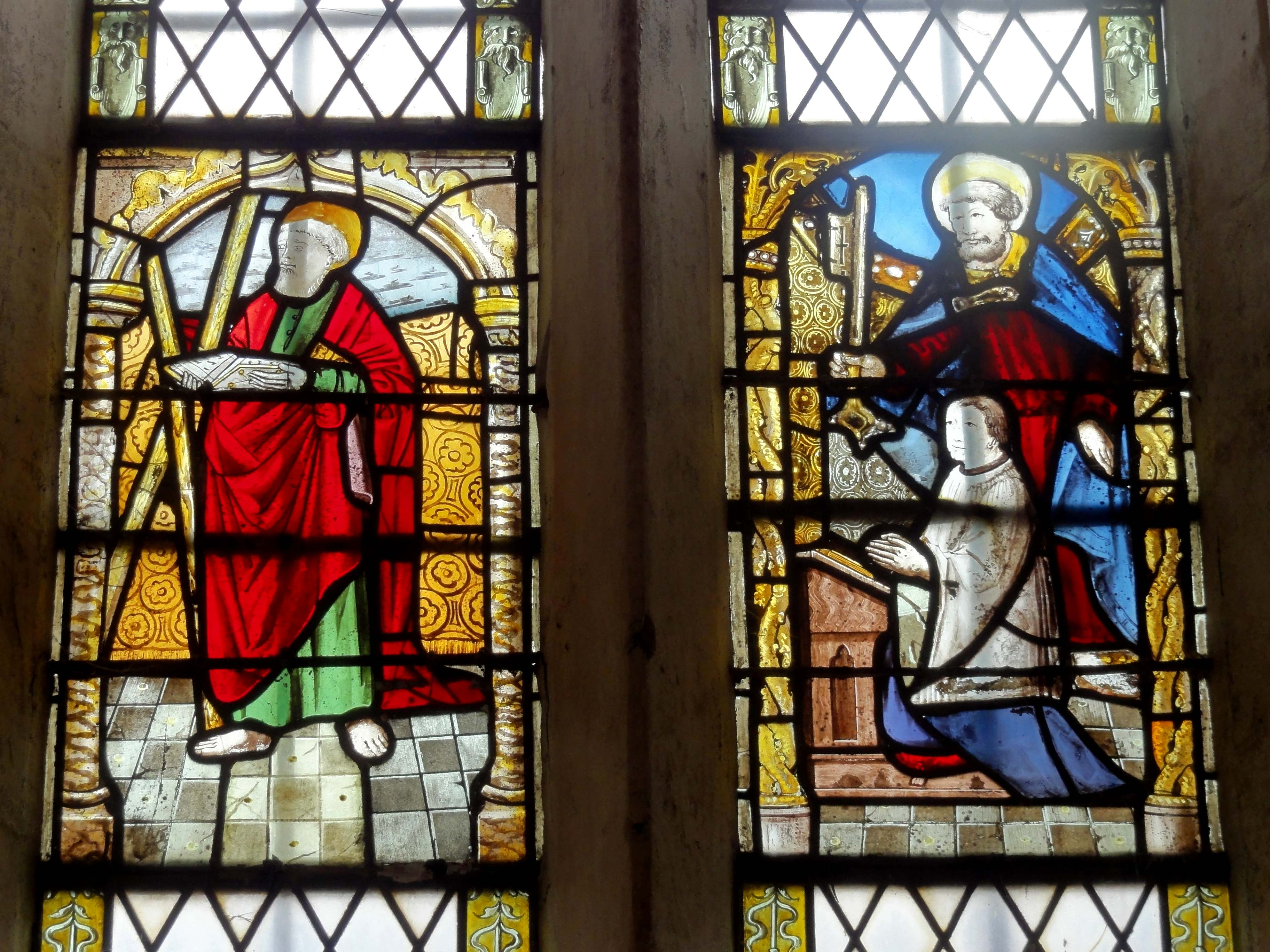
Saint André et Saint Pierre.
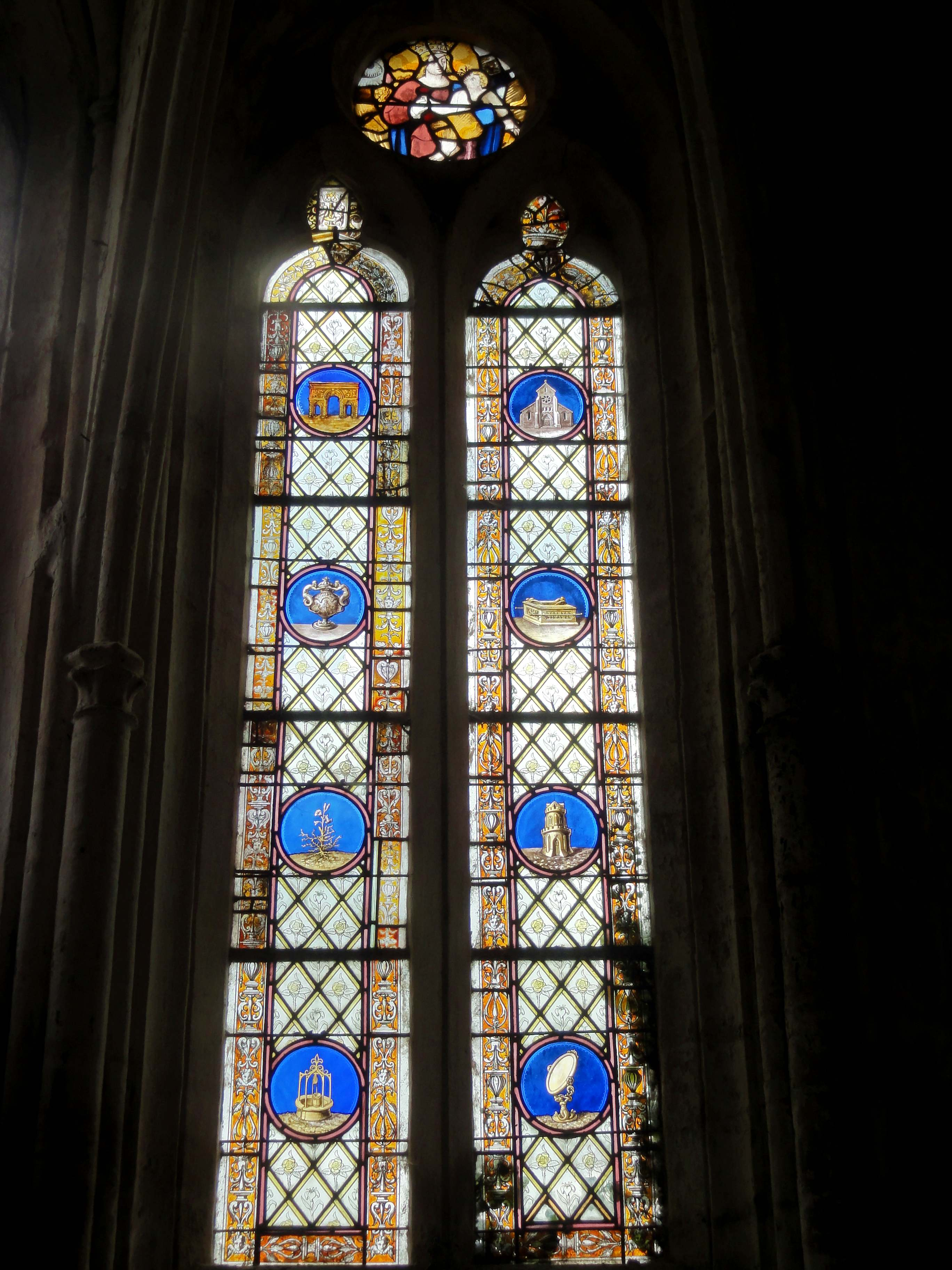
Vierge à l'Enfant.